# Années 2010
 (janvier 2024).
Les années 2010 ont commencé le 1er janvier 2010 et se sont achevées le 31 décembre 2019.
La décennie 2010 est marquée par des crises économiques et géopolitiques majeures. La crise de la dette en Europe débouche sur des politiques d'austérité, notamment en Grèce et en Espagne. Au niveau international, le printemps arabe bouleverse l'Afrique du Nord et le Moyen-Orient. Des conflits violents émergent en Syrie, au Sahel, au Nigeria, en Ukraine, etc. La décennie est aussi marquée par une crise migratoire mondiale, l'essor des mouvements politiques extrémistes en Europe, et l'élection de Donald Trump aux États-Unis.
Dans le même temps, la géopolitique internationale est bouleversée par le printemps arabe, mouvement de révolte en Afrique du Nord et au Moyen-Orient débouchant sur le départ des dictateurs en Tunisie, en Égypte et au Yémen. En Libye, l'intervention des pays occidentaux aboutit à la chute et à la mort du colonel Kadhafi. En Syrie, la révolte populaire débouche sur une guerre civile majeure, compliquée par l’expansion de l’État islamique (Daech), déjà implanté en Irak. De violents conflits affectent également les pays du Sahel (intervention française au Mali), le Nigeria (Boko Haram), la bande de Gaza et l'Ukraine. Les organisations jihadistes, et principalement l'État islamique, Al-Qaïda et leurs groupes reliés, perpétuent en parallèle de nombreux attentats dans les pays musulmans d'Afrique et d'Asie mais aussi en Europe et en Amérique du Nord.
En 2015, le nombre de réfugiés dépasse les 53 à 57 millions dans le monde, dont environ 11,7 millions de déplacés syriens, ce qui provoque une crise migratoire en Turquie (environ deux millions de réfugiés), au Liban (environ un million de réfugiés), en Jordanie et en Europe. La Colombie compte environ 6,4 millions de réfugiés, principalement des déplacés intérieurs.
À la suite des crises économiques et migratoires, les extrêmes progressent en Europe : partis d'extrême droite nationalistes d'un côté (Hongrie, Danemark, Pays-Bas, France, Allemagne) et mouvements alternatifs de gauche radicale de l'autre (Grèce, Espagne, France). Le Royaume-Uni décide en juin 2016 de quitter l'Union européenne à la suite d'un référendum qui divise le pays. Aux États-Unis, Donald Trump est élu président en octobre 2016 en défendant un programme nationaliste.
D'un point de vue environnemental, la diminution de la biodiversité se poursuit en raison des pressions sur les habitats naturels ; la biomasse d'arthropodes, en particulier, chute des deux tiers au cours de la décennie. Dans les années 2010, le réchauffement climatique devient de plus en plus perceptible : plusieurs records de température sont battus (huit années de la décennie font partie des dix années les plus chaudes jamais enregistrées), les émissions de gaz à effet de serre continuent d'augmenter à l'échelle mondiale (la concentration de dioxyde de carbone est passée de 390 à 410 PPM au cours de la décennie) et des événements météorologiques extrêmes se multiplient sur tous les continents (sécheresse et famine en Afrique, sécheresses et incendies en Russie, en Australie, au Canada, ouragans, inondations aux États-Unis, en Russie, en Europe, etc.). Déjà présent dans les débats, le réchauffement climatique devient un enjeu politique et social clé durant cette décennie. Les protestations, les initiatives et la législation attirent l'attention des médias. En particulier, l'accord de Paris sur le climat (2015) a été adopté et un mouvement mondial de jeunesse pour le climat a été formé.
Deux séismes majeurs marquent également la décennie, le séisme de 2010 en Haïti qui fait plus de 230 000 morts, et le séisme de 2011 au Japon, suivi d'un tsunami ayant provoqué l'accident nucléaire de Fukushima, plus grave catastrophe nucléaire depuis la catastrophe nucléaire de Tchernobyl (1986).
La population mondiale dépasse les 7 milliards d'individus en 2011. Près de la moitié de la mortalité mondiale (plus de 50 millions de décès par an) est liée à des problèmes cardiovasculaires, des cancers, des diabètes (parfois en lien avec une obésité). Les causes anthropiques sont mieux connues et pointées du doigt : pollution de l'air et de l'eau, tabagisme, consommation d'alcool, sédentarité, sous-nutrition et malnutrition... La mortalité reste également liée à des maladies et épidémies (tuberculose, VIH, paludisme...), et pour partie à des traumatismes (accidents de la route, accidents domestiques, suicides...).
Environnementalement, le réchauffement climatique et la perte de biodiversité s’aggravent, avec des événements climatiques extrêmes et des records de température. Des accords et mobilisations pour le climat, comme l'Accord de Paris, émergent. Deux séismes, en Haïti (2010) et au Japon (2011), causent des catastrophes humaines et écologiques.
Sur le plan technologique, la décennie est marquée par la démocratisation mondiale du smartphone, avec notamment le développement de l'Internet mobile. Cet équipement généralisé favorise l'essor des réseaux sociaux, et amène de nouveaux débats sur la place des internautes dans l'espace public, et sur la surveillance de masse pratiquée par les gouvernements. Ces débats sont parfois liés à des révélations faites par des « lanceurs d'alerte », comme celles d'Edward Snowden qui marquent l'opinion mondiale autour des pratiques de surveillance de l'agence américaine National Security Agency (NSA).
La décennie voit aussi l'essor des smartphones et des réseaux sociaux, favorisant la mobilité d'Internet et soulevant des débats sur la vie privée et la surveillance de masse, amplifiés par les révélations d'Edward Snowden.
La décennie 2010 est la plus chaude depuis le début des relevés météorologiques dans le monde. Selon  les données météorologiques des pays, les étés les plus chauds se sont pour l'instant tous produits durant cette décennie : en France : la canicule européenne de 2015, la canicule européenne de juillet-août 2018 et la canicule européenne de 2019.
Des mots météorologiques, déjà connus des météorologues et des prévisionnistes, le sont depuis ces canicules du grand public, comme le dôme de chaleur (air chaud compressé sous les hautes pressions d'un anticyclone de blocage).

## Évènements politiques et conflits

### Révolutions et guerres

#### Printemps arabe et guerres

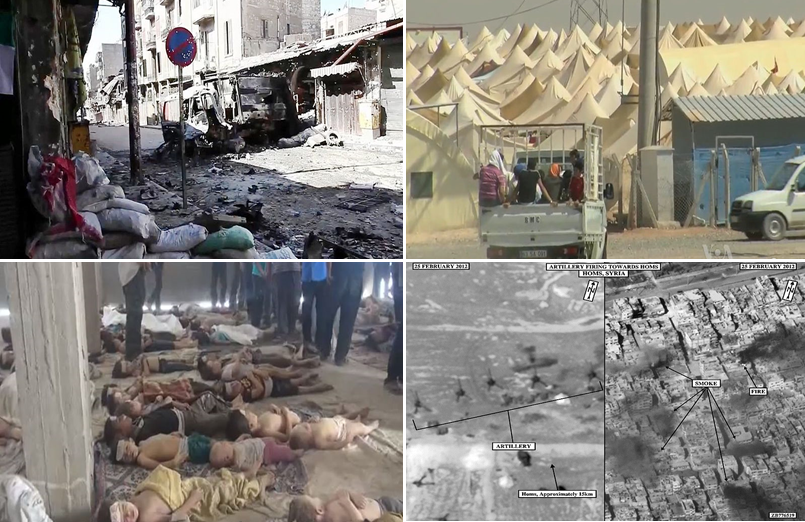
Montage photos des nombreux impacts et conséquences de la guerre de Syrie :
----
• En haut à gauche → Rues bombardées d'Alep.
• En haut à droite → Camp de réfugiés à la frontière turque.
• En bas à gauche → Victimes d'une attaque chimique.
• En bas à droite → Bombardements d'artillerie à Homs.

À la suite de la crise économique, des manifestations éclatent en Afrique du Nord fin 2010. Les révolutions tunisienne et égyptienne conduisent au départ des présidents Zine el-Abidine Ben Ali le 14 janvier 2011, et Mohammed Hosni Moubarak le 11 février 2011. Les protestations dans les pays arabes et du Golfe persique se multiplient : l'Algérie, la Libye, la Jordanie, le Yémen, le Maroc, le Bahreïn et l'Iran se soulèvent de décembre 2010 à février 2011. Les répressions sont parfois meurtrières ; celles menées par Mouammar Kadhafi en Libye font plus de 100 000 réfugiés libyens et 6 000 morts lors de la guerre civile libyenne de 2011.
Durant la révolution en Libye en 2011, le colonel Kadhafi a eu recours à de nombreux mercenaires, notamment touaregs. Ces derniers, après la chute du régime, gardent les armes qu'on leur avait attribué et se rendent au Mali, où ils font la guerre au pouvoir de Bamako, avec l'aide de groupes islamistes. En quelques semaines, le nord est totalement sous leur contrôle, tandis que le président élu est renversé par un coup d'état militaire. Les islamistes écartent ensuite de leur chemin les groupes touaregs, et prennent seuls le contrôle du désert nord-malien. Un des groupes islamistes, Ansar Dine, procède au saccage des mausolées de Tombouctou à partir de mai 2012, ce qui est considéré comme un crime de guerre par la cour pénale internationale. Le 11 janvier 2013, la France répond à l'appel à l'aide et déclenche une opération militaire.
Lors de la guerre civile syrienne, l'armée syrienne avait déjà tué plus de 60 000 personnes en janvier 2013 et le nombre de victimes atteignait plus de 110 000 au 31 août 2013, avec 2 millions de réfugiés et plus de 4 millions de déplacés. Un nouveau bilan en avril 2014 était de plus de 150 000 morts. Un accord de cessez-le-feu à partir de 29 décembre 2016 est conclu avec la Russie, la Turquie, l'Iran, le régime syrien et la coalition de l’opposition syrienne. Au total, le nombre de victimes (civiles et militaires) est estimé à plus de 300 000 à la fin de l'année 2016. Des villes (Alep) et sites historiques (Palmyre) ont été détruits.
L'État islamique, organisation terroriste aussi appelée Daech, prend de l'ampleur et conquiert des territoires en Irak et en Syrie en 2015, malgré l'intervention d'une coalition de 22 pays. Elle est responsable de crimes de guerre, de crimes contre l'humanité, de nettoyage ethnique et de génocide ; mais aussi de destruction de patrimoine.
En Égypte et en Tunisie, les premières élections libres font la part belle aux partis islamistes, les Frères musulmans en Égypte Ennahdha en Tunisie. Dans ce dernier pays, le nouveau président Moncef Marzouki est pourtant laïc. En Égypte, le pouvoir des Frères Musulmans est contrebalancé par celui de l'armée, qui décide de la dissolution du Parlement juste avant les présidentielles. Dans les deux pays, les salafistes exercent une grande pression dans la rue et dans les débats.
La guerre civile yéménite qui débute en 2014 fait suite à la Révolution yéménite. Le conflit au Yemen s'est internationalisé en mars 2015 avec l'intervention de nombreux pays musulmans menés par l'Arabie saoudite,. Plus de 8 000 personnes sont mortes (à la date du 16 juin 2017) et des millions d’autres ont dû quitter leur foyer depuis l’intervention, le 15 mars 2015, de cette coalition militaire.

#### Crise en Ukraine

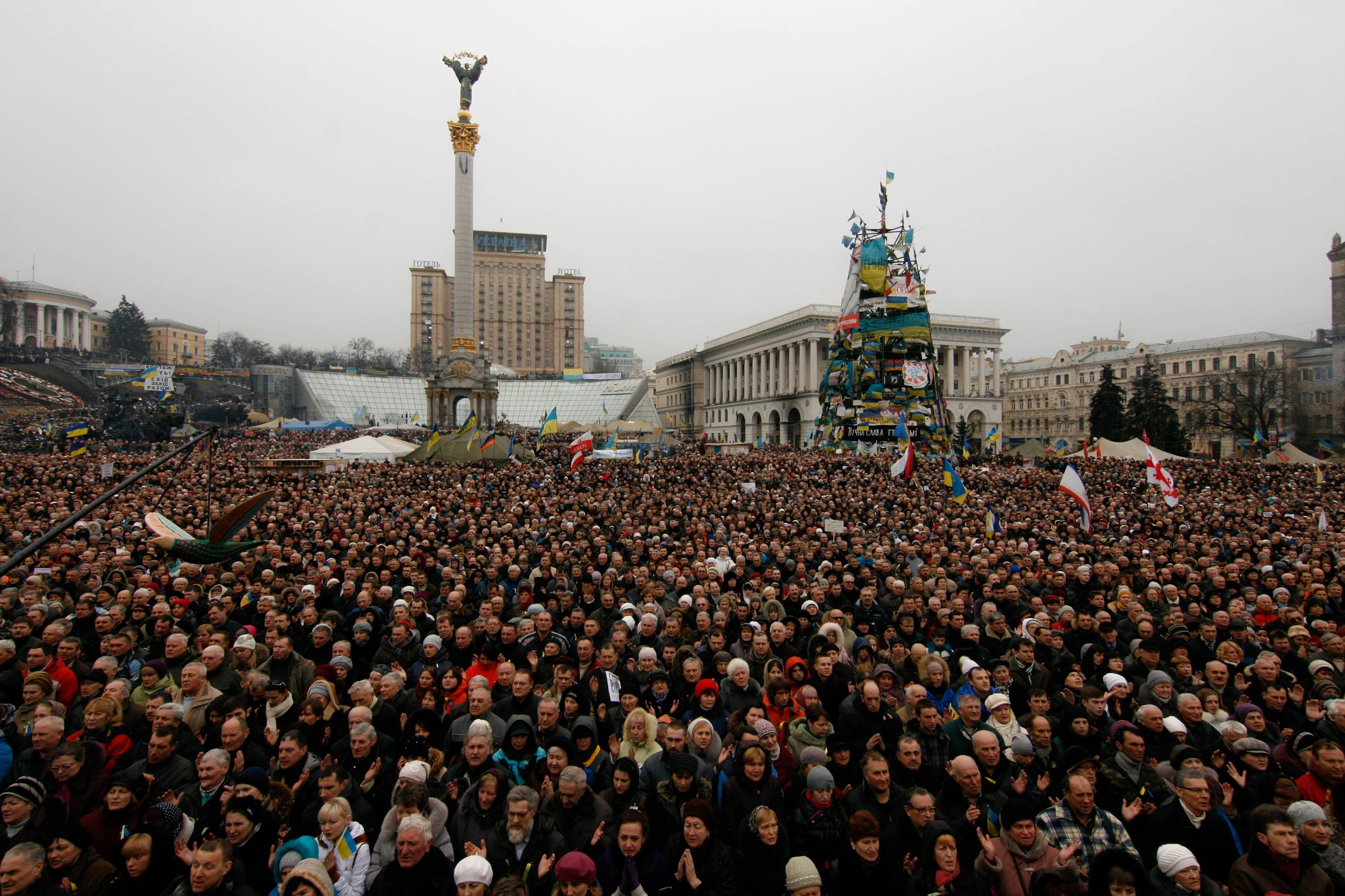
Manifestations place de l'Indépendance à Kiev protestant contre l'intervention russe en Crimée, le 2 mars 2014.

En Ukraine, après des manifestations pro-européennes fin 2013 (Euromaïdan), un soulèvement pro-russe se produit qui aboutit à une crise diplomatique internationale concernant la Crimée. La crise se transforme en guerre du Donbass, avec plus de 6 000 morts, en majorité civils, comptabilisés depuis le début de la crise en avril 2015. Le Protocole de Minsk signé le 5 septembre 2014 a échoué à faire cesser les combats. Un an après la conclusion des accords de Minsk 2, le 11 février 2015, le cessez-le-feu reste très fragile, avec des affrontements encore nombreux.
En 2019, Volodymyr Zelensky, ancien humoriste, remporte la présidentielle avec 73 % des voix.

#### Guerre d'Afghanistan
La guerre d'Afghanistan, déclenchée par les États-Unis en 2001, se poursuit. Depuis 2015, l'OTAN a mis fin à son engagement. En 2016, les effectifs militaires au sol sont maintenus à 10 000 hommes.

### Relations internationales et conflits
Le conflit israélo-palestinien se poursuit, avec deux affrontements majeurs en 2012 et 2014. L'ONU évoque des « crimes de guerre » de la part d'Israël et du Hamas. Au total, pour le seul été 2014, on recense 2 251 Palestiniens tués, dont 1 462 civils et 551 enfants. Côté israélien, 67 soldats et 6 civils ont perdu la vie. En 2018, des dizaines de manifestants palestiniens sont tués lors de la « marche du retour », et notamment le 14 mai 2018, date d'inauguration de l'ambassade américain transféré à Jérusalem.
Les États-Unis se rapprochent de Cuba à partir de 2014, après plus de 50 ans de guerre froide. Ils améliorent les relations avec l'Iran à partir de 2013, ce qui aboutit à l'accord international sur le programme nucléaire iranien le 24 novembre 2013. Après l'élection de Donald Trump, ce dernier retire les États-Unis de l'accord et instaure un blocus sur l'Iran. La tension se fait très forte et en 2019, L'Iran saisit un bateau américain, déclenchant une crise diplomatique.
Les négociations continuent en 2016 pour un accord de paix en Colombie (conflit avec les FARC).

### Crises et coups d'État
L'élection présidentielle ivoirienne de 2010 (Côte d'Ivoire) aboutit à un conflit entre le président sortant Laurent Gbagbo et le vainqueur reconnu au niveau international, Alassane Ouattara ; chacun revendique la présidence. Laurent Gbagbo est finalement arrêté le 11 avril 2011.
La crise politique belge se poursuit au début de la décennie ; le pays sera sans gouvernement d'avril 2010 jusqu'en octobre 2011.
La Crise politique de 2013-2014 en Thaïlande aboutit à un coup d’État le 22 mai 2014.
Au Venezuela, la chute du cours du pétrole en 2015 provoque une crise économique qui entraîne une crise liée aux migrations massives de Vénézuéliens vers la Colombie, ainsi qu'une crise politique interne. L'opposition au gouvernement obtient la majorité au Parlement en 2015, et vote en faveur de la destitution du président Nicolás Maduro ; le Tribunal suprême retire en 2017 tout pouvoir au Parlement. Les gouvernants chavistes et les parlementaires qui veulent les destituer s'accusent mutuellement de coup d’État, et la situation s'aggrave en 2019 après la réélection contestée de Maduro. La violence des manifestations et leur répression par la police puis l'armée causent plus de 120 morts.
La crise s'étend en Amérique du Sud fin 2019, du fait de l'augmentation de l'extrême pauvreté, de la corruption... Des manifestations importantes ont lieu :
- En Équateur, les troubles, déclenchés par une hausse importante du prix des carburants mais aussi une réforme touchant fortement les fonctionnaires, conduisent à décréter l'état d'urgence  le 3 octobre.
- Au Pérou, la dissolution du Congrès le 30 septembre, liée à une impossibilité de gouverner, conduit à des manifestations.
- En Bolivie, les manifestations ont une double origine : l’inaction du gouvernement face aux incendies en Amazonie, mais aussi le fait que l’actuel président, Evo Morales, est aux commandes depuis 2006.
- En Colombie, le mouvement réclame une éducation décente.
- En Argentine, la mobilisation a pour cause une famine.
- Au Chili, fin 2019, des manifestations massives, contre l'augmentation du prix des services publics et des inégalités sociales, sont violemment réprimées et aboutissent à la proclamation de l'état d'urgence.

### Terrorisme

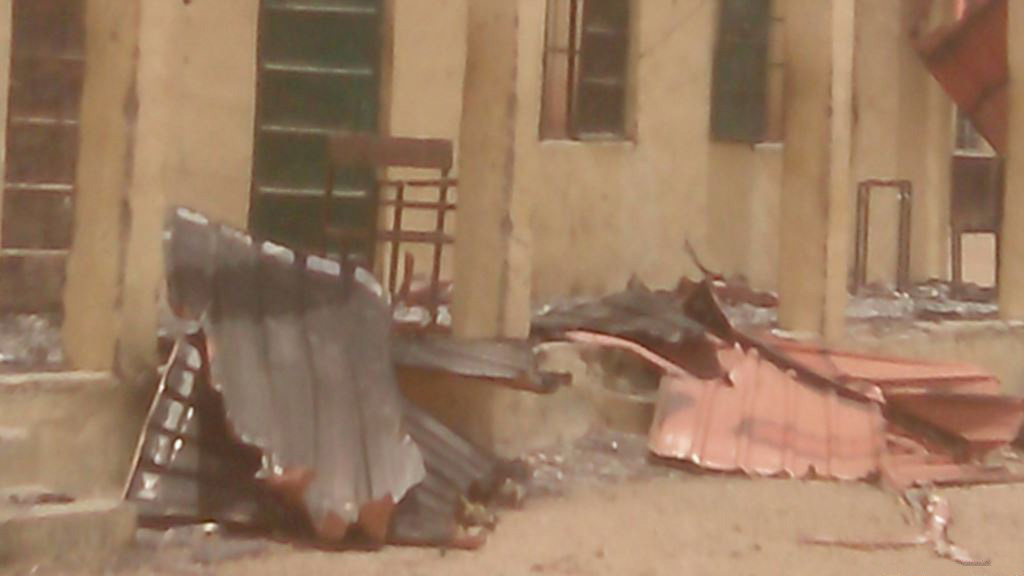
Le lycée de Chibok après l'attaque et l'enlèvement de 200 lycéennes en 2014.

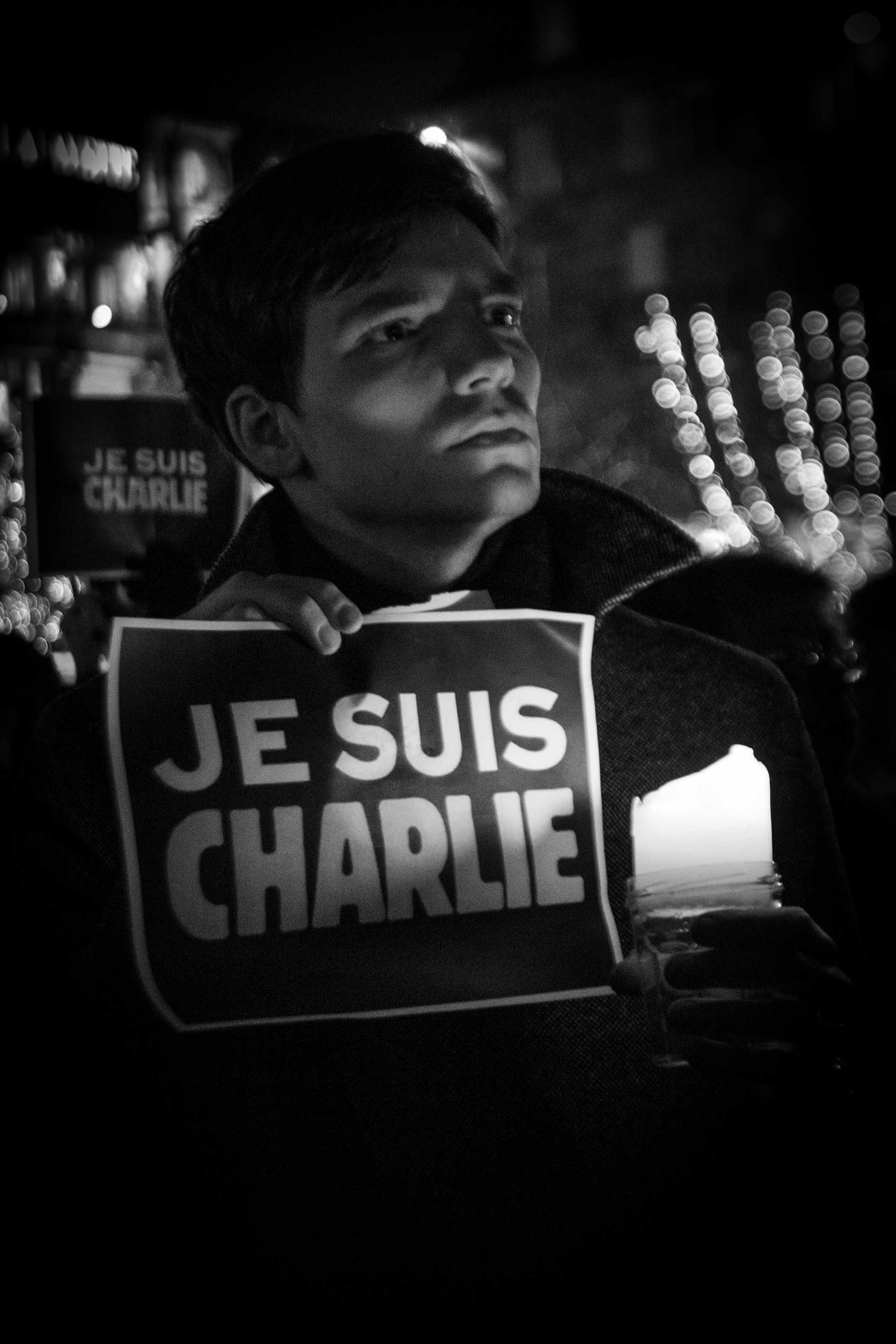
Logo utilisé dans les manifestations de soutien au journal Charlie, ici à Strasbourg le 7 janvier 2015.

Oussama ben Laden est tué le 2 mai 2011 par un commando américain.
Les attaques terroristes demeurent importantes comme durant la décennie précédente au niveau international, avec des attentats en Irak (avec parfois des centaines de morts), au Pakistan, au Maroc, en Afghanistan, en Égypte, au Yémen, en Turquie, à Moscou (Russie)… Le 31 octobre 2015, un attentat par l’État islamique sur un avion russe provoque la mort de 224 passagers en Égypte. La Chine fait face à des attaques terroristes inédites d'inspiration djihadiste.
En 2014, durant la Rébellion islamiste au Nigeria, environ 200 lycéennes sont enlevées (Boko Haram), ce qui provoque l'indignation internationale et la mobilisation de nombreuses femmes. Début janvier 2015, Boko Haram a massacré de 150 à plus de 2 000 personnes à Baga et dans les villages alentour (16 villages détruits), dans l'est du Nigeria, d'après Amnesty International.
Plusieurs attentats au Pakistan font de nombreuses victimes notamment des enfants. En 2014, lors du massacre de l'école militaire de Peshawar, 141 personnes tuées, dont 132 enfants. En 2016, l'attentat du 27 mars 2016 à Lahore tue 72 personnes dont 29 enfants et près de 340 autres ont été blessées.
En France, les attentats de janvier et de novembre 2015, dont l'attentat au journal Charlie Hebdo, ont un retentissement considérable. Les attentats du 22 mars 2016 à Bruxelles tuant 35 personnes et en blessant 340 ont été organisés par la même cellule terroriste islamiste que les attentats français de 2015 (Daech). En Europe, deux autres attentats ont lieu à Nice et Berlin en 2016.
Plusieurs attentats racistes ou homophobes ont lieu aux États-Unis. La fusillade du 12 juin 2016 à Orlando fait 49 morts et 53 blessés dans un attentat à l'arme à feu dans une boîte de nuit gay à Orlando en Floride (revendiqué par l'État islamique). Le Royaume-Uni connait également une vague d'attentats au printemps 2017.
Le 15 mars 2019, les attentats de Christchurch dans deux mosquées en Nouvelle-Zélande font 50 morts et 50 blessés. Le 21 avril 2019, en représailles à l’attaque contre les musulmans de Christchurch, une vague d'attentats dans des églises et des hôtels fait plus de 250 morts au Sri-Lanka.

### Manifestations et mouvements mondiaux

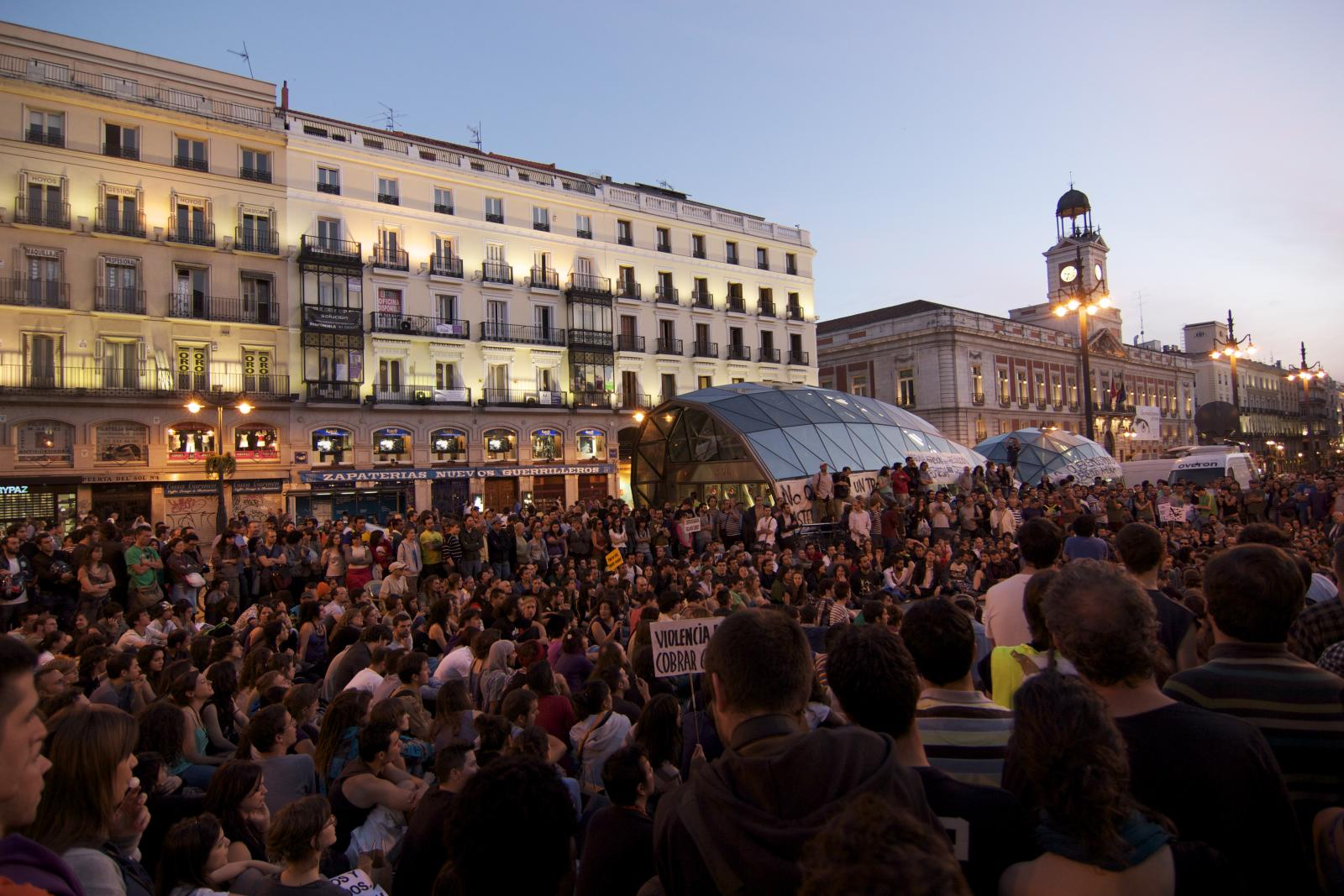
Manifestation à Madrid sur la place Puerta del Sol le 15 mai.

Les manifestations pacifiques et actions de mobilisation sont nombreuses partout dans le monde au début de la décennie. Elles prennent différentes formes, et s'appuient souvent sur les nouvelles technologies (Internet, téléphones portables) :
- Le mouvement des Indignés démarre en Espagne en mai 2011, et se met en place en Europe (France, Grèce…) puis se mondialise : à New-York, Occupy Wall Street dénonce les excès du capitalisme ; au Québec, les manifestants s'opposent aux réformes des prix d'entrée à l'université de Jean Charest et contestent des actions policières ; des mouvements ont également lieu en Israël, à Rio de Janeiro, au Koweït[32]… La France voit aussi apparaitre le mouvement Nuit debout puis celui des Gilets jaunes à partir de novembre 2018.
- Des révélations de télégrammes de la diplomatie américaine par WikiLeaks, association à but non lucratif, embarrassent de nombreux États en 2010-2011. Les Panama Papers détaille des informations sur plus de 214 000 sociétés offshore dont certaines pourraient être des sociétés-écran utilisées pour l'évasion fiscale ; ce scandale international a aussi des répercussions importantes.
- Le mouvement Metoo (États-Unis) / #BalanceTonPorc (France) / #MoiAussi (Canada francophone) dénonce l'agression sexuelle et le harcèlement, plus particulièrement dans le milieu professionnel, à la suite d'accusations de cette nature portées contre le producteur américain Harvey Weinstein. De nombreuses personnalités du cinéma, politique, etc. sont accusées.
- Avaaz.org, association activiste, déclare compter en avril 2012 plus de 14 millions de membres dans 194 pays, plus de 17,5 millions en janvier 2013[33] et près de 32 millions au 1er janvier 2014[33]. La plateforme change.org revendique à cette date plus de 55 millions d'utilisateurs[34].

### Élections

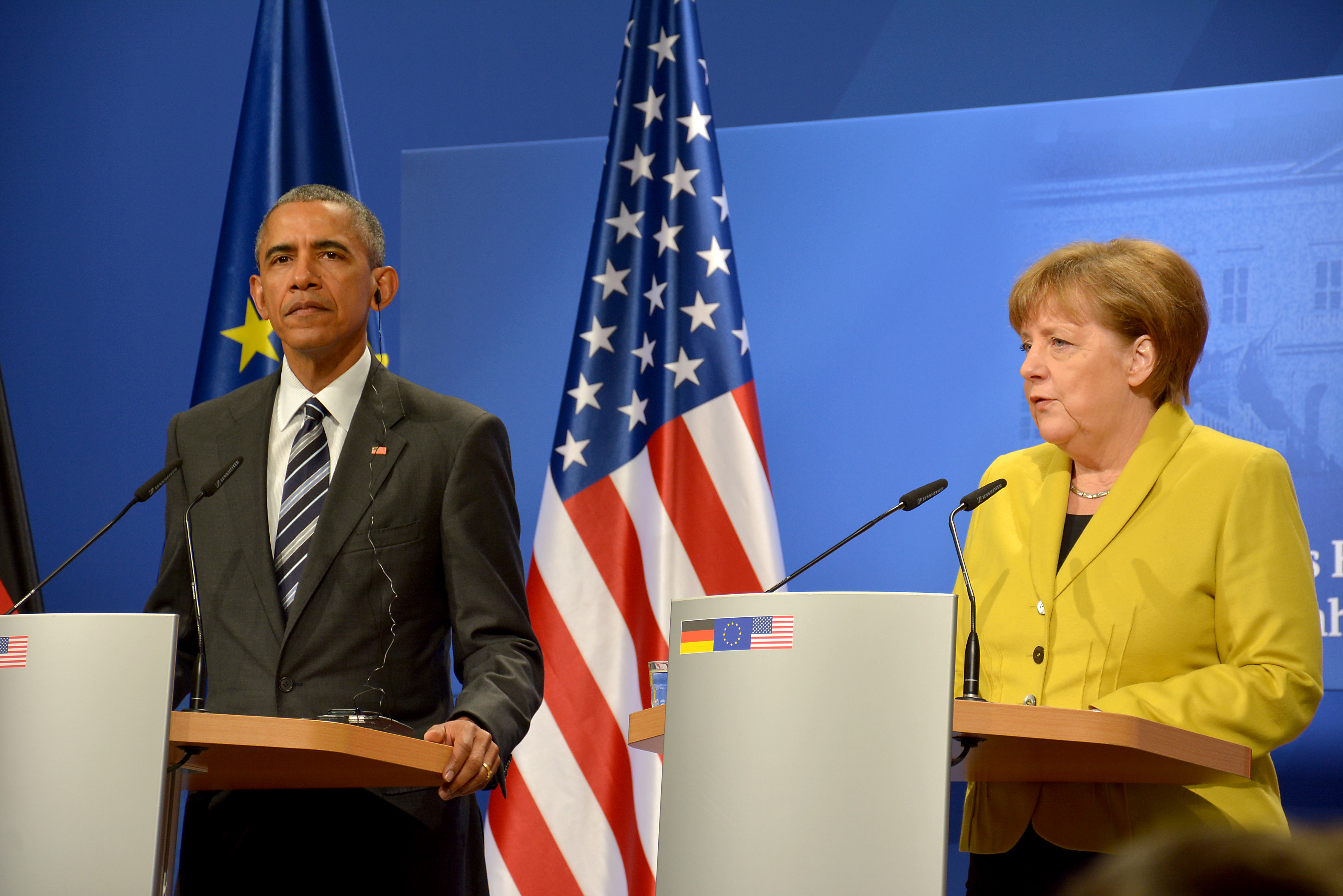
Le président des États-Unis, Barack Obama, et Angela Merkel, à Hanovre, le 24 avril 2016.

2012 est une année charnière avec les élections présidentielles, en Russie (réélection du président Poutine) et aux États-Unis (réélection de Barack Obama). En France, Nicolas Sarkozy est battu par François Hollande. Pour la première fois, le Parti socialiste français est à la tête de la plupart des institutions du pays : Présidence, Sénat, Assemblée, régions, départements et grandes villes…
Le 4 septembre 2012, pour la première fois au Québec, une femme est à la tête d'un gouvernement. Il s'agit de Pauline Marois, la première femme première ministre du Québec.
Angela Merkel est réélue pour un 3e mandat de chancelière fédérale d'Allemagne en 2013, et se représente en 2017.
Des élections ont lieu en 2014 en Inde, en Indonésie et au Brésil. À l'issue des élections législatives indiennes de 2014, Narendra Modi obtient une majorité au parlement. Le 8 novembre 2015, la Birmanie organise les premières élections libres depuis 25 ans. Le parti d'Aung San Suu Kyi remporte 80 % des sièges.
À la suite des crises économiques et migratoires, les extrêmes progressent en Europe : partis d'extrême droite nationalistes d'un côté (Grèce, Hongrie, Danemark, France, Allemagne, Italie, Royaume-Uni) et mouvements issus de la Gauche radicale de l'autre (Grèce, Espagne, France, Royaume-Uni, Italie).
L'année 2016 marque un tournant géopolitique majeur de repli nationaliste, avec le vote en faveur du Brexit au Royaume-Uni, et Donald Trump élu 45e président des États-Unis d'Amérique. Celui-ci propose un programme opposé à celui de son prédécesseur (fin de l'Obamacare), intensifie la lutte contre l’État islamique et la lutte contre l'immigration clandestine, nomme des conseillers ultraconservateurs et climatosceptiques et annonce en juin 2017 la sortie de l'accord de Paris sur le climat.
L'élection présidentielle française de 2017 est marquée par un certain nombre d'inédits qui amènent la plupart des éditorialistes et responsables politiques à la décrire comme la plus mouvementée et la plus ouverte d'entre toutes. Celle-ci est d'ailleurs la première à se dérouler sous état d'urgence. Donné favori du scrutin pendant deux ans, l'ancien Premier ministre Alain Juppé est largement battu par un autre ancien chef du Gouvernement, François Fillon, qui passe en deux semaines du statut de "quatrième homme" des sondages à celui de vainqueur de l'élection avec un programme dont on considère qu'il rompt avec 30 ans de défiance française vis-à-vis du réformisme libéral. L'ancien Président Nicolas Sarkozy, annoncé durant des mois comme seul challenger d'Alain Juppé et qui préparait son retour depuis 2014, perd dès le premier tour de cette élection primaire. Alors que l'élection est considérée depuis quatre ans comme "imperdable" pour la Droite menée par Fillon, le scandale dit du penelopegate à la fin du mois de janvier se solde par une nette baisse du candidat Les Républicains dans les intentions de vote. Le 6 décembre 2016, François Hollande renonce à se présenter à sa propre réélection, une première sous la Cinquième République. À gauche, le mouvement La France Insoumise mené par Jean-Luc Mélenchon connaît dans les dernières semaines de la campagne une très forte remontée qui conduit son candidat à atteindre le score, inédit pour la Gauche radicale, de 19,58 %. Benoît Hamon, pourtant vainqueur surprise de la primaire du Parti socialiste face au Premier ministre sortant Manuel Valls, réalise le pire score de l'histoire de son camp avec 6,36 % des suffrages, soit entre quatre et cinq fois moins que François Hollande en 2012. François Fillon, avec 20,01 % des suffrages exprimés, ne parvient pas à accéder au 2d tour, une première pour l'histoire de la Droite républicaine sous la Ve République. Emmanuel Macron, 39 ans, n'ayant encore jamais exercé de mandat électif, affronte à la tête de son mouvement En Marche ! (créé le 6 avril 2016) la fille de Jean-Marie Le Pen, Marine Le Pen, candidate au nom du Front national qui réalise le meilleur score de son histoire et obtient des résultats significatifs en dehors de ses terres d'élection habituelles. Pour la première fois, aucun des deux grands courants de la vie politique française sous la Ve n'est présent au 2d tour, et quatre candidats aux programmes très opposés et aux électorats très différenciés obtiennent chacun entre 7 et 8,6 millions de suffrages. Le 7 mai 2017, Emmanuel Macron est élu 25e président de la République française (8e Président de la Ve République) avec 66,1 % des suffrages exprimés contre 33,9 % pour Marine Le Pen. Il devient ainsi le plus jeune Président de la République française devant Louis-Napoléon Bonaparte (40 ans en 1848). Le résultat final de l'élection présidentielle française est vu comme un coup d'arrêt à la montée du populisme au sein des démocraties occidentales. Emmanuel Macron succède à François Hollande à la Présidence de la République française le 14 mai 2017.
L'Élection présidentielle brésilienne de 2018 s'inscrit dans la montée du national-populisme, avec l'arrivée au pouvoir du candidat d'extrême-droite Jair Bolsonaro.
En 2019 :
- Le président Bouteflika renonce à un cinquième mandat en Algérie, à la suite de manifestations inédites.
- En Indonésie, afin de réaliser des économies, les élections présidentielles, régionales et législatives se déroulent en même temps. Au moins 296 employés chargés du dépouillement sont morts d’épuisement[37].

### Monarchies et empires
Au cours de l’année 2013, trois abdications ont lieu, ainsi qu'une renonciation, celle du pape Benoît XVI, le 28 février. Après un Conclave, le pape François est élu. Après 33 ans de règne, la reine Beatrix des Pays-Bas abdique en faveur de son fils Willem-Alexander, qui est intronisé le 30 avril. Le 25 juin, l'émir du Qatar Hamad ben Khalifa Al Thani abdique. Son fils Tamim ben Hamad lui succède. Enfin, le roi Albert II de Belgique abdique le 21 juillet, jour de fête nationale. Le nouveau roi, Philippe, prête serment le même jour dans un contexte politique tendu.
En juin 2014, le roi d'Espagne Juan Carlos abdique en faveur de son fils Felipe VI.
Le 23 janvier 2015, le roi d'Arabie saoudite Abdallah meurt ; son demi-frère Salman (Salmane ben Abdelaziz Al Saoud) lui succède.
Le 13 octobre 2016, le roi de Thaïlande Rama IX meurt après 70 ans de règne ; son fils lui succède sous le nom de Rama X.
En 2019, le Japon change d'ère et d'empereur. Akihito abdique et laisse la place à son fils ainé, Naruhito.

## Économie des années 2010

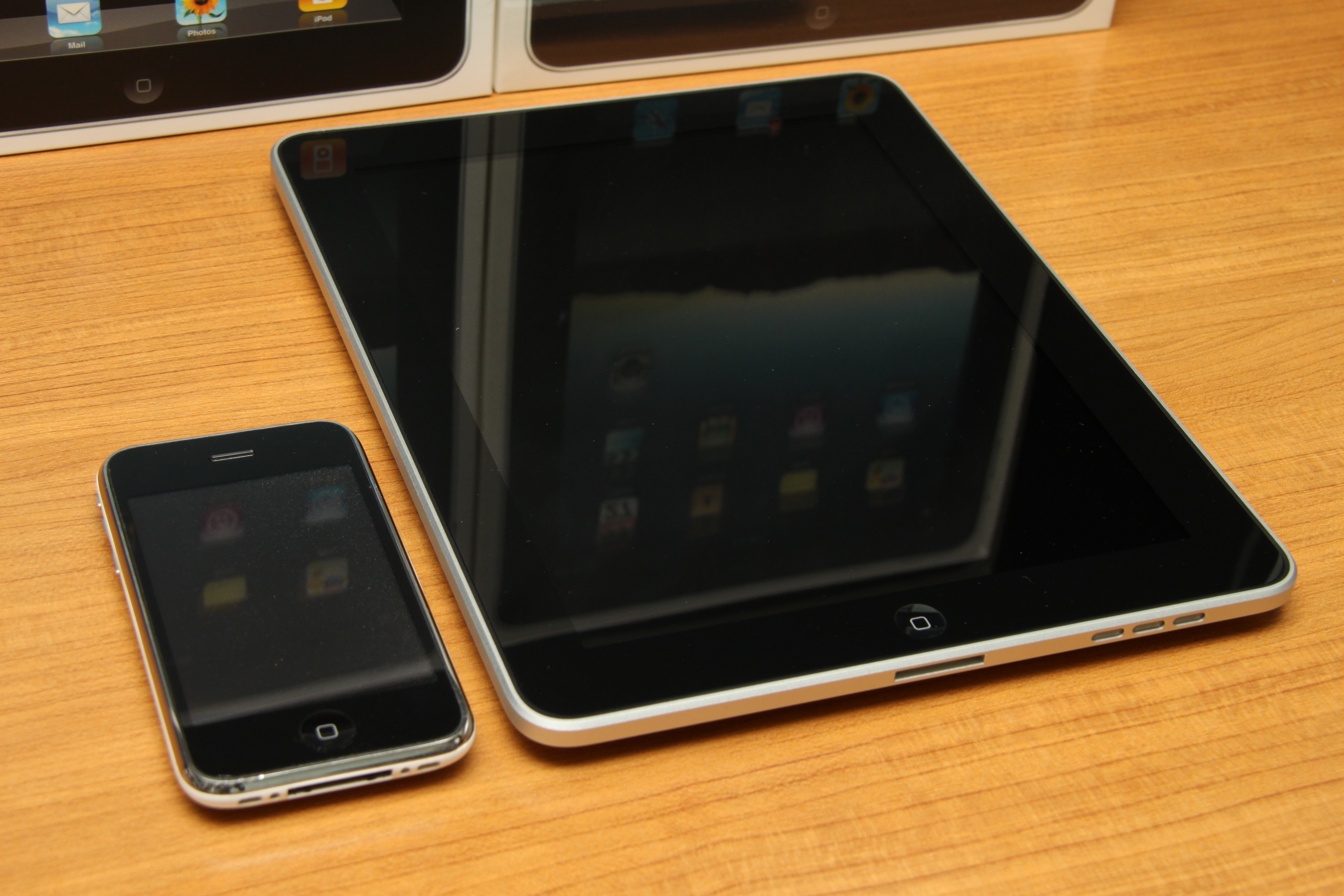
Le développement massif des outils numériques tactiles - ici smartphone et tablette - va de pair avec une consommation croissante en ligne.

Les années 2010 s'engagent sur de graves difficultés économiques sur le plan mondial, dans la poursuite de la crise économique de 2008-2010. Le chômage est élevé dans le monde en 2010, particulièrement celui des jeunes. Plusieurs pays sont particulièrement touchés par la crise : la Hongrie, la Pologne, l'Ukraine, l'Argentine et la Jamaïque. Au mois de mai 2010, la crise de la dette grecque menace de s'étendre à l'ensemble de la zone euro. Un plan d'austérité sans précédent est voté en Grèce. Des coupes budgétaires importantes sont programmées partout dans le monde : Royaume-Uni, Irlande, Brésil, Lettonie, Italie, Hongrie, Espagne, Portugal… Elles affectent de nombreux domaines, dont la culture et l'enseignement universitaire européens, à quelques exceptions près.
La mondialisation s'accentue avec la généralisation des outils numériques. Sur le plan technologique, la décennie est marquée par la démocratisation mondiale du smartphone, avec notamment le développement de l'Internet mobile et des forfaits mobiles dits illimités. À la fin de la décennie, plus de 95 % de la population française détient un téléphone mobile, dont plus de 75 % un smartphone[réf. nécessaire]. Réservé à une élite au commencement de la décennie, plus du tiers de la population mondiale en possède en 2015, et à la fin de la décennie, près de la moitié en est équipée.
Le lobbying reste très important. Les entreprises de la Silicon Valley gagnent en puissance. Le chiffre d'affaires cumulé de Google, Amazon, Facebook et Apple en 2014 est de 316 milliards de dollars. Facebook compte 1,4 milliard d'utilisateurs en 2015 (soit plus que le nombre d'habitants de la Chine à cette période), et 2 milliards en 2017.
La croissance diminue en Chine et en Inde (de 9,5 % en 2011 à 4,8 % en 2013). Le produit intérieur brut (PIB) de l’Inde a dépassé pour la première fois celui de la France en 2017.
Le cours du pétrole dégringole, perdant 70 % de sa valeur en 18 mois, en lien avec l'augmentation de la production aux États-Unis et à l'offre de l'Arabie Saoudite qui ne souhaite plus perdre de part de marché. Le baril se négocie sous la barre des 40 dollars fin 2015, et passe sous le seuil de 30 dollars début 2016, avant de remonter.

## Évolution de la société
La population mondiale dépasse 7 milliards d'individus au début de la décennie, probablement entre 2011 et 2014. La proportion de personnes âgées continue à augmenter : en 2017, un humain sur 8 a 60 ans ou plus alors que c'était moins d'un sur 10 au XXe siècle.

### Évolution des droits de l'Homme
Dans de nombreux pays, les droits de l'homme progressent au début de la décennie, bien que certains pays demeurent des zones de non-droit.

#### Libertés
L'Ouzbékistan est pointé du doigt en 2010 pour le travail forcé des enfants dans les champs de coton, des pêcheurs thaïlandais pour l'esclavage d'étrangers et le Qatar pour la mise en esclavage moderne des travailleurs immigrés sur les chantiers de la controversée Coupe du monde de football 2022 (situation qui conduira à la mort de plusieurs centaines d'entre eux). Les conditions de travail sont également dénoncées en Chine (par exemple au sein des usines de la société Foxconn, fabricant mondial de matériel informatique) et au Bangladesh où l'effondrement d'une usine de fabrication de vêtements fait plus de 1 000 morts.
La France adopte le mariage homosexuel en 2013 après des débats houleux. En Irlande, le mariage pour tous est voté par référendum auprès de la population en 2015. Aux États-Unis, c'est la Cour suprême qui légalise le mariage homosexuel dans tout le pays, la même année. Le mariage homosexuel devient également légal dans d'autres pays comme la Colombie (2016) et l'Allemagne (2017).
Des réformes de libre échange (TAFTA : Trans-Atlantic Free Trade Agreement ; CETA : Comprehensive Economic and Trade Agreement) et de surveillance accrue (que les gouvernements justifient par la lutte contre le terrorisme) font débat dans les pays développés.

#### Droits de la fille et de la femme
En 2016, on estime qu'au moins 200 millions de filles et de femmes en vie à cette date ont subi des mutilations génitales comme l'excision dans 30 pays, à majorité musulmans.
En 2019, plusieurs États des États-Unis d'Amérique (Missouri, Alabama, Géorgie) adoptent des lois restrictives sur l'avortement.

#### Droits à l'éducation
En 2014, 15 % de la population mondiale est analphabète ; 14 % n'a pas eu accès à une éducation. En Inde, l'école devient obligatoire en avril 2010, mais avec une application difficile, sachant que 12,6 millions à 80 millions d'enfants travaillent dans ce pays selon les sources.

### Vieillissement de la population et morts prématurées

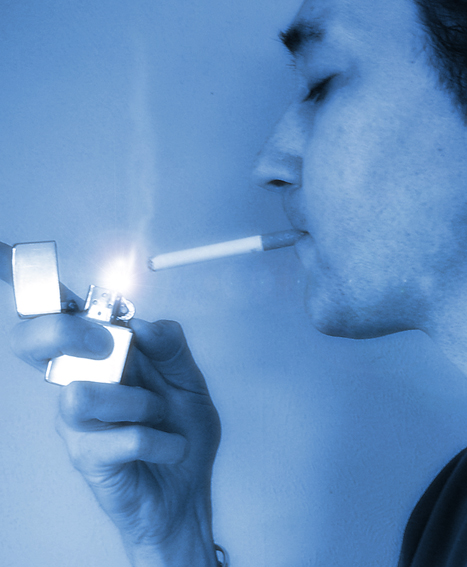
Le tabagisme est l'une des principales causes du cancer du poumon. Il augmente également les risques cardiaques.

Le vieillissement de la population continue dans les pays développés, avec l'arrivée à l'âge de la retraite de la génération du Baby boom. Les projections démographiques mondiales annoncent un ralentissement de la croissance de population, notamment en Europe et au Japon.
Pour autant, l'espérance de vie en bonne santé progresse peu. La mortalité augmente dans plusieurs pays. 56,4 millions de décès sont survenus dans le monde en 2015. Les prises de drogues, le tabagisme et la consommation d'alcool augmentent les risques de mort prématurée. Le tabagisme est responsable de 10 % des décès en 2012 (6 millions de morts), la consommation d'alcool de 2,5 millions de morts dans le monde.

#### Causes multiples (génétiques, environnementales, anthropiques…)
- Les cardiopathies ischémiques et les accidents vasculaires cérébraux sont les principales causes de mortalité dans le monde, responsables de 15 millions de décès au total en 2015[59].
- La pollution de l'air serait responsable de 7 millions de décès prématurés dans le monde en 2012, d'après l'OMS. Les régions de l'Asie et du Pacifique sont les plus touchées[60].
- Les cancers sont la cause de plus de 8 millions de morts par an. Le nombre de décès liés au cancer explose chez les femmes durant la décennie[61].
- En 2015, le surpoids ou l'obésité touchait 2,2 milliards de personnes, soit 30 % de la population mondiale. L’excès pondéral est responsable d’un net accroissement des maladies cardio-vasculaires, du diabète et de certains cancers à l’origine d’une augmentation de la mortalité[62]. Le diabète a tué 1,6 million de personnes en 2015, contre moins d’un million en 2000[59].
- Les morts dues à la démence ont plus que doublé entre 2000 et 2015, ce qui en fait la septième cause de mortalité dans le monde en 2015[59].
- Les décès liés à des carences nutritionnelles concernent principalement les pays à faible revenus[59].

#### Maladies et épidémies
- La tuberculose a provoqué la mort de 1,4 million de personnes en 2015[59].
- Le VIH/sida a provoqué 1,1 million de décès en 2015 contre 1,5 million en 2000[59].
- En 2012, entre 473 000 et 789 000 personnes sont mortes du paludisme[63]. La grande majorité des victimes sont des enfants de moins de 5 ans[64],[63]. La mortalité semble décroître depuis la fin des années 2000 et est estimée à 1,2 million de personnes en 2010[65].
- On dénombre, toujours de 40 à 60 millions de cas de coqueluche dans le monde avec environ 300 000 décès par an dont la majorité recensés dans les pays en développement. Cependant, ces chiffres sont très sous-estimés car tous les pays n’ont pas mis en place une surveillance. Dans les pays développés, on a observé un changement de transmission de la maladie, auparavant entre enfants et désormais de l'adulte à l'enfant, ainsi qu'une réapparition (épidémies dans les années 2010)[66].
- Une épidémie d'Ebola fait plus de 10 000 morts en Afrique[67]. Démarrée en décembre 2013, elle se poursuit en 2015.

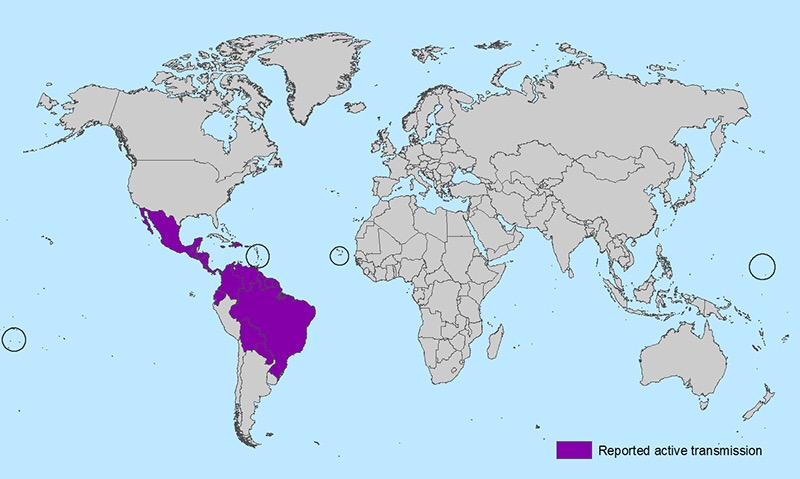
Carte des pays infectés par le virus Zika au 9 mars 2016.

- Une Épidémie de fièvre Zika en Amérique contamine plus d'un million et demi de Brésiliens entre 2015 et début 2016[68] et se propage en Amérique.
- Selon les estimations, il y a chaque année 1,3 à 4 millions de cas de choléra, et 21 000 à 143 000 décès dus à la maladie dans le monde[69]. L'épidémie de choléra touche en 2017 la Somalie (738 personnes décédées de janvier à juin 2017) et le Yémen (près de 1 000 morts à la mi-2017[15]), où la population souffre par ailleurs de famine.
- Une pandémie de Covid-19 se répand en 2019 de la Chine, au monde entier et perdure plusieurs années.

#### Causes anthropiques et accidentelles
- Les traumatismes ont fait 5 millions de morts en 2015, dont plus d’un quart (27 %) ont été imputables aux accidents de la route. Les accidents de la route ont fait 1,3 million de morts en 2015, de sexe masculin pour environ les trois quarts (76 %). Les autres traumatismes sont liés aux accidents domestiques (chutes), suicides (plus de 800 000 par an selon un rapport de l'OMS basé sur l'année 2012), catastrophes naturelles (voir paragraphe dédié), guerres, assassinats et violences dont exécutions...
- La résistance aux antibiotiques a causé 1,27 million de décès dans le monde en 2019, soit plus que le sida ou le paludisme. Un danger qui concerne en premier lieu les enfants. Les régions du monde les plus affectées sont l’Afrique subsaharienne et l’Asie du Sud[70].
- Le trafic de médicaments falsifiés est en augmentation[71]. Il concerne essentiellement les pays en voie de développement. Un antipaludique falsifié est par exemple soupçonné d'avoir causé la mort de plus de 122 000 enfants en Afrique en 2013[72].

### Migrations massives

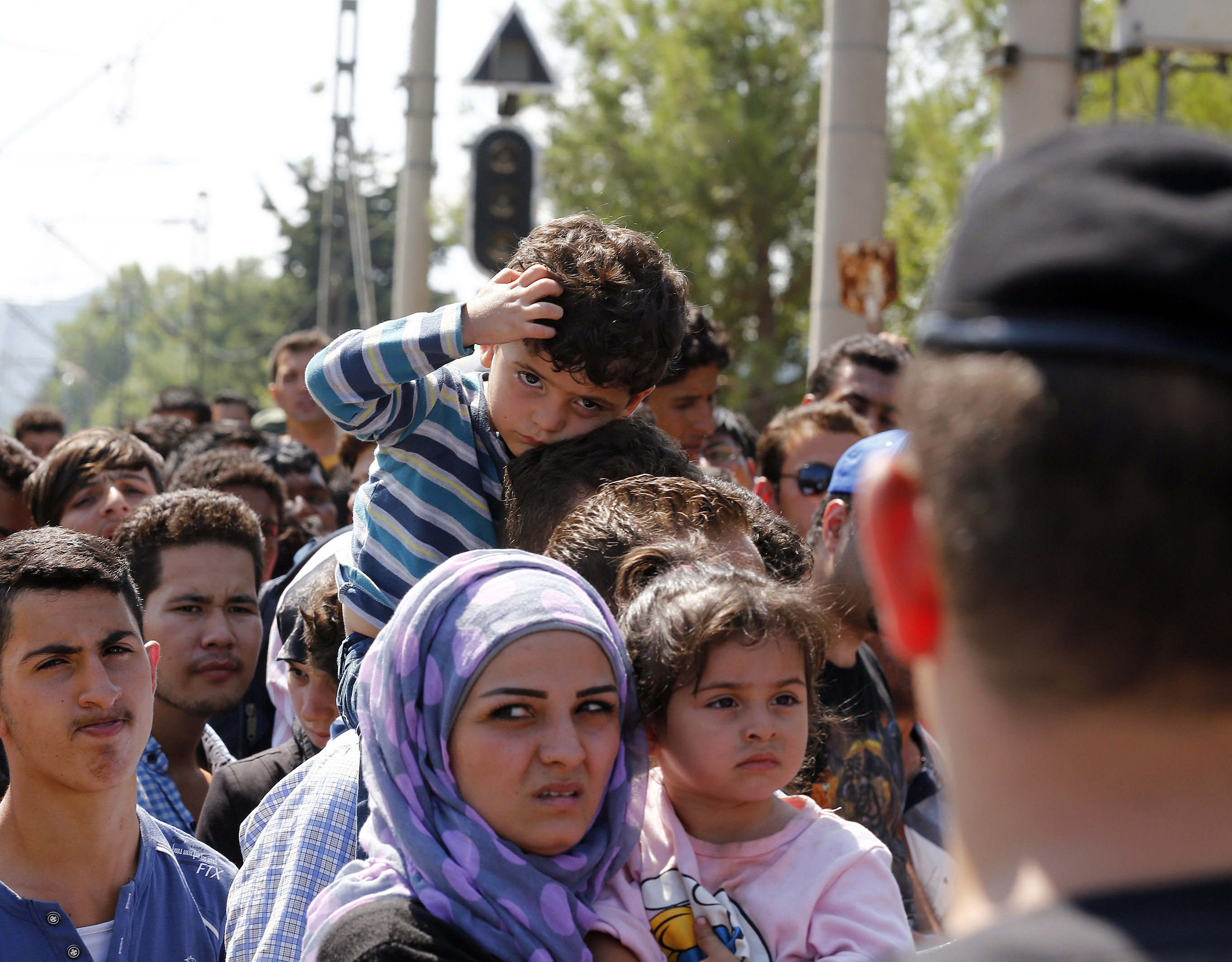
Demandeurs d'asile près de la frontière entre la Grèce et la Macédoine, le 24 août 2015.

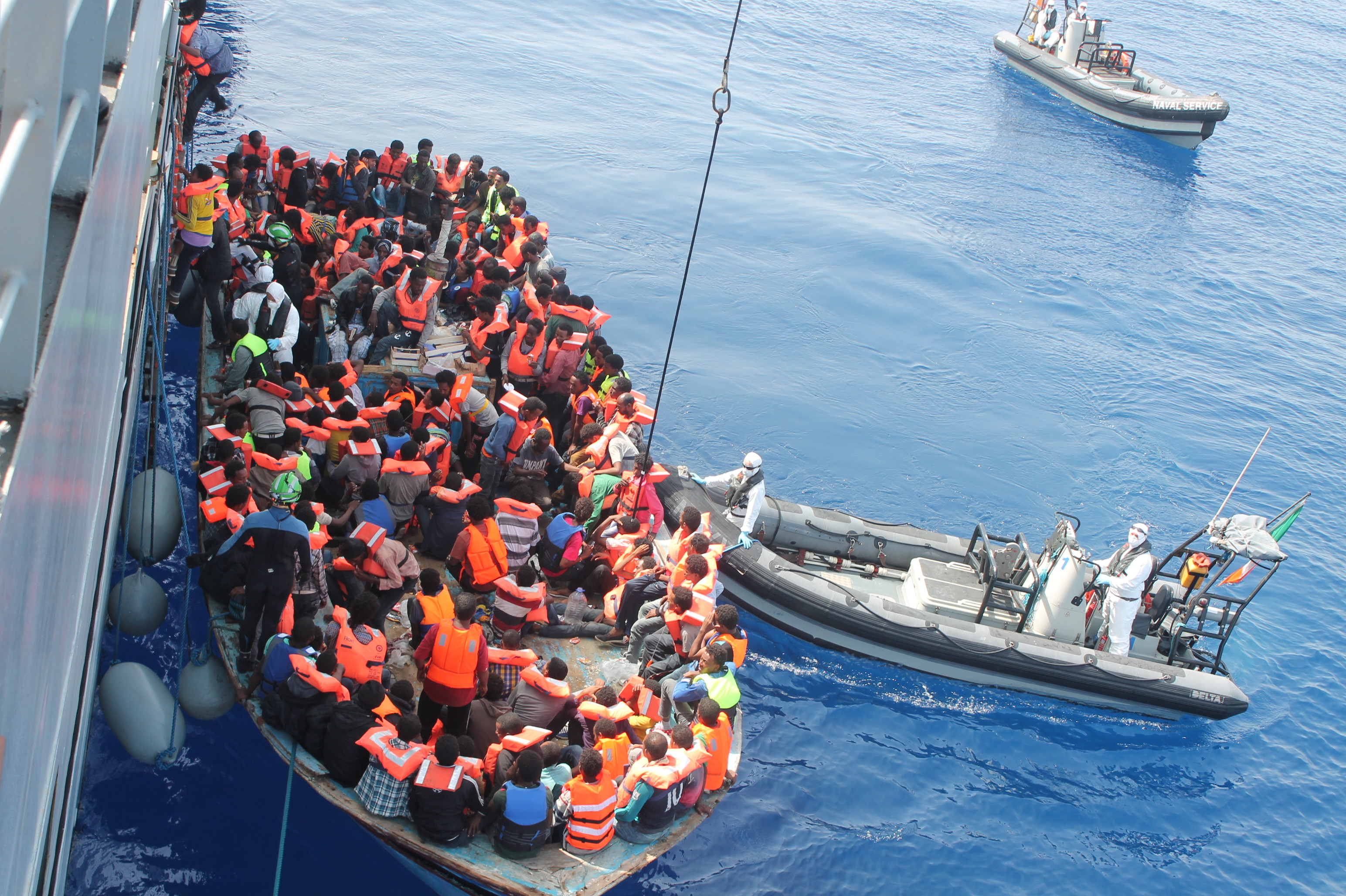
Opération Triton, 15 juin 2015.

Les guerres, conflits, ainsi que le dérèglement climatique, conduisent à un accroissement des migrations de population. 57 millions de personnes ont fui leur lieu de résidence habituel en 2014, d'après Amnesty International.
Les conflits en Syrie ont provoqué le déplacement de 11,7 millions de syriens, dont environ 8 millions de déplacés intérieurs, ce qui provoque une crise migratoire en Turquie (environ deux millions de réfugiés), au Liban (environ un million de réfugiés) et en Europe.
L'immigration clandestine provoque la mort de milliers de personnes en Mer Méditerranée. En Méditerranée, au moins 3 072 migrants sont morts en 2014, d'après l'Organisation internationale pour les migrations. Depuis l’accord passé en février 2017 entre la Libye et l’Italie, confiant aux autorités libyennes le soin d’intercepter les migrants dans ses eaux territoriales, le travail des ONG intervenant en mer Méditerranée avec leurs bateaux de sauvetage est devenu extrêmement difficile. Par ailleurs, les gardes-côtes libyens réalisent des interventions ne respectant pas les droits de l'homme et conduisant à la mort de personnes nécessitant leur assistance.
La deuxième nationalité la plus représentée parmi les réfugiés est colombienne, avec 6,4 millions de personnes. Il s’agit principalement de déplacés intérieurs.
Les Irakiens sont la troisième nationalité la plus touchée avec 4,1 millions de réfugiés. Un peu plus d’un tiers (1,5 million de personnes) sont des déplacés intérieurs.
Les Proche et Moyen-Orient concentrent un tiers des réfugiés, et neuf réfugiés sur dix se retrouvent dans des pays considérés comme économiquement moins développés : Syrie, Colombie, Irak, République démocratique du Congo (3 millions), Pakistan (2,8 millions), Soudan (2,4 millions)...
Plus de 2 millions de Vénézuéliens ont fui leur pays depuis l’avènement du chavisme. Et l’exode s’accélère dans les années 2010.

### Modes de vie
En 2015, 10 % de la population mondiale vit dans une extrême pauvreté (vivre avec moins d'1,90 $ par jour).
Le tourisme continue de se développer dans le monde, avec plus d'un milliard de touristes chaque année. En particulier, on compte de plus en plus de touristes chinois. Si 107 millions de Chinois se sont rendus à l'étranger en 2014, les Chinois privilégient massivement les destinations intérieures.

## Environnement

### Biodiversité
En 2016, une étude du WWF (Fonds mondial pour la nature) indique que plus de la moitié des vertébrés ont disparu en 40 ans, de 1970 à 2012. Les milieux d’eau douce sont les plus affectés, avec un effondrement de 81 % sur la période, devant les espèces terrestres (− 38 %) et celles marines (− 36 %). La tendance se poursuit au moins durant la première moitié de la décennie, en raison des pressions sur les habitats naturels (artificialisation, déforestation, pollutions, dérèglement climatique, catastrophes naturelles), et des excès de prélèvements au milieu (braconnage, chasse, pêche).
La biomasse d’arthropodes aurait chuté de 67 % au cours de la décennie 2010.
En 2016, 24 pays créent la plus grande réserve marine du monde en Antarctique (1,5 million de km2), dans les eaux froides de l'océan Austral : la mer de Ross.

### Climat

#### Évolution du Climat durant la décennie
L'année 2015 est marquée par un puissant évènement El Niño.
Les concentrations de gaz à effet de serre dans l'atmosphère ont atteint de nouveaux pics : au printemps boréal 2015, pour la première fois, la teneur de l'atmosphère en CO2 a franchi la barre des 400 parties par million en moyenne mondiale[réf. souhaitée].
A la fin de la décennie, 2010, 2013, et surtout 2014 à 2019 font partie des dix années les plus chaudes jamais enregistrées. Fin juillet 2019, l'Europe subit une canicule d'une ampleur inédite : le 25 juillet 2019 est la journée la plus chaude jamais enregistrée dans plusieurs pays européens, avec de nombreux records de température battus,,,,. La décennie 2010-2019 est la plus chaude jamais enregistrée dans le monde, les années 2015-2019 sont les cinq années les plus chaudes jamais enregistrées dans le monde avec une température comprise entre 1,1 et 1,2 °C supplémentaires par rapport à l'époque préindustrielle.

#### Politiques mises en œuvre concernant le climat
2012 marque la fin de la première période du protocole de Kyoto (visant à réduire les émissions anthropiques de gaz à effet de serre). La prolongation de ce traité est actée lors de la conférence de Doha, mais le Japon, la Russie et le Canada refusent de poursuivre des efforts dans un cadre ne s'appliquant pas à la Chine et aux États-Unis. Les efforts restent donc très insuffisants, la hausse des émissions de gaz à effet de serre continuant au début de la décennie.
2015 est une année centrale dans la question de l'effort de lutte contre le dérèglement climatique, avec la COP 21, conférence mondiale qui aboutit à l'accord de Paris sur le climat, accord international sur le climat applicable à tous les pays et validé par l'ensemble des participants. Dans ce contexte, le 24 juin 2015, la justice a ordonné à l’État néerlandais de réduire les émissions de gaz à effet de serre dans le pays d’au moins 25 % d’ici à 2020 par rapport à 1990.
Le Pape François publie en 2015, six mois avant la COP 21, une encyclique sur l'environnement, « Laudato si’ ».
L'accord de Paris sur le climat entre en vigueur le 4 novembre 2016, mais Donald Trump a annoncé le retrait des États-Unis en juin 2017, et l'a signifié par écrit en août à l'ONU. Le processus de retrait ne pourra être enclenché qu’à l’expiration d’un délai de trois ans à compter de la date d’entrée en vigueur de l’accord, autrement dit pas avant novembre 2019.

### Énergies et ressources

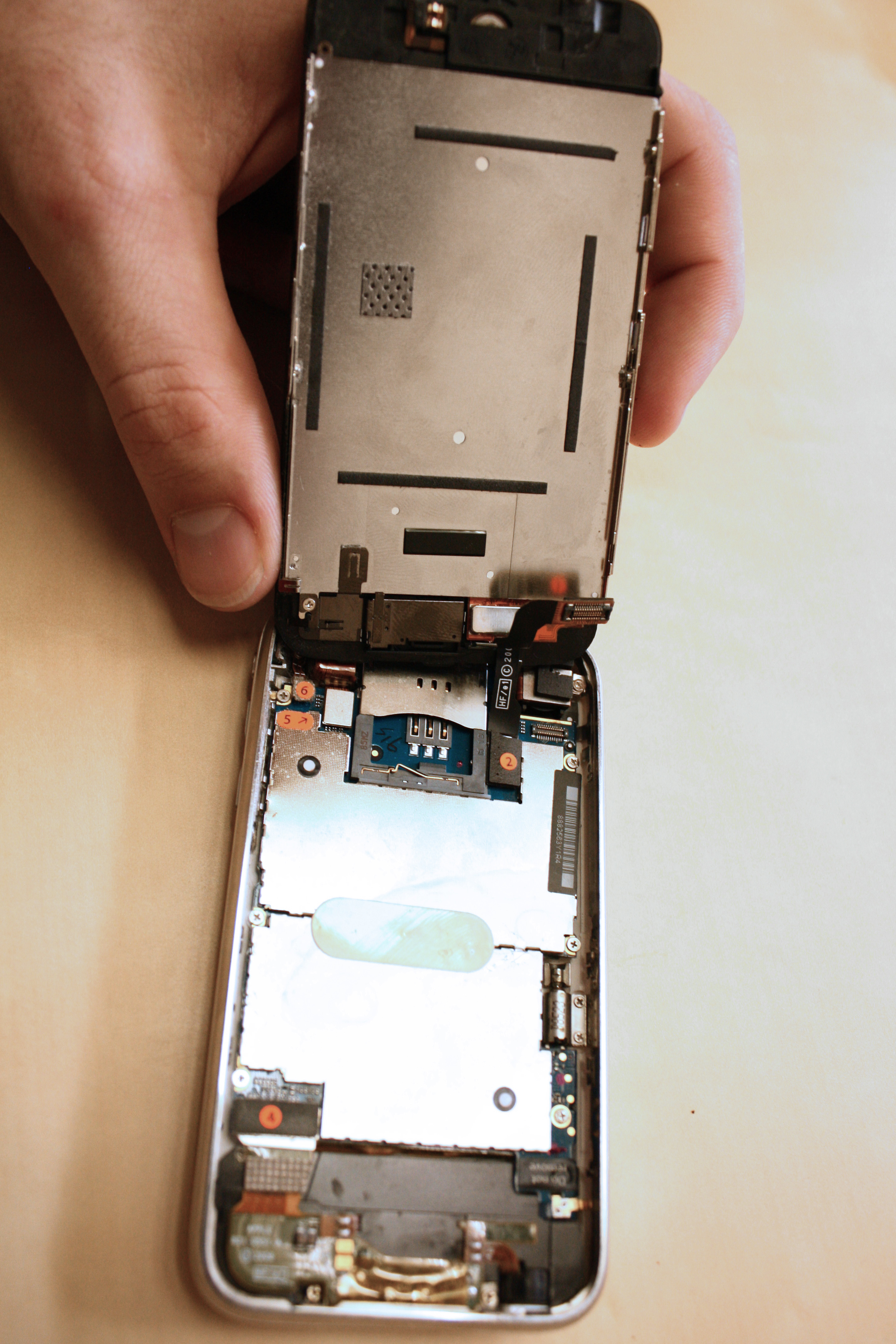
Une des plaintes récurrente concernant les appareils numériques, est qu'ils sont notoirement difficiles à réparer.

Les énergies renouvelables se développent de manière relative. 23 % de la production électrique mondiale est produite par les énergies renouvelables fin 2015.
En 2012, l'Inde subit la plus grande panne de courant de l'Histoire, affectant près de 670 millions d'individus. La production d'électricité (reposant en majorité sur la production de charbon) ne suit pas la croissance effrénée du pays, qui souffre de plus d'infrastructures inadaptées.
Des projections annoncent des pénuries de ressources, notamment pour plusieurs métaux rares et stratégiques. En parallèle, la consommation de ces éléments reste effrénée, et l'obsolescence programmée de nombreux appareils est pointée du doigt (Microsoft, Apple, Samsung...).
Pour la première fois en 100 ans, l'Inlandsis du Groenland fond à plus de 97 % durant l'été 2012. Ce phénomène saisonnier ne s'était jamais produit avec une telle rapidité. Or ce territoire jusqu'alors inaccessible fait l'objet de nombreux projets d'exploitation minière et énergétique.

### Pollutions
La consommation de biens va de pair avec une pollution mondiale extrêmement importante des sols, de l'air et des eaux.
- La population mondiale consomme 80 milliards de vêtements neufs chaque année, et ils sont portés en moyenne 35 jours. C'est une production de déchets gigantesque et l'industrie textile est le deuxième secteur pollueur de l'eau au monde.
- Le gaspillage alimentaire est une problématique planétaire d'augmentation des déchets et de gaspillage des ressources non seulement agricoles, mais aussi des autres ressources nécessaires à la production.
- L'agriculture biologique ne concerne que 1 % de la surface agricole utile dans le monde et l'utilisation d'OGM et de pesticides tend à se généraliser.
- 70 millions de voitures neuves sont vendues chaque année dans le monde, et environ la même quantité part à la casse chaque année. À cela s'ajoutent les autres véhicules (camions, bateaux, avions...). Avec le scandale du Dieselgate, les voitures diesel régressent, mais La part des SUV (véhicules plus polluantes que les voitures a essence ou GPL précédentes) gagne du terrain.

### Artificialisation des sols
L'artificialisation et l'imperméabilisation croissante des territoires, couplée à une érosion et une désertification des sols, conduit à une perte de surfaces agricoles, et à une déforestation massive pour conquérir de nouvelles zones cultivables, associé à un risque accru d'inondation et d'incendies de forêts.
- Chaque année dans le monde, près de 695 000 kilomètres de nouvelles routes sont construites, aggravant la fragmentation écopaysagèr.

La déforestation du bassin amazonien, après avoir été freinée au Brésil de 2000 à 2010 redémarre de plus belle : les incursions minières illégales (orpaillage artisanal principalement) ont quintuplé sur les terres indigènes et triplées dans d'autres aires naturelles protégées du pays, confirmant les alertes et rapports de l'Institut national brésilien de recherche spatiale (INPE) émis depuis plusieurs années.

Depuis 2019, les groupes autochtones doivent affronter, parfois violemment, un nombre croissant d'orpailleurs et mineurs, et ils demandent plus de protection pour leurs terres. Selon l'anthropologue Glenn Shepard, la situation n'a jamais été pire pour les amérindiens du Brésil depuis la signature de la constitution en 1988, c'est-à-dire depuis la fin de la dictature militaire. Le Gouvernement Bolsonaro a sapé les politiques du Brésil qui avant lui était reconnu comme leader en termes de soutenabilité, notamment pour le travail de l'ancien président Luiz Inácio « Lula » da Silva et de son Parti des travailleurs qui avaient réussi à freiner la déforestation de plus de 80 % dans le pays entre 2004 et 2012.

## Sciences et technologies

### Avancées scientifiques

#### Biologie et Médecine

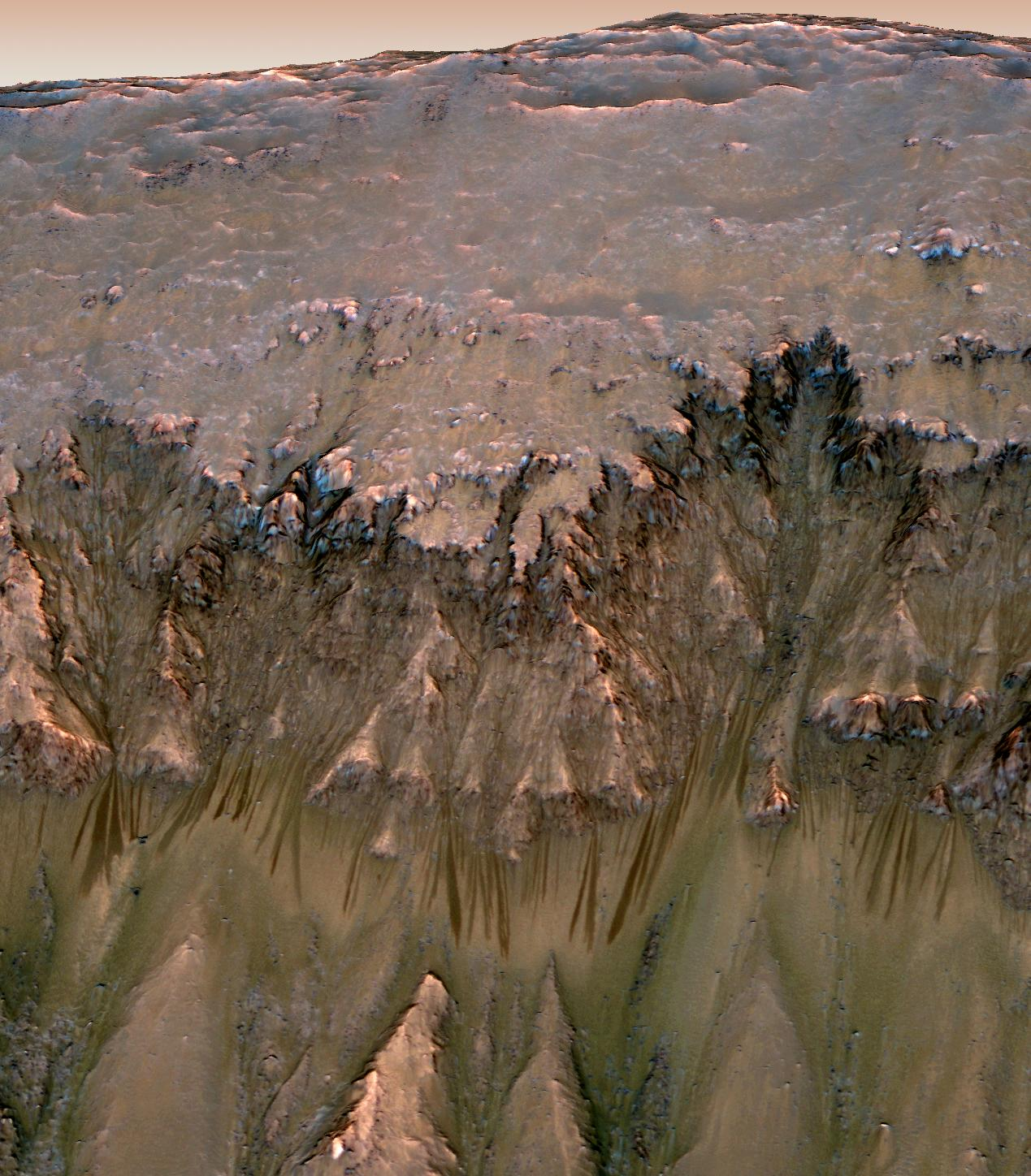
Photographie prise par un robot de la NASA, preuve d'une possibilité d'eau liquide dans le passé sur Mars.

Le séquençage de l'ADN de l'homme de Néandertal est réalisé, et permet de préciser les hypothèses de rencontre et de métissage avec Homo Sapiens. En effet, une part de gène serait commune entre les deux espèces, qui se seraient connues au Proche-Orient il y a 80 000 ans. Il apparait par ailleurs que 8 % du génome humain dérive de rétrovirus.
La connaissance des virus est également améliorée : la métagénomique (étude des génomes de tous les microorganismes présents à un moment donné dans un environnement donné) se développe, et révèle une grande diversité génétique des virus. L'évolution des virus à l'échelle des temps géologique est également étudiée.
La recherche contre le sida progresse, ainsi que celle contre Ebola.

#### Physique
La découverte du Boson de Higgs est annoncée le 4 juillet 2012 par le CERN. La collaboration entre LIGO-Virgo, mène à la détection directe d'ondes gravitationnelles le 14 septembre 2015 et de fusions de trous noirs, prévus par la théorie d'Albert Einstein en 1916, donnant ainsi une confirmation supplémentaire à la théorie de la relativité.
Le 5 août 2011, la NASA annonce que la sonde Mars Reconnaissance Orbiter a réalisé des photographies prouvant l’existence dans le passé de l'eau sur Mars. Le 6 août 2012, le robot Curiosity se pose sur Mars, et démarre la mission « Mars Science Laboratory ». D'autres photographies viennent conforter l'hypothèse de l'eau sur Mars.[réf. nécessaire]

### Récompenses en sciences

#### Mathématiques
| Récipiendaire(s)                 | Nationalité                                     | Année | Citation | Référence |
| -------------------------------- | ----------------------------------------------- | ----- | --- | --------- |
| John Torrence Tate Jr.           | Drapeau des États-Unis                          | 2010  | Pour avoir joué un rôle clé dans l'élaboration de la forme moderne de nombreuses parties des mathématiques, y compris la topologie, la géométrie algébrique et la théorie des nombres.                                                               | [ 102 ]   |
| John Milnor                      | Drapeau des États-Unis                          | 2011  | Pour des découvertes pionnières en topologie, géométrie et algèbre. | [ 103 ]   |
| Endre Szemerédi                  | Drapeau de la Hongrie                           | 2012  | Pour ses contributions fondamentales aux mathématiques discrètes et à l'informatique théorique, et en reconnaissance de l'impact profond et durable de ces contributions sur la théorie des nombres additifs et la théorie ergodique.                | [ 104 ]   |
| Pierre Deligne                   | Drapeau de la Belgique                          | 2013  | Pour des contributions importantes à la géométrie algébrique et pour leur impact transformateur sur la théorie des nombres, la théorie des représentations et les domaines connexes                                                                  | [ 105 ]   |
| Iakov Sinaï                      | Drapeau de la Russie                            | 2014  | Pour ses contributions fondamentales aux systèmes dynamiques, à la théorie ergodique et à la physique mathématique | [ 106 ]   |
| John Forbes Nash Louis Nirenberg | Drapeau des États-Unis · Drapeau des États-Unis | 2015  | Pour des contributions frappantes et importantes à la théorie des équations aux dérivées partielles non linéaires et ses applications à l'analyse géométrique.                                                                                       | [ 107 ]   |
| Andrew Wiles                     | Drapeau du Royaume-Uni                          | 2016  | Pour sa preuve étonnante du dernier théorème de Fermat au moyen de la conjecture de modularité pour les courbes elliptiques semi-stables, ouvrant une nouvelle ère dans la théorie des nombres.                                                      | [ 108 ]   |
| Yves Meyer                       | Drapeau de la France                            | 2017  | Pour son rôle pivot dans le développement de la théorie mathématique des ondelettes. | [ 109 ]   |
| Robert Langlands                 | Drapeau du Canada                               | 2018  | Pour son programme visionnaire reliant la théorie de la représentation à la théorie des nombres. | [ 110 ]   |
| Karen Uhlenbeck                  | Drapeau des États-Unis                          | 2019  | Pour ses réalisations pionnières dans les équations différentielles partielles géométriques, la théorie des jauges et les systèmes intégrables, et pour l'impact fondamental de ses travaux sur l'analyse, la géométrie et la physique mathématique. | [ 111 ]   |

### Technologies
Les entreprises du NewSpace se développent et SpaceX devient la première entreprise privée à utiliser des lanceurs réutilisables.
Le développement des exosquelettes motorisés se poursuit[réf. nécessaire], ainsi que la recherche de technologies d'énergies renouvelables plus performantes.
Le trafic de médicaments falsifiés est en augmentation.
Le tunnel de base du Saint-Gothard en Suisse, plus long tunnel au monde en 2016, entre en service le 11 décembre.[réf. nécessaire]

## Culture

### Art contemporain
L'art contemporain reste en début de décennie dominé par les « artistes hommes d'affaires », tels que Damien Hirst et Jeff Koons, dont les œuvres sont vendues des dizaines de millions de dollars à des princes du Qatar ou à de riches hommes d'affaires, qui ont fait de ces œuvres un placement financier très juteux.
Certaines expositions sont de grands succès. En 2012, Tim Burton expose ses œuvres plastiques au MOMA (New York) puis à la cinémathèque française (Paris), ce qui amène à une grande affluence.

### Littérature
Le Prix Nobel de littérature est attribué en 2010 au romancier hispano-péruvien Mario Vargas Llosa pour sa « description des structures du pouvoir », puis en 2011 au poète suédois Tomas Tranströmer « car, par des images denses, limpides, il nous donne un nouvel accès au réel. La plupart des recueils de poésie de Tranströmer sont empreints d’économie, d’une qualité concrète et de métaphores expressives. Dans ses derniers recueils. Tranströmer tend à un format encore moindre et à un degré encore plus grand de concentration ». En 2012, il est attribué au chinois Mo Yan, alors âgé de 57 ans, car selon l'Académie, « il mêle avec un réalisme hallucinatoire les contes populaires, l'histoire et le monde contemporain. Mo Yan, en associant imagination et réalité, perspective historique et sociale, a créé un univers qui, par sa complexité, rappelle celui d'écrivains tels William Faulkner et Gabriel García Márquez, tout en s'ancrant dans la littérature ancienne chinoise et la tradition populaire du conte ».
L'un des grands succès de la décennie est le roman 1Q84 de Haruki Murakami, qui se vend à 4 millions d'exemplaires au Japon, pays d'écriture, et à plus de 400 000 exemplaires de chaque tome en France. Le roman décrit la société japonaise de l'époque, puis opère un glissement dans le fantastique. Il se fait également un miroir du roman 1984 de George Orwell, ne décrivant pas les affres d'un régime totalitaire, mais la tyrannie qui rampe dans les moindres rouages de la société.

### Cinéma
Le début de la décennie s'inscrit dans la tendance des années 2000 : part belle au cinéma fantastique (Twillight III, Alice au Pays des Merveilles, Harry Potter et les Reliques de la Mort…), aux films d'animation (Toy Story 3, Shrek 4, Les Minions…), aux comédies, aux films d'action (Hunger Games, aussi film de science-fiction…), de super-héros (Avengers, The Dark Knight Rises…), ou de science-fiction (Star Wars, épisode VII : Le Réveil de la Force, Inception, Star Trek Into Darkness…) ; mais également réalisation de films engagés (après les films sur l'environnement, plusieurs réalisateurs enquêtent sur la crise économique et financière : Cleveland contre Wall Street, Inside Job, Demain (film, 2015))…
Les festivals récompensent des films comme The Artist,, The Tree of Life, Une séparation, Hugo Cabret…
En France, Intouchables est un grand succès en 2011, puis devient le film français le plus vu à l'étranger et Dabangg (film d'action) est déclaré un All-Time Blockbuster en Inde en 2010.

### Musique
Au début de la décennie, la diffusion musicale passe de plus en plus par le téléchargement numérique, dépassant par exemple 20 % des ventes françaises en 2011. Par ailleurs, 28 milliards de chansons sont dorénavant téléchargées illégalement dans le monde en moyenne.
En mai 2010, la chanteuse allemande Lena Meyer-Landrut gagne le concours Eurovision à Oslo en Norvège avec un total de 246 points. C'est la deuxième fois que le pays gagne le concours.
Adele connait un engouement rare en 2011 et 2012, avec son album 21 (plus de 13 millions d'exemplaires vendus pour la seule année 2011). Le succès porte aussi bien sur la vente de disques que sur le nombre de téléchargements de ses chansons. Le chanteur américain Pharrell Williams enregistre trois grands succès au début de la décennie et s'impose sur la scène mondiale : Blurred Lines avec Robin Thicke et T.I., qui fait scandale en raison de son texte et de son clip, tous deux à connotation sexuelle, Get Lucky avec Daft Punk et Nile Rodgers et enfin Happy composé pour le film Moi, moche et méchant 2 et sorti dans l'album Girl. La musique électronique se développe également rapidement, avec de nouveaux genres dont la future house représentée par des artistes tels qu'Oliver Heldens, Tchami ou Don Diablo. L'industrie du Rap, bien qu'étant en perte de vitesse à la fin des années 2000, se relance au cours du début de la décennie grâce à une distanciation entre les musiciens et les maisons de disque, processus qui permit à ce style musical une profonde mutation tant bien dans la méthodologie de création que dans les choix artistiques. Au cours des années 2010, la Trap, une variante du rap venu d'Atlanta, se démocratise de partout dans le monde et remet la scène Hip-hop au sommet des Charts qu'elle avait déserté depuis le milieu des années 2000.
Le phénomène de distanciation entre musiciens et maisons de disques présenté ci-dessus ne se cantonne pas qu'aux musiques Hip-hop et marque ainsi un changement profond dans la consommation culturelle. En effet, la démocratisation des ordinateurs et d'internet a permis une plus grande accessibilité des méthodes numériques de création musicale par les particuliers, sans passer par des studios d'enregistrement par exemple, ce qui a multiplié les scènes indépendantes. De plus, les nouvelles générations regardent moins la télévision et écoutent moins la radio que leurs aînés, préférant le streaming musical gratuit (YouTube) ou bien payant (Spotify, Deezer...), ainsi un fort décalage s'est créé entre la radio et la télévision diffusant des artistes signés et ce qu'écoutent réellement les jeunes générations qui ont pour habitude désormais d'aller chercher la musique et non pas de l'attendre via le visionnage de la télé ou de la radio.
L'année 2013 consacre le bicentenaire de Verdi et de Richard Wagner. À cette occasion, de nombreuses rétrospectives, accompagnées de nouvelles mises en scène, sont mises en place dans la plupart des opéras du monde.

### Jeu vidéo

#### Huitième génération des consoles
La décennie est marquée par la sortie de la huitième génération de consoles. Pour les consoles de salon, trois constructeurs déjà présents sur la septième génération (Sony, Microsoft et Nintendo) présentent de nouvelles machines. On assistera également à la sortie de machines fabriquées par de nouveaux constructeurs sur le marché.

##### Consoles de salon
C'est Nintendo qui sortira en premier sa console, la Wii U, entre Novembre et Décembre 2012. La console remplace la Wii. Les ventes seront décevantes pour le fabricant japonais. La machine ne sera plus produite à partir du 31 janvier 2017 avec un total de 13,56 millions de produits écoulés.
La Playstation 4, fabriquée par Sony, remplace la Playstation 3 et est distribuée dans le monde entre Novembre 2013 et Février 2014.
La Xbox One, fabriquée par Microsoft, remplace la Xbox 360 et est également lancée sur la période 2013-2014.
La Ouya est une console fabriquée par un constructeur jusqu'alors inconnu sur le marché, Ouya Inc, et se présente comme une machine dédiée aux jeux Free-to-play. La machine est financée par une campagne Kickstarter ouverte le 10 juillet 2012 et qui rencontre très vite le succès, en dépassant deux millions de dollars récoltés en 24 heures, pour 950 000 dollars demandés au départ. La machine sort le 25 juin 2013 aux États-Unis et au Royaume-Uni, et en Octobre 2013 en Europe. La console est vite critiquée pour son manque d'ergonomie, sa manette peu pratique, son modèle économique et son faible catalogue de jeu,,. Une nouvelle version sort début 2014, mais les difficultés persistent et l'entreprise fabricante est rachetée par Razer. En Juin 2019, le magasin en ligne de la Ouya ferme, entraînant de facto la fin de la console.
Le GameStick est une console fabriquée par PlayJam et financée par une campagne Kickstarter, destinée à être insérée directement dans le port HDMI d'un téléviseur. La console, sortie fin 2013, rencontre peu de succès auprès de la critique,,.

## Catastrophes
Pour la seule année 2016, il y a eu 327 catastrophes, dont 191 dues à la nature et 136 dues à l'homme ; l'Asie est la région du monde la plus touchée. Ces catastrophes ont coûté 175 milliards de dollars et entraîné la mort ou la disparition de 11 000 personnes.

### Catastrophes naturelles

#### Séismes

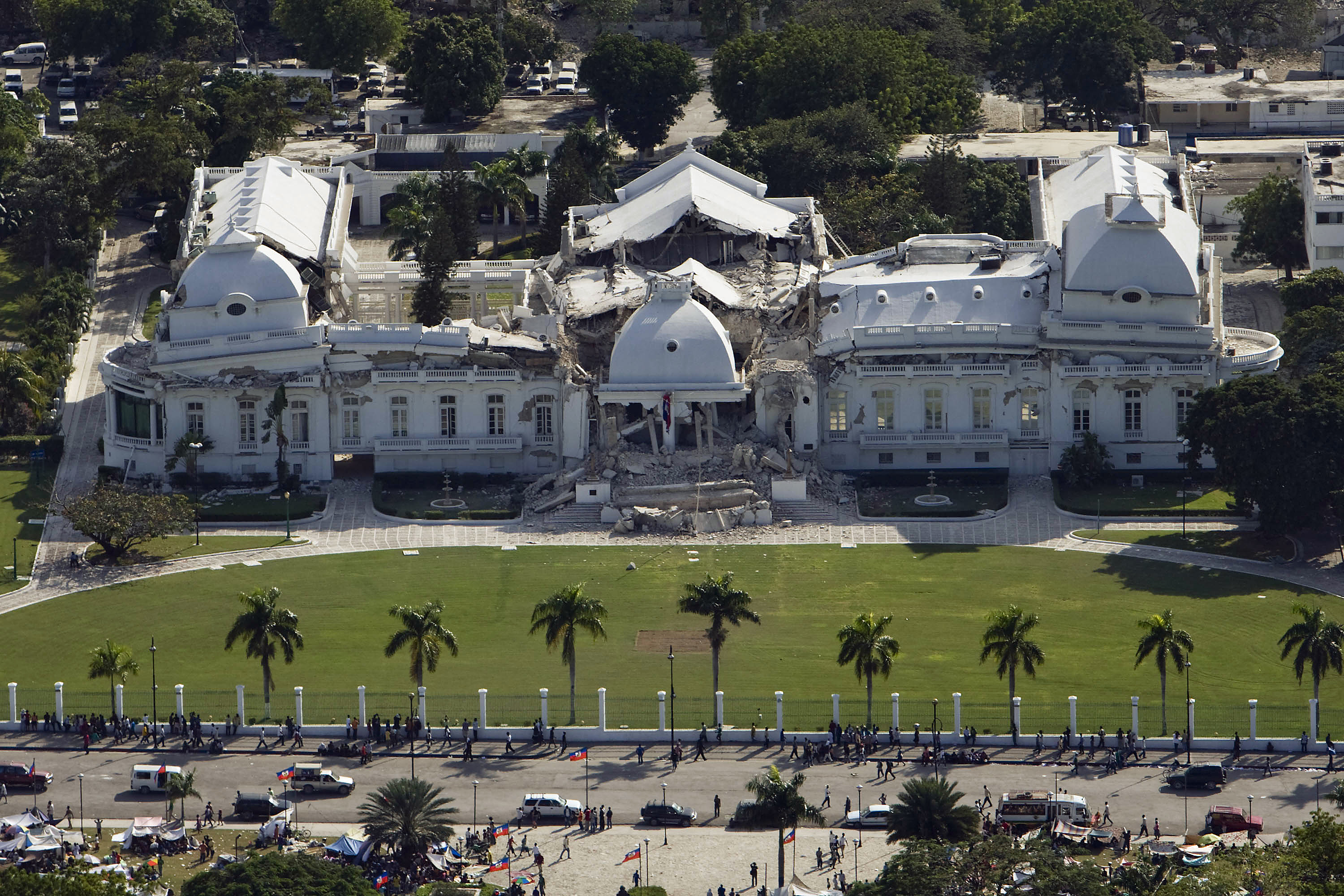
Palais national haïtien après le tremblement de terre, 13 janvier 2010.

En 2010 et 2011, plusieurs séismes de magnitudes égales ou supérieures à 7 se sont produits.
- Un tremblement de terre en Haïti, le 12 janvier 2010, d'une magnitude de 7 à 7,3, ravage la capitale Port-au-Prince et fait plus de 230 000 morts[147]. C'est le pire séisme depuis 200 ans en Amérique.
- Un tremblement de terre au Chili a lieu le 27 février 2010.
- Un tremblement de terre en Chine se produit dans la province isolée du Qinghai.
- Un séisme d'une magnitude de 7,7 accompagné d'un tsunami le 25 octobre 2010 et l'éruption volcanique du volcan Merapi touchent l'Indonésie. Le tsunami cause la mort de plus de 154 personnes[148].
- Le séisme du 22 février 2011 en Nouvelle-Zélande aurait fait 182 morts et détruit des centaines de bâtiments, dont la cathédrale de Christchurch.
- Le séisme du 11 mars 2011 au Japon de magnitude 8,9 (le plus violent jamais enregistré au Japon) et le tsunami qui a suivi ont détruit plusieurs grandes villes dont Fukushima et Sendai. Le 11 août, 5 mois après la catastrophe, le bilan était de 15 689 morts et 4 744 disparus, d'après le quotidien japonais Asahi Shimbun[149].

Les séismes de 2015 au Népal (séisme principal le 25 avril 2015 puis répliques en mai) ont fait au moins 8 126 morts et près de 15 000 blessés.
En 2017, le Mexique est touché à 12 jours d'intervalles par deux séismes d'importance. Le premier le 7 septembre 2017 d'une magnitude de 8,1, le second le 19 septembre 2017, d'une magnitude de 7,1. Ils firent à eux deux 367 morts et 2119 blessés.

#### Sécheresses, incendies et famines engendrées

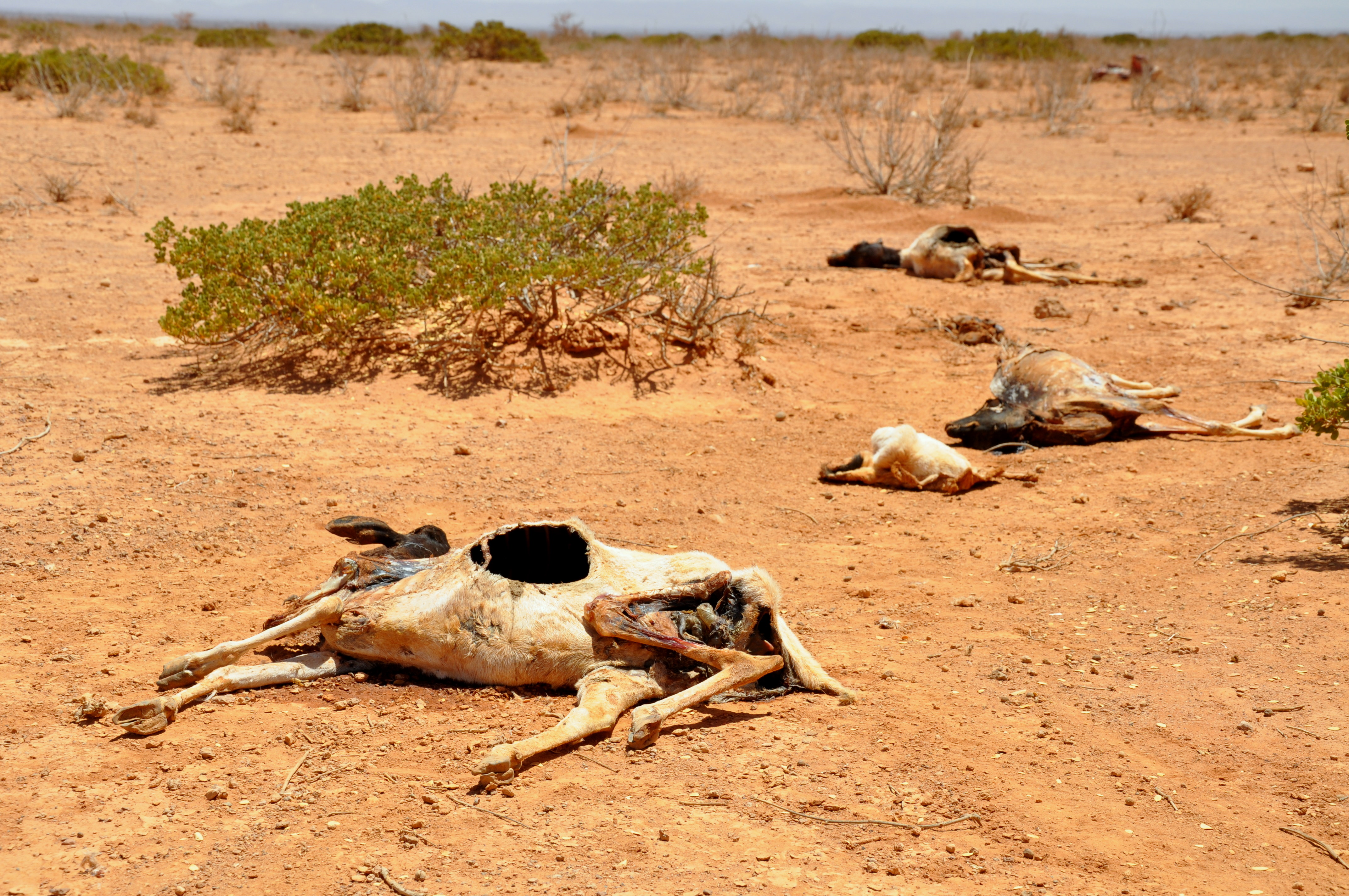
Carcasses de moutons et de chèvres retrouvées après la sécheresse à Waridaad dans la région du Somaliland.

- Une importante canicule touche la Russie et les pays proches de la mer Noire (Ukraine par exemple) durant l'été 2010. Elle entraine des décès, ainsi que de nombreux incendies meurtriers. Environ 10 millions d'hectare de culture sont détruits par la sécheresse, soit 20 % de la surface cultivable du pays[152]. Cette catastrophe a des conséquences sur l'économie mondiale (hausse du prix du blé et effets induits). L'Australie est également touchée par plusieurs canicules record (2014, 2017...).
- À la suite d'une sécheresse importante, la crise alimentaire de 2011 dans la Corne de l'Afrique plonge des millions d'individus dans la famine[153]. La famine qui sévit dans les années 2010 à Madagascar met en péril 1,4 million de personnes. Une nouvelle famine se répand en 2017, touchant d'abord le Soudan (Famine de 2017 au Soudan du Sud) puis la Somalie, le Yémen et le Nigeria. 20 millions de personnes sont menacées de mourir de faim.
- Durant l'été 2012, les États-Unis connaissent une importante sécheresse[154], et la Russie une pluviométrie et des inondations exceptionnelles.
- En 2016, l'incendie de Fort McMurray, qualifié alors de plus grande (et plus coûteuse) catastrophe naturelle de l'histoire du Canada, a brûlé près de 590 000 ha, et entrainé l'évacuation de près de 90 000 personnes en Alberta. Mais en 2017, un incendie géant s'étend sur au moins le double de surface en Colombie-Britannique. D'avril au 22 août, plus de 1,2 million d'hectares (12 000 km2) de forêt y ont été détruits.
- En 2019, des feux de forêts majeurs touchent les ensembles forestiers de Russie, d'Amazonie et du bassin du Congo, déclenchant des réactions internationales de demande de protection de la forêt et de la planète. Le sujet est ajouté au sommet du G7 de 2019.

#### Tempêtes, éruptions et inondations

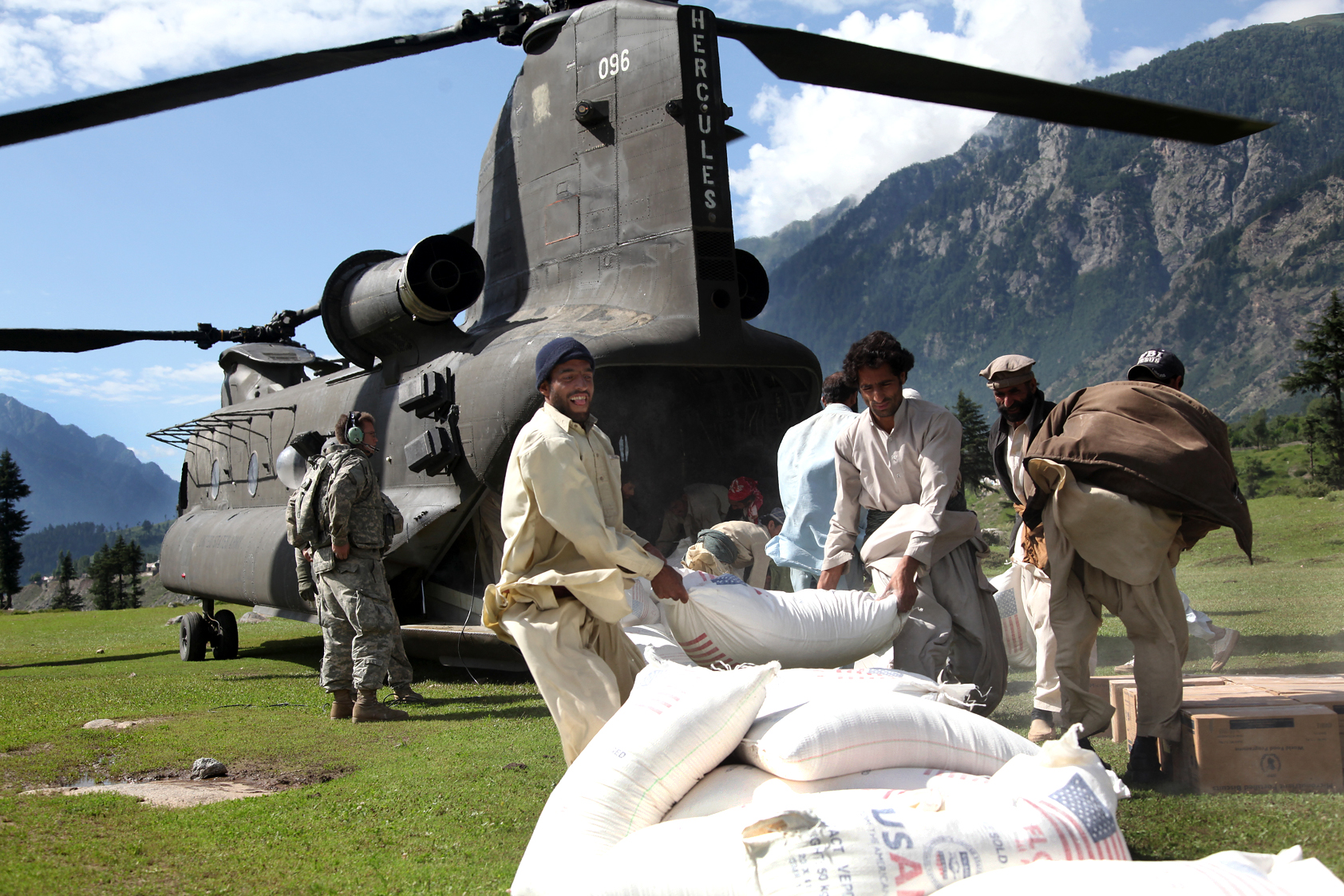
Des volontaires pakistanais déchargent de l'aide d'un hélicoptère américain durant les inondations de 2010.

La Terre a également connu d'autres catastrophes majeures durant cette période.
- La tempête Xynthia passe en Europe de l'Ouest les 26, 27 et 28 février 2010.
- En Islande, le début de l'éruption de l'Eyjafjöll entraîne, à partir du 15 avril 2010, d'importantes perturbations sur le trafic aérien européen.
- En 2010 toujours, plus de 1 760 personnes ont été tuées lors d'inondations dues aux pluies de la mousson au Pakistan. Elles durent de fin juillet à octobre et font d'importants dégâts qui font ceindre une extension de l'insurrection islamiste qui frappe le pays. L'ONU qualifie cette catastrophe naturelle comme la pire depuis 1945[155].
- À la suite d'importantes et soudaines précipitations en Chine, de nombreuses inondations ont eu lieu dans plusieurs provinces chinoises à partir de mai en 2010, provoquant d'importantes évacuations et des dégâts considérables (constructions, terres agricoles, etc.). Le 7 août 2010, plus de 1 117[156] personnes sont mortes dans les glissements de terrain du Gansu, dans le nord-ouest de la Chine.
- Le 28 septembre 2010, un glissement de terrain a lieu dans une zone montagneuse du Sud-Est du Mexique, ensevelissant 100 à 300 maisons à l’aube. Le premier bilan approximatif établi par le gouverneur local fait état de 500 à 600 morts.
- En octobre 2012, l'ouragan Sandy fait 210 morts et une vingtaine de disparus, sur les Caraïbes et la côte est des États-Unis[157], et provoque d'importants dégâts et coûts liés à la désorganisation de la production.
- En novembre 2013, le typhon Haiyan fait 5 632 morts et 1 759 disparus[158] aux Philippines.
- En 2016, l’ouragan Matthew a été l'ouragan le plus meurtrier en Atlantique depuis 11 ans : plus de 700 personnes y ont trouvé la mort, principalement à Haïti. Le séisme qui a frappé l’île japonaise de Kyushu en avril 2016 a occasionné les dommages économiques les plus lourds de cette année-là, estimés entre 25 et 30 milliards de dollars (23 et 27,6 milliards d’euros)[146].
- En 2017, l'Ouragan Harvey provoque une submersion marine et des inondations majeures (et record) à Houston et dans les territoires proches. La densité d'industries pétrolières et pétrochimiques américaines entraine des coûts économiques pharaoniques et un risque de pollution très élevé[159]. Quelques jours plus tard, l’ouragan Irma est le plus puissant cyclone tropical observé jusqu’à présent aux Antilles[160]. C'est l'une des plus grandes catastrophes naturelles que la France ait connu. Dans le même temps (été 2017), l'Asie du Sud connaît une mousson historique qui, selon les chiffres des Nations unies, a affecté 41 millions de personnes, en a tué près de 1 400, et a laissé plusieurs centaines de milliers de sans-abri. Fin août 2017, un tiers du Bangladesh était sous l’eau[160].

### Catastrophes nucléaires et écologiques

Accidents nucléaires de Fukushima : carte des mesures aéroportées de débits de doses réalisées par le DoE/NNSA du 30 mars au 3 avril 2011 et reproduites par l'IRSN.

- L'explosion de la plate-forme pétrolière Deepwater Horizon le 20 avril 2010 dans le golfe du Mexique a provoqué un déversement de pétrole équivalent à 3,1 à 4,9 millions de barils en trois mois[161]. En juin 2010, Barack Obama a expliqué que, comme le 11 septembre 2001 qui a profondément modifié la vision des vulnérabilités des États-Unis d'Amérique et sa politique étrangère, cette catastrophe aurait des répercussions importantes sur la façon dont nous pensons à l'environnement et à l'énergie[162].
- L'accident de l'usine d'aluminium d'Ajka le 4 octobre 2010 en Hongrie a provoqué l'effondrement d'un bassin d'un million de mètres cubes de boues rouges très toxiques et corrosives, tuant 7 personnes et en blessant environ 150. Il est à l'origine d'une pollution grave des sols, des eaux superficielles et de l'écosystème, particulièrement dans le village de Kolantar entièrement ravagé par l'éboulement.
- En mars 2011, le Japon fait face à une crise sans précédent depuis 1945[Note 4], en raison de trois catastrophes enchainées : à la suite du séisme et du tsunami du 11 mars, une catastrophe nucléaire se produit à Fukushima. En août 2011, la radioactivité était toujours importante au niveau du site, dont le refroidissement prend des mois.
- La construction d'un nouveau sarcophage autour de la centrale nucléaire de Tchernobyl, en Ukraine, débute, pour remplacer l'ancien sarcophage trop abîmé par les radiations émises par la centrale.
- Le 12 août 2015, l'explosion du port de Tianjin fait au moins 50 morts et de nombreux blessés.

### Catastrophes aériennes
- Le 10 avril 2010, un Accident de l'avion présidentiel polonais à Smolensk a tué le président polonais Lech Kaczyński ainsi que les plus hautes personnalités (de l'État, militaires, religieuses) l'accompagnant. La délégation devait commémorer le massacre de Katyń en Russie, dont c'était le 70e anniversaire.
- Le Vol 17 Malaysia Airlines était un vol international régulier reliant Amsterdam et Kuala Lumpur qui s'est écrasé le 17 juillet 2014 dans la région de Donetsk, dans l'est de l'Ukraine. Aucun survivant n'est retrouvé parmi les 283 passagers et 15 membres de l'équipage du Boeing 777-200ER[163]. L'armée ukrainienne et les séparatistes pro-russe, alors opposés lors de la guerre du Donbass, s'accusent mutuellement d'avoir abattu l'appareil[163]. Parmi les victimes, se trouvaient des experts de la lutte contre le sida[164] qui se rendaient à la XXe Conférence internationale sur le sida à Melbourne, notamment Joep Lange, chercheur néerlandais spécialisé dans le traitement du VIH[165].
- En mars 2019, à la suite de deux crashs successifs du nouveau modèle Boeing 737 Max peu après décollage n'ayant laissé aucun survivant, celui du vol 610 Lion Air le 29 octobre 2018 et celui du vol 302 Ethiopian Airlines le 10 mars 2019 dans lesquels une activation intempestive du Maneuvering Characteristics Augmentation System (MCAS) (un système spécifique aux 737 Max) serait en cause[166], les 737 Max sont interdits de vol jusqu'à nouvel ordre par la quasi-totalité des compagnies aériennes et des autorités nationales ou internationales, ce qui est un cas sans précédent par son ampleur[167].

## Sport et manifestations mondiales

### Palmarès et records marquants

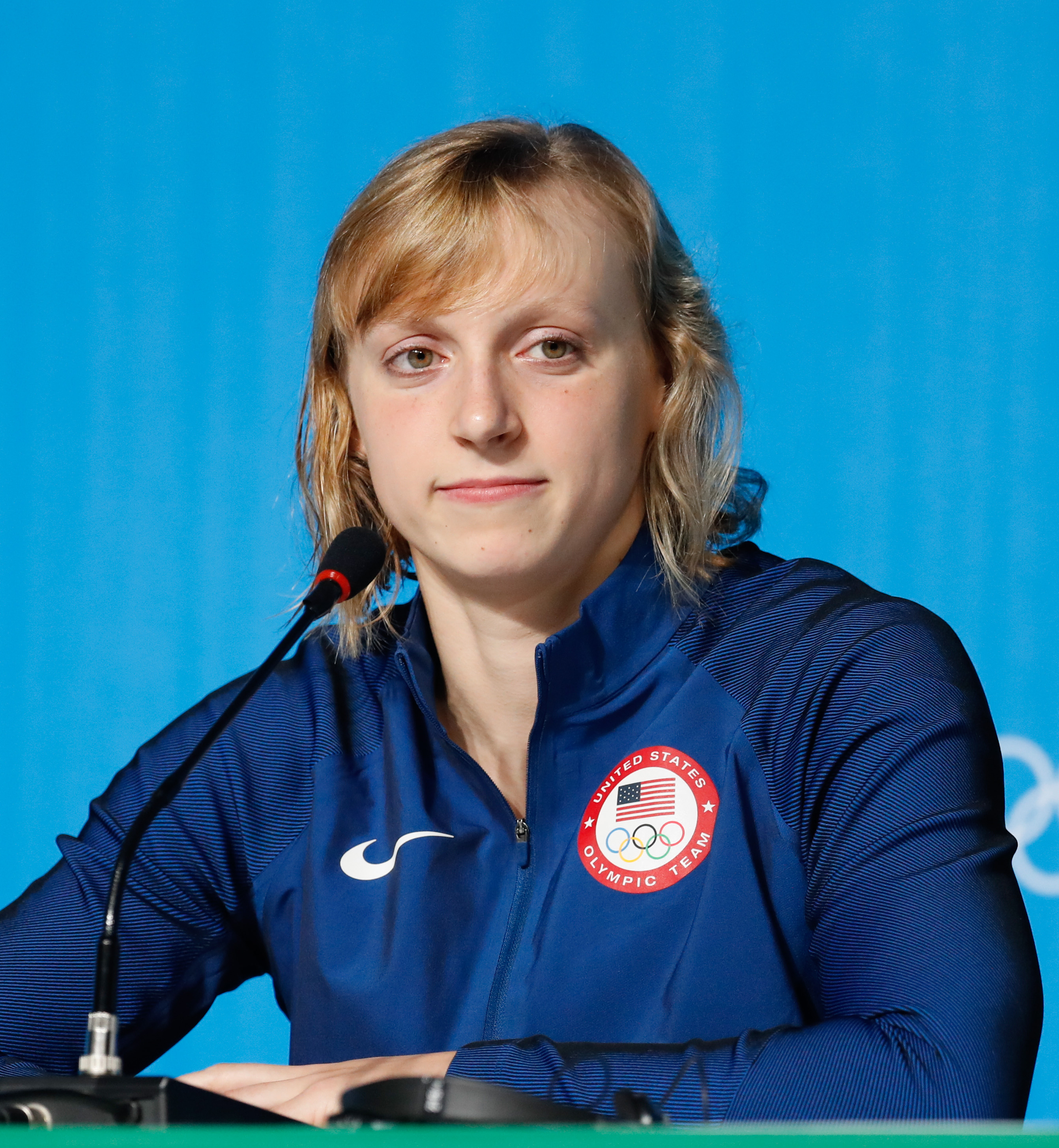
Katie Ledecky, championne du monde de natation, nageuse de l'année en 2013, 2014, 2015, 2016 et 2018.

Dans le monde du tennis masculin, la décennie est marquée par l'hégémonie exceptionnelle du Big Four. De nombreux records sont battus par ces quatre joueurs. Les 2 premières places du classement ATP sont systématiquement occupées par un de ces joueurs, chacun d'entre eux ayant occupé ces deux places. Roger Federer détient le record de 310 semaines en tant que no 1 (établi sur les deux décennies). Ils occupent les quatre premières places des joueurs ayant gagné le plus de priz-monney, dont 3 ont dépassé les 100 millions $. Dans les tournois du Grand Chelem, Roger Federer agrandit son record du nombre de titres (20) et de titres à Wimbledon (8), Rafael Nadal celui de titres à Roland-Garros (12) et Novak Djokovic celui de titres à l'Open d'Australie (7). Au Masters, le record de 6 titres cumulés est détenu par Federer, et celui de 4 titres consécutifs par Djokovic (2012-2015). Aux Jeux olympiques, Andy Murray remporte consécutivement Londres 2012 et Rio de Janeiro 2016. Djokovic devient le premier joueur à remporter tous les titres de Masters 1000 au moins une fois ; le podium des tenants de titre en Masters 1000 est Nadal (35), Djokovic (34) et Federer (28). La moitié des Coupe Davis de la décennie sont remportées par les équipes nationales de ces joueurs : la Serbie de Djokovic en 2010, la Suisse de Federer en 2014, le Royaume-Uni de Murray en 2015 et l'Espagne de Nadal en 2011 et 2019.
En football, la France remporte sa deuxième Coupe du Monde en 2018.
Le Real Madrid remporte trois fois consécutivement la Ligue des champions de l'UEFA, une première depuis l'AC Milan dans les années 1990, soulignant la domination du football espagnol durant la décennie.
Lionel Messi poursuit sa réussite exceptionnelle en remportant pour la sixième fois le ballon d'or en 2019.
En judo, c'est Teddy Riner qui s'illustre en poursuivant sa conquête de titres mondiaux, démarrée en 2007 en atteignant 10 titres mondiaux. Il remporte consécutivement Londres 2012 et Rio de Janeiro 2016. Depuis sa défaite lors des Championnats du monde à Tokyo dans la catégorie "open" (toutes catégories), remportant l'argent, il a, à la fin de l'année 2019, gagné 152 combats consécutives.
Felix Baumgartner bat le record de saut en chute libre et devient le premier homme à franchir le mur du son en chute libre.
Au biathlon, Martin Fourcade domine ce sport durant 7 années consécutives (de la saison 2011-2012 à 2017-2018. Il a remporté 27 des 30 globes de cristal mis en jeu en Coupe du monde entre les saisons 2012-2013 et 2017-2018. Il est no 1 au classement de chaque catégorie des saisons 2015-2016 et 2016-2017 complètement, pour la saison 2017-2018, il domine toutes les catégories sauf dans la catégorie Individuel où il partage la place avec Johannes Thingnes Bø qui dominera la saison 2018-2019
En Alpinisme, Kilian Jornet, nommé « aventurier de l’année » par le magazine américain National Geographic en 2014, gravit deux fois le Mont Blanc dans la même journée en 2016 ; et deux fois l'Everest dans la même semaine, sans oxygène, en 2017.
Les Coupes du monde de Rugby de 2011 et de 2015 sont remportés par les All-Blacks joueurs de la Nouvelle-Zélande face à la France puis l'Australie. L'édition de 2019 est remporté par l'Afrique du Sud.
En natation, la championne du monde Katie Ledecky est nommée nageuse de l'année en 2013, 2014, 2015, 2016 et 2018.
Quant à Michael Phelps il détient le record de 23 médailles d'or des JO (déjà débuté dans les années 2000) avec Londres 2012 et Rio de Janeiro 2016.
Simone Biles obtient un palmarès impressionnant dans toutes les disciplines de gymnastique aux championnats du monde de 2013 à 2019 (dont quadruple championne olympique en 2016).
La patineuse russe Alexandra Troussova, championne du monde junior, âgée de 14 ans, est devenue en 2018 la première patineuse de l'histoire à réussir un quadruple lutz en compétition.

### Scandales dans le monde du sport
Un scandale de corruption de la FIFA éclate en 2015.

### Évènements passés

#### 2010
- Lors des Jeux olympiques d'hiver de 2010 de Vancouver du 12 au 28 février 2010, l'équipe du Canada a remporté 14 médailles d'or (ce qui constitue un record) et les États-Unis ont totalisé 37 médailles dont 9 d'or.
- L'Exposition universelle de 2010 s'est tenue à Shanghai, en Chine, sur le thème « Une meilleure ville, une meilleure vie ».
- L'Espagne a remporté la coupe du monde de football de 2010 en Afrique du Sud.
- Les Jeux du Commonwealth de 2010 ont eu lieu à New Delhi en Inde en octobre.

#### 2011
- Les All Blacks remportent face à la France la coupe du monde de rugby à XV 2011 en Nouvelle-Zélande.
- Le Japon remporte la coupe du monde de football féminin 2011 en Allemagne.
- Le Japon remporte la coupe d'Asie des nations de football 2011 au Qatar.

#### 2012
- Les Jeux olympiques de la jeunesse d'hiver 2012 ont eu lieu du 13 au 22 janvier en Autriche.
- La Zambie remporte la coupe d'Afrique des nations de football 2012 au Gabon et en Guinée équatoriale.
- L'Espagne remporte le championnat d'Europe de football 2012 en Ukraine et en Pologne.
- Rafael Nadal dépasse l'ancien record de 6 titre à Roland-Garros de Bjon Bjorg en glanant un 7e trophée.
- Les Jeux olympiques d'été de 2012 à Londres au Royaume-Uni. Les États-Unis et la Chine sont loin devant au classement des médailles ; la Grande-Bretagne réalise par ailleurs un très bon score.

#### 2013
- Le Nigeria remporte la Coupe d'Afrique des nations de football 2013 en Afrique du Sud.
- L'Espagne remporte le Championnat du monde de handball masculin 2013 en Espagne.

#### 2014
- Les Jeux olympiques d'hiver de 2014 à Sotchi en Russie.
- La coupe du monde de football au Brésil, remportée par l’Allemagne.

#### 2015
- La Coupe d'Afrique des nations de football 2015 en Guinée équatoriale.
- La Coupe du monde de football féminin 2015 au Canada.
- Exposition universelle de 2015 à Milan sur le thème « Nourrir la planète, énergie pour la vie ».
- La Coupe du monde de rugby à XV 2015 en Angleterre.

#### 2016
- Le Championnat d'Europe de football 2016, en France, gagné par l'équipe du Portugal face à la France.
- Les Jeux olympiques d'été de 2016 à Rio de Janeiro au Brésil.

#### 2017
- Le Cameroun gagne la Coupe d'Afrique des nations de football 2017.
- Retour exceptionnel des joueurs Roger Federer et Rafael Nadal. Roger a battu le record historique du nombre de titre à Wimbledon ent glanant un 8 succès.
- 21 août : Éclipse solaire totale visible du centre des États-Unis[172].

#### 2018

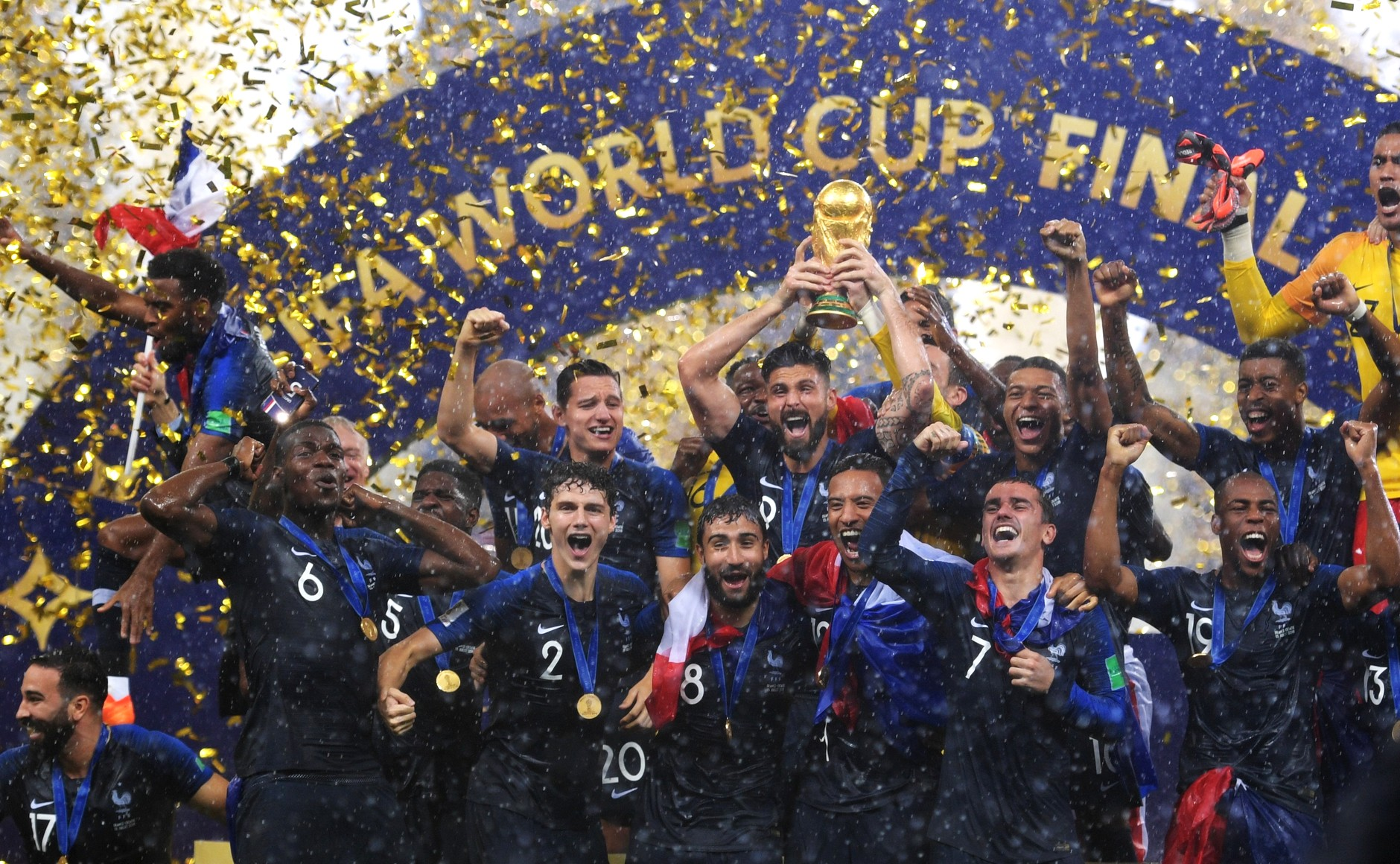
Les joueurs de l'équipe de France soulèvent le Trophée de la Coupe du monde de football en 2018.

- Jeux olympiques d'hiver de 2018 de Pyeongchang en Corée du Sud.
- La France gagne la coupe du monde de football 2018 organisée en Russie.

#### 2019
- La Coupe du monde féminine de football 2019 a eu lieu en France du 7 juin au 7 juillet 2019. Ce sont les États-Unis, menés par Megan Rapinoe, qui l’ont remportée face aux Pays-Bas.
- La Coupe du monde de rugby à XV 2019 a eu lieu au Japon du 20 septembre au 2 novembre 2019. La compétition a été remportée par l'équipe d'Afrique du Sud face à l'Angleterre[173], pendant que l'équipe néo-zélandaise finit troisième de la compétition[174].
- L’Algérie remporte la Coupe d'afrique des nations 2019 pour la deuxième fois.
- Les Nitto ATP Finals 2019 se sont déroulés du 10 au 17 Novembre 2019, et ont été remportés en simple par le grec Stéfanos Tsitsipás et en double par la paire française Pierre-Hugues Herbert et Nicolas Mahut.

## Personnages significatifs (dirigeants politiques ou religieux)

Chefs d'État africains
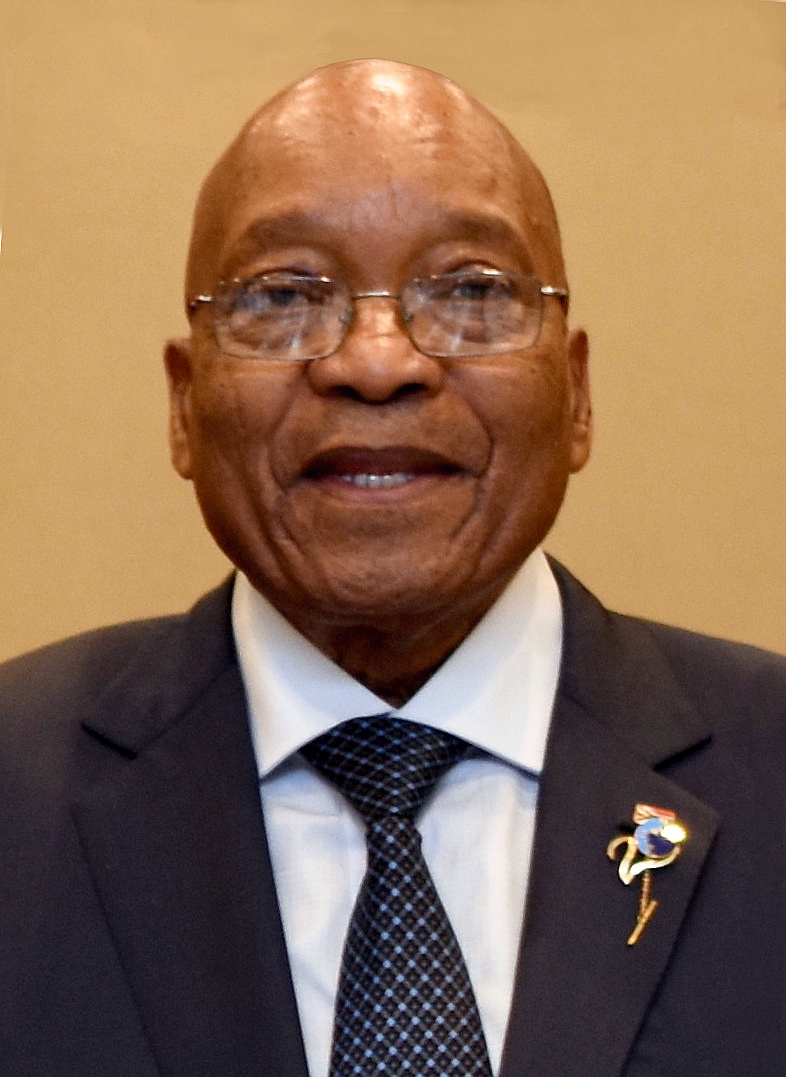
Jacob Zuma
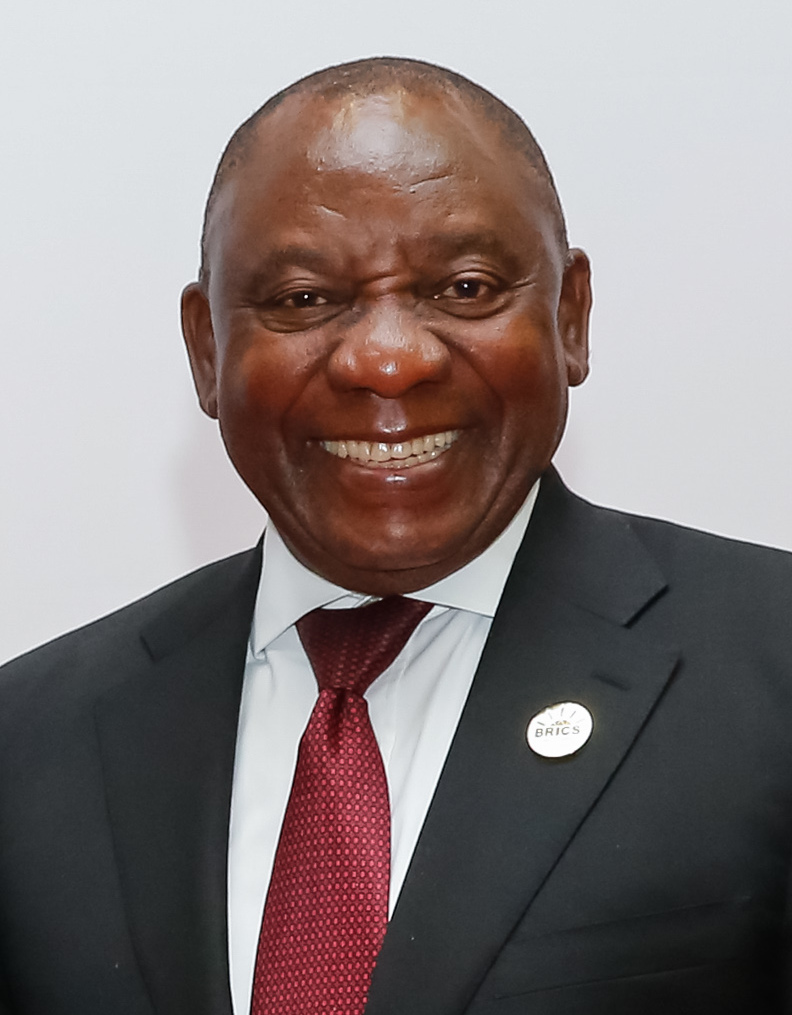
Cyril Ramaphosa
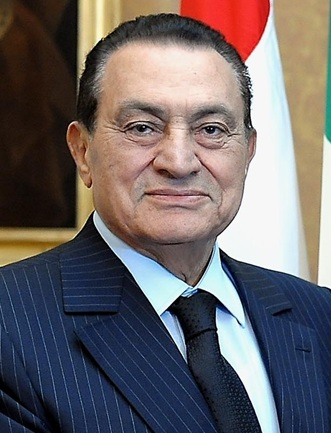
Hosni Mubarak
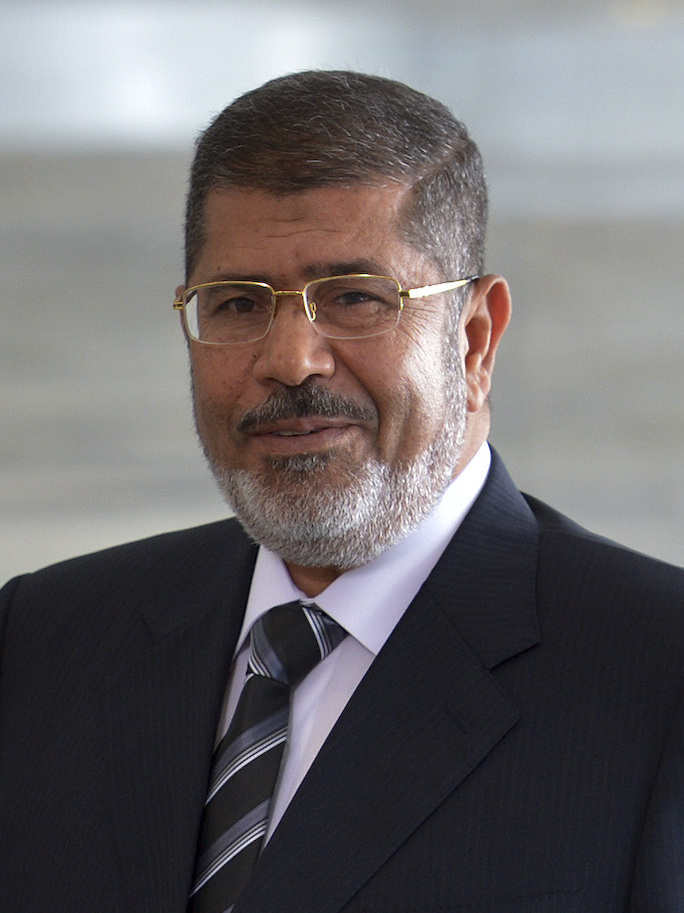
Mohamed Morsi
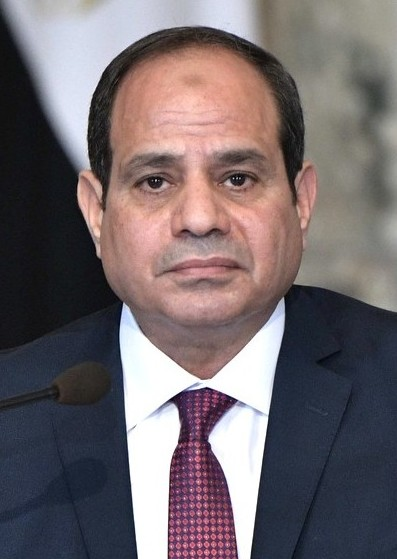
Abdel Fattah al-Sissi
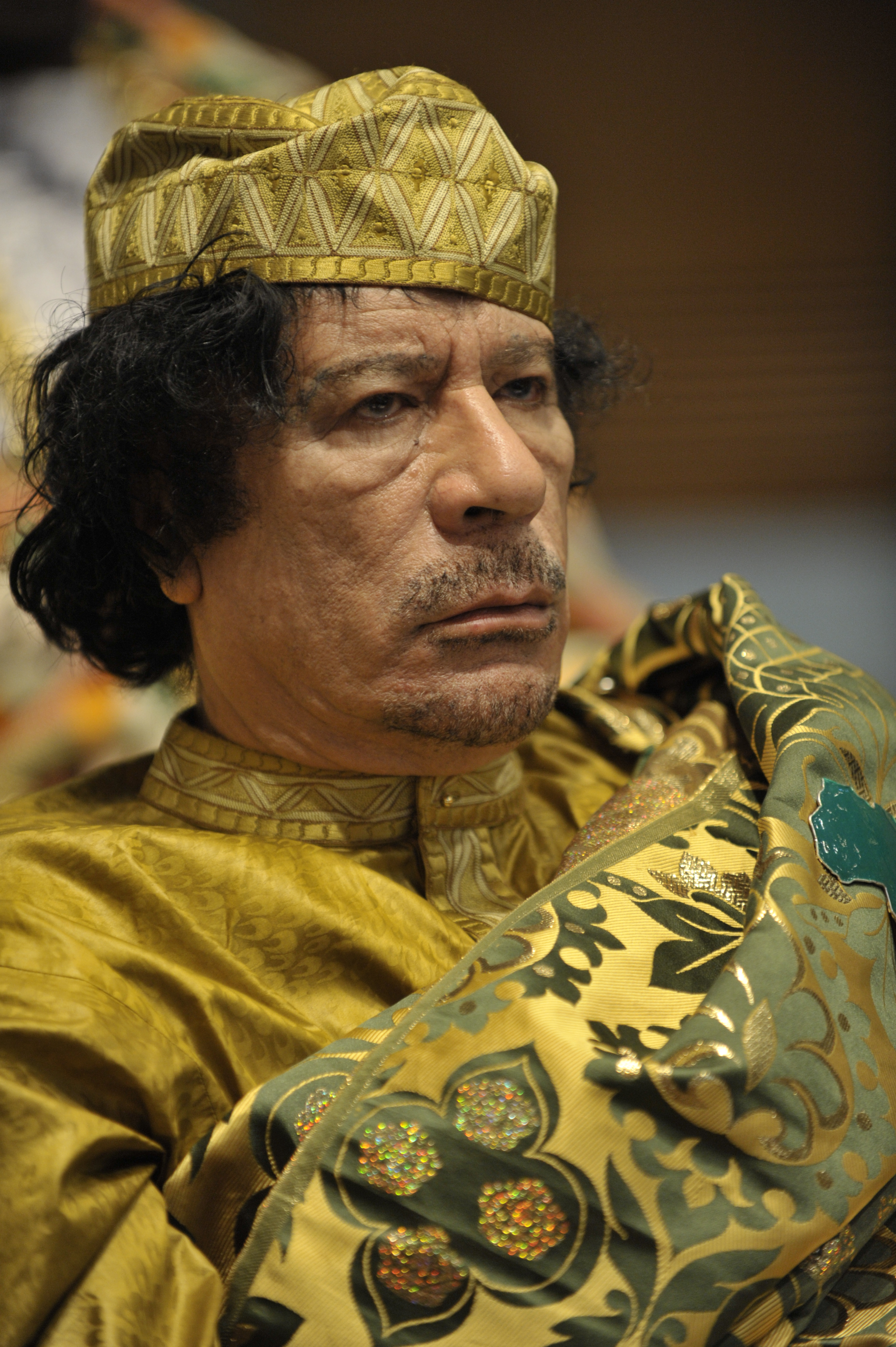
Mouammar Kadhafi
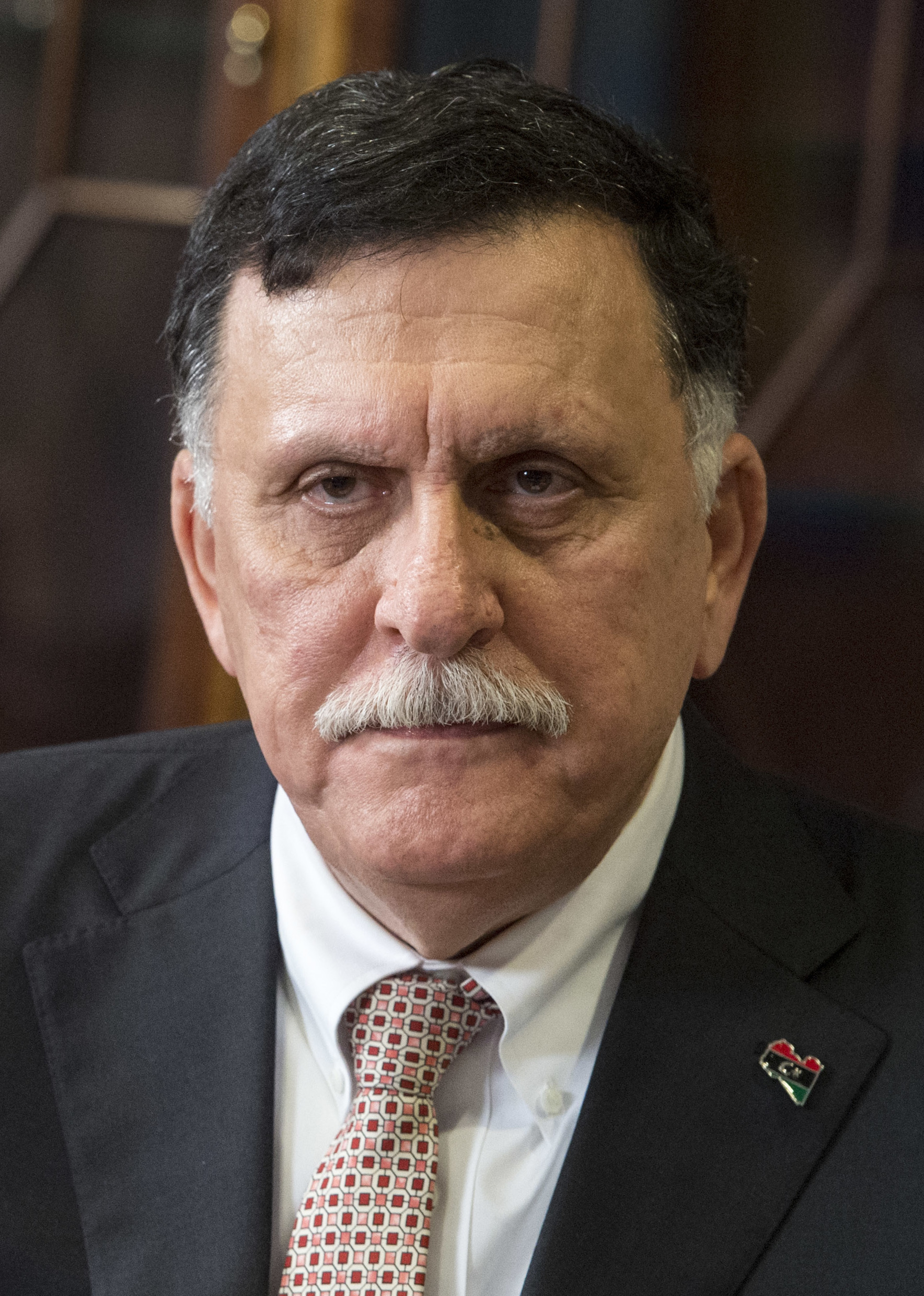
Fayez el-Sarraj
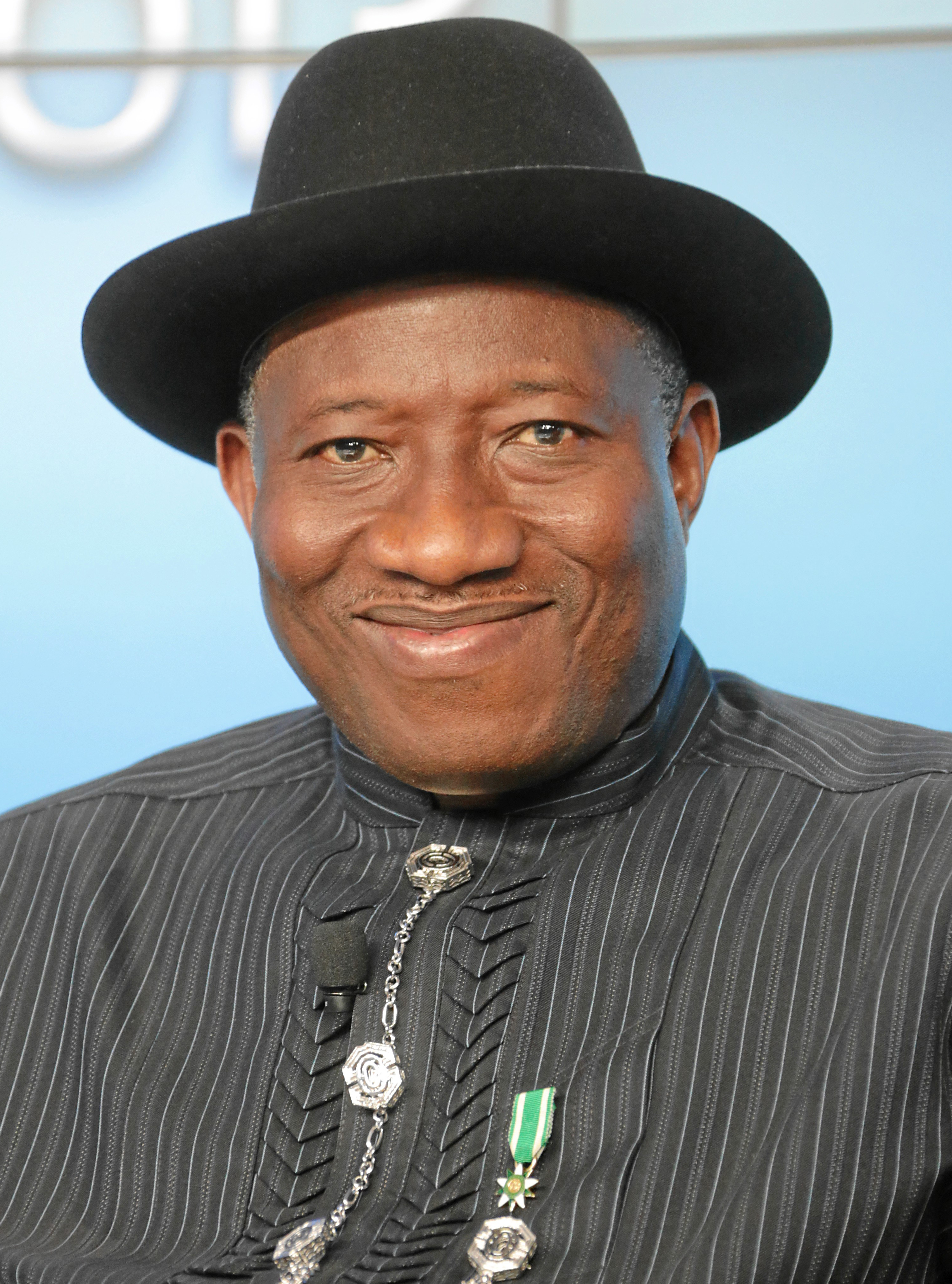
Goodluck Jonathan
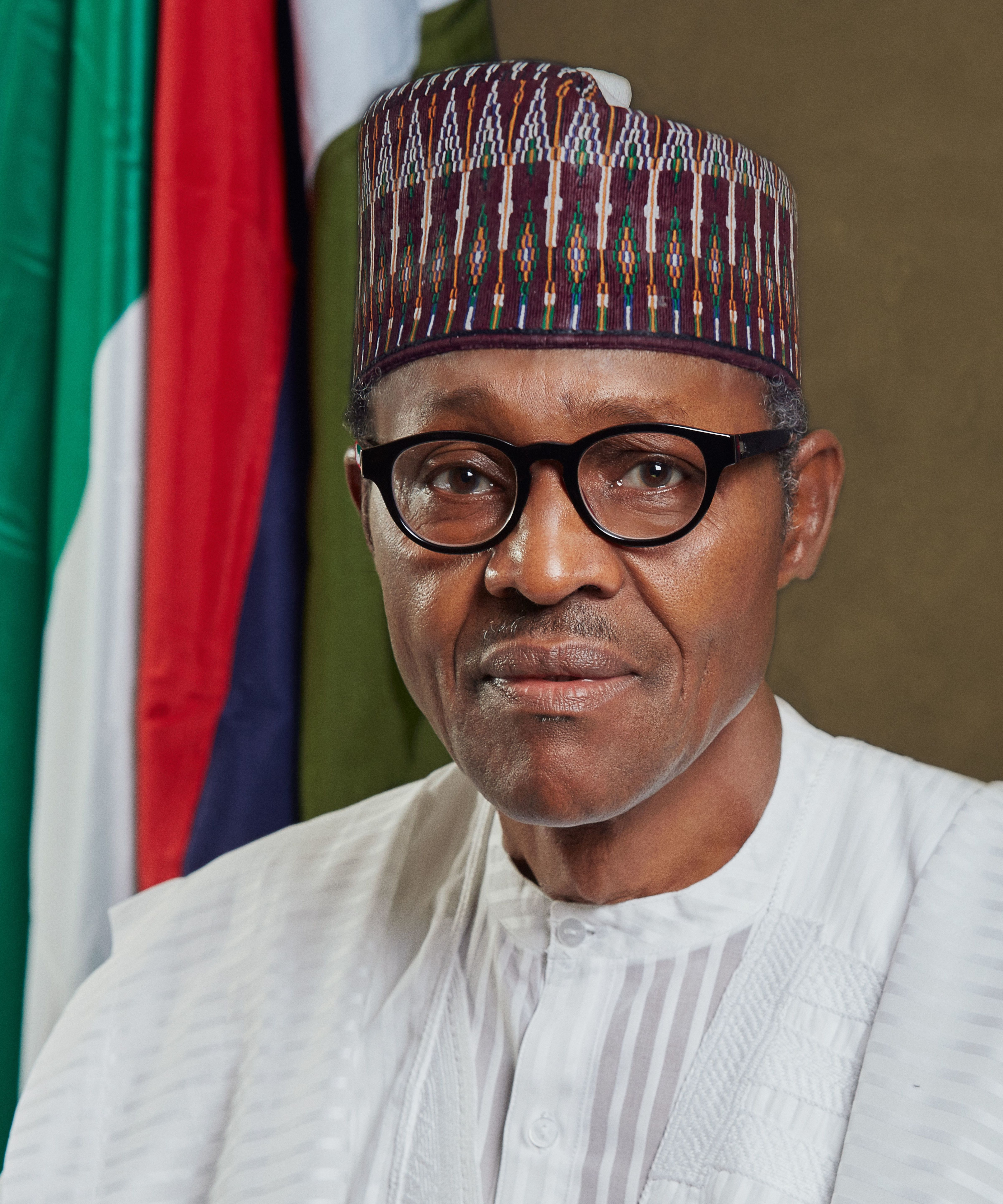
Muhammadu Buhari

Chefs d'État américains
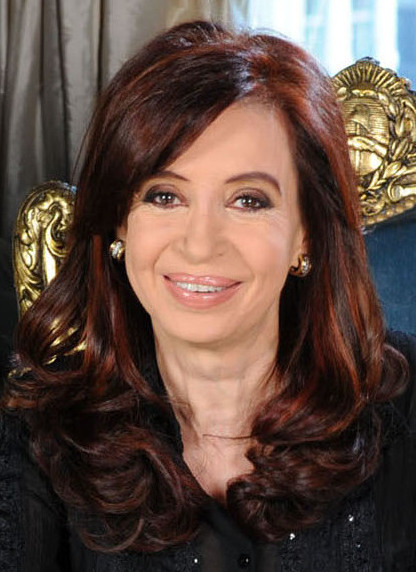
Cristina Fernández de Kirchner
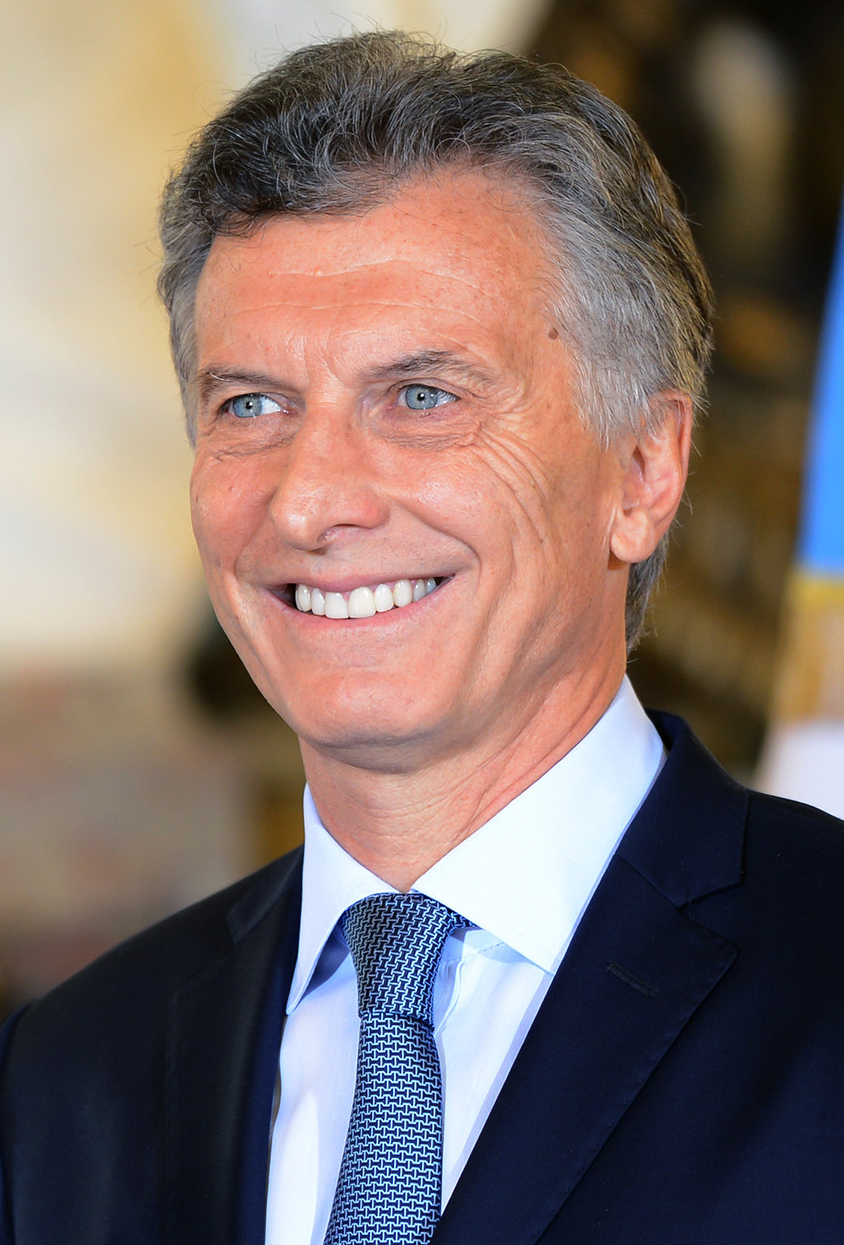
Mauricio Macri
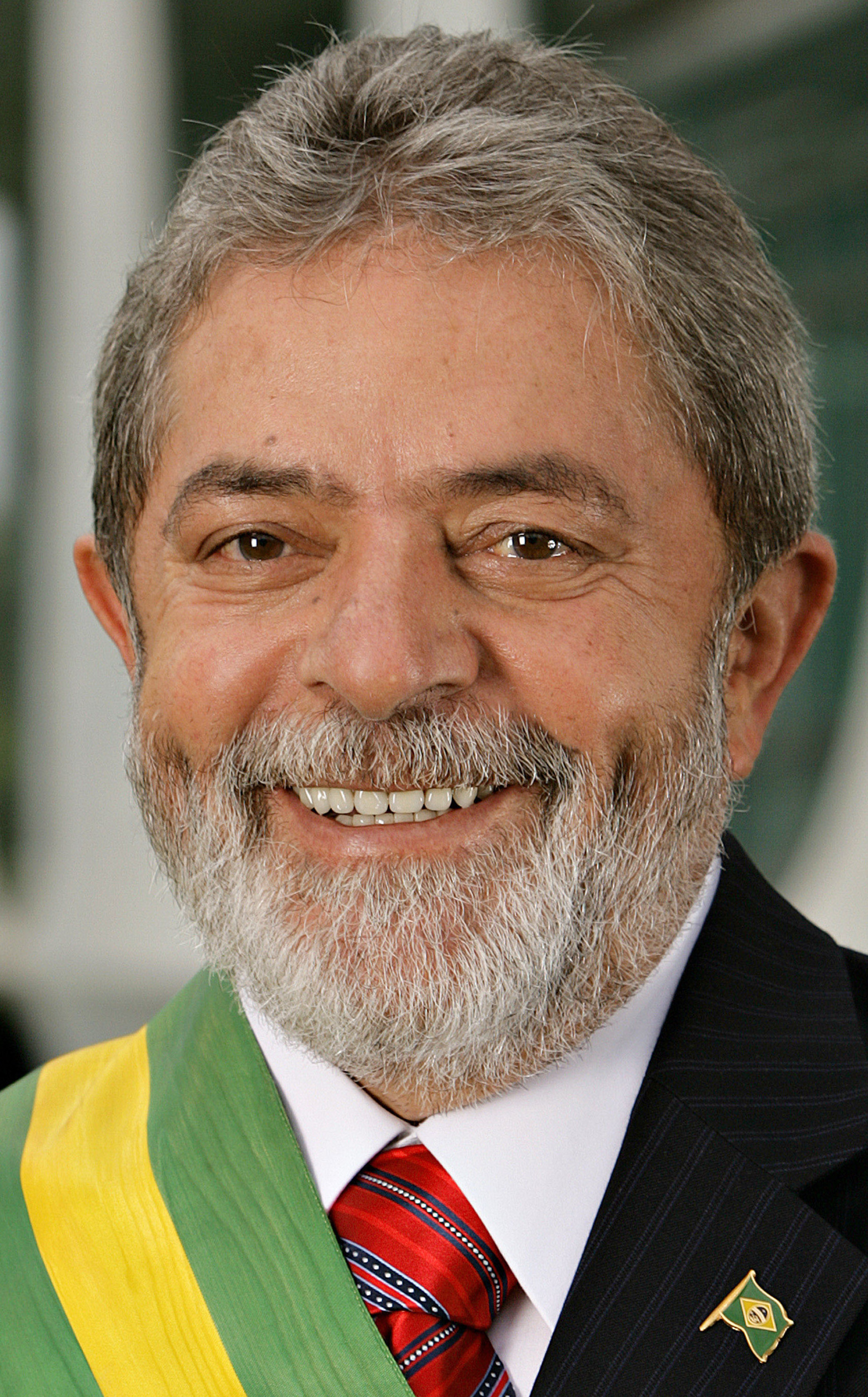
Luiz Inácio Lula da Silva
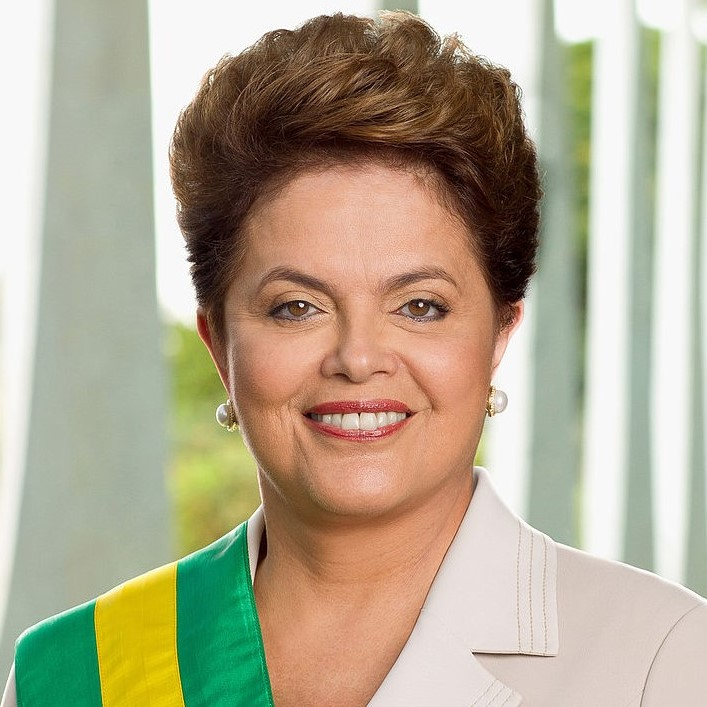
Dilma Rousseff
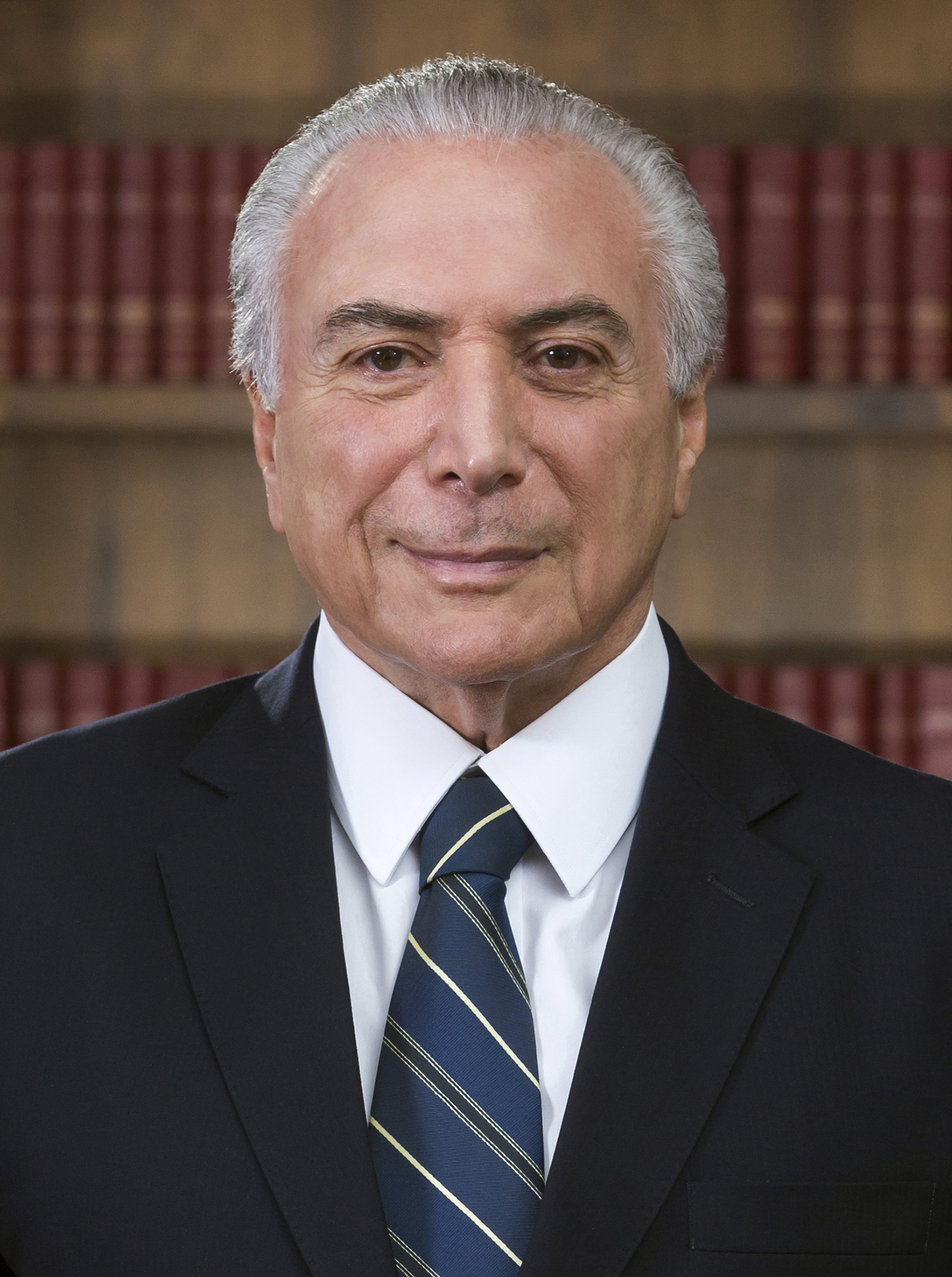
Michel Temer
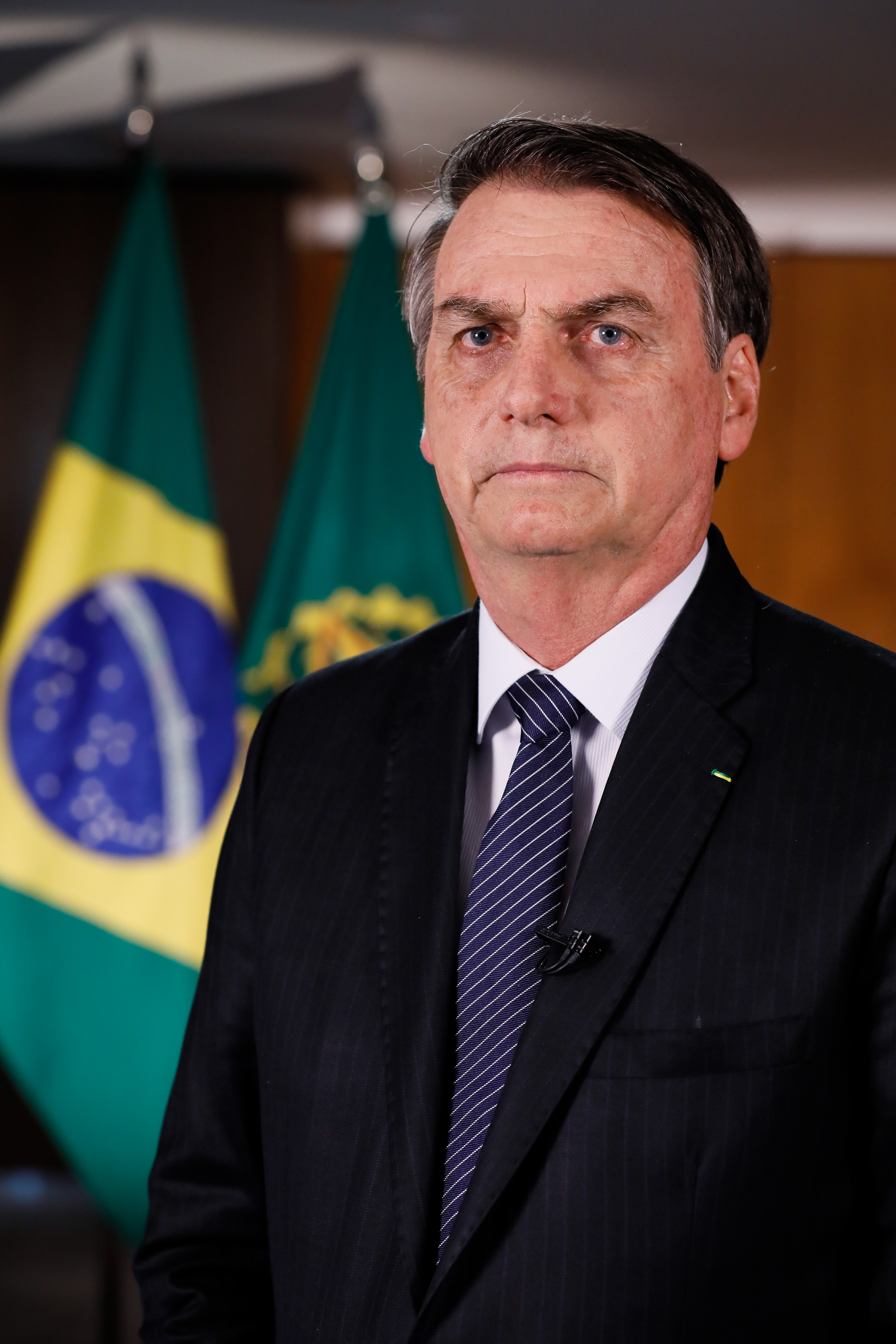
Jair Bolsonaro
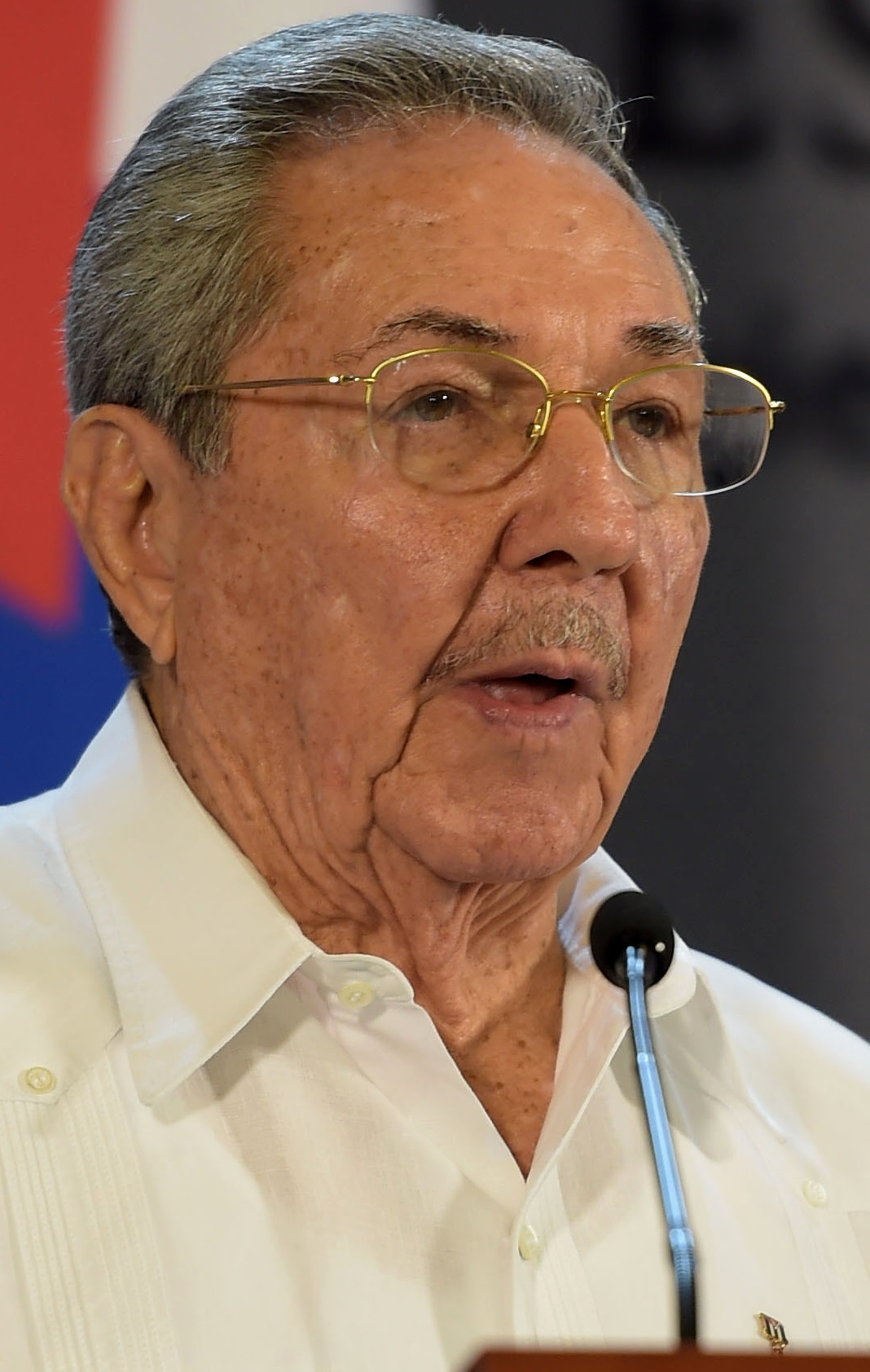
Raúl Castro
Barack Obama
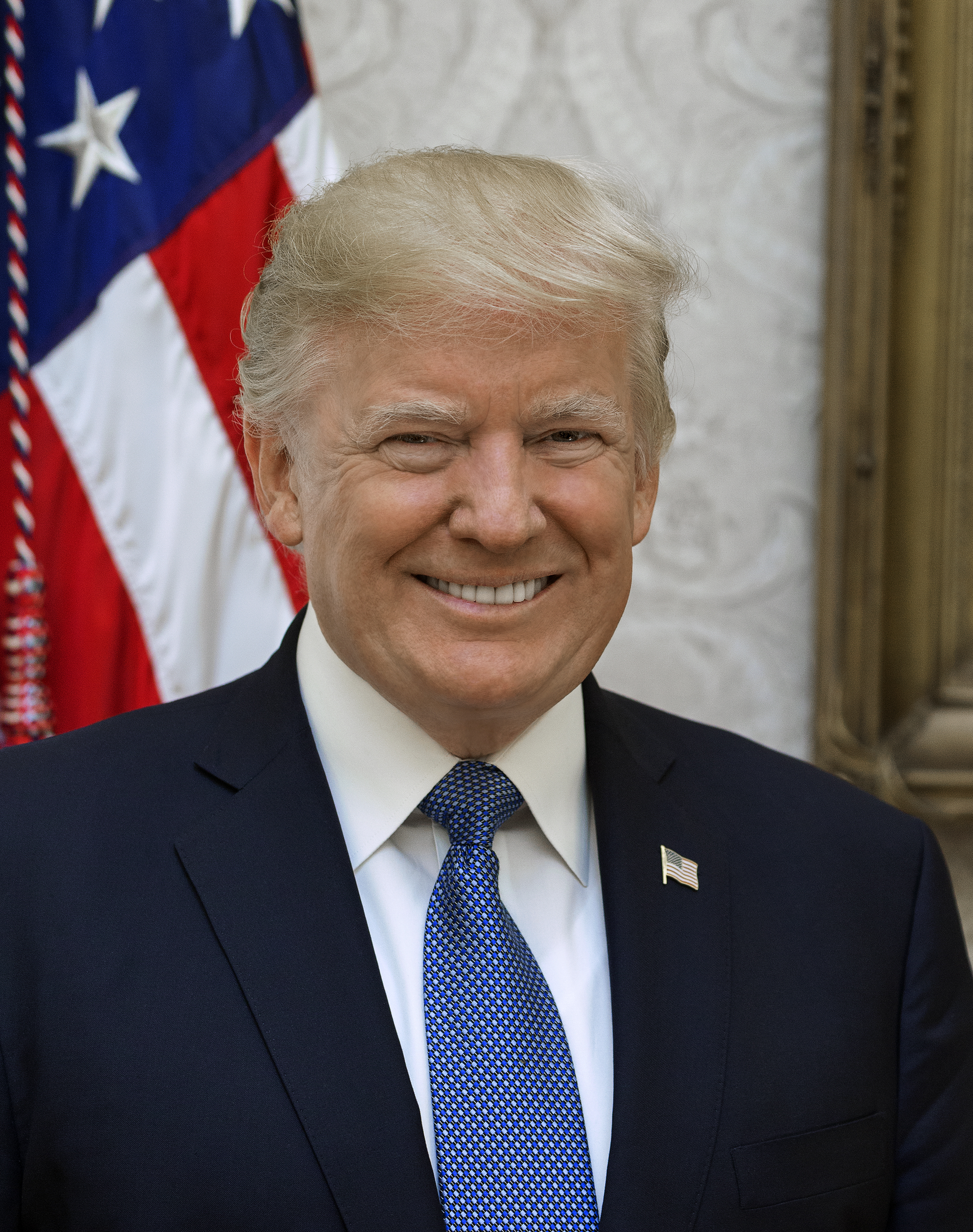
Donald Trump
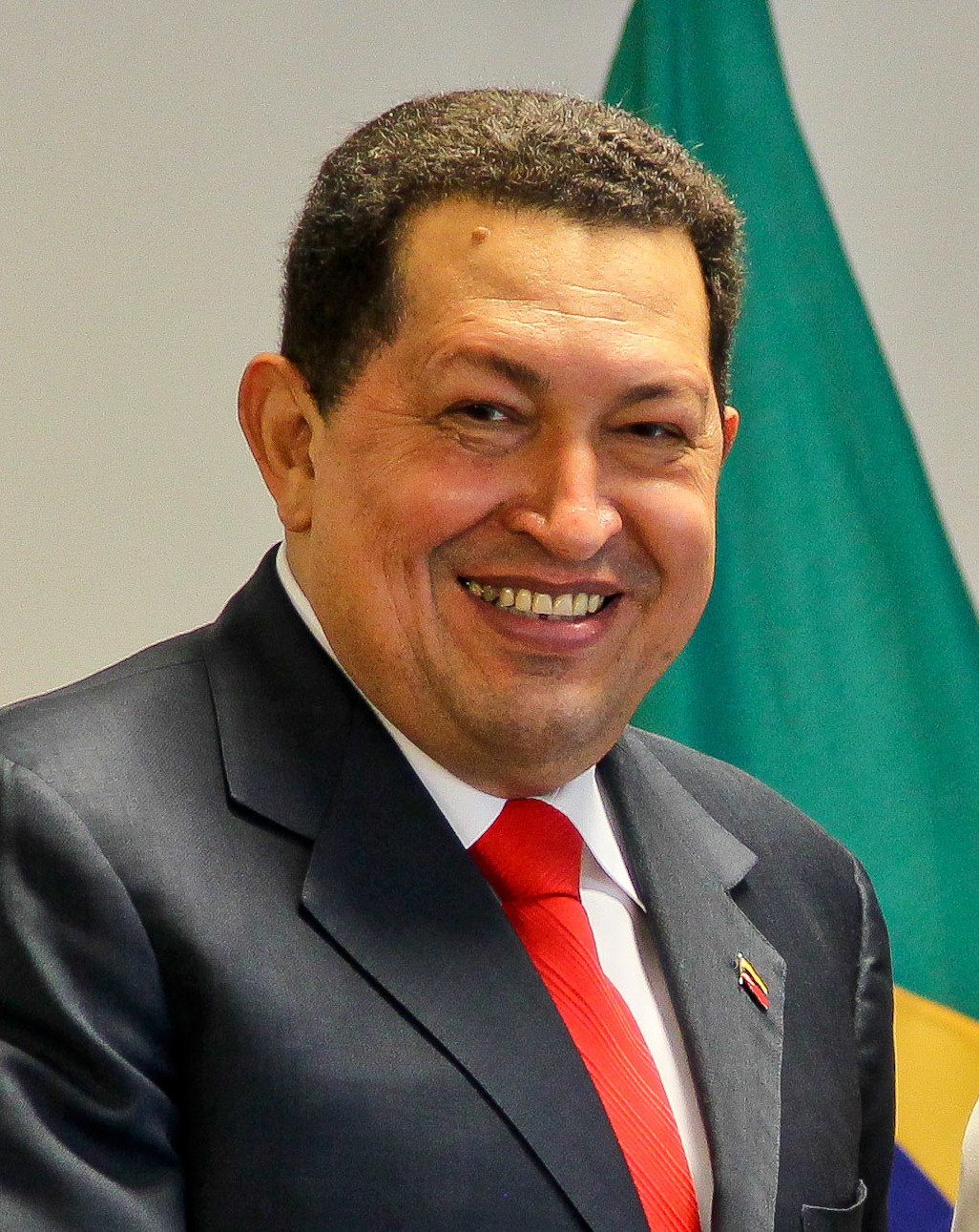
Hugo Chávez
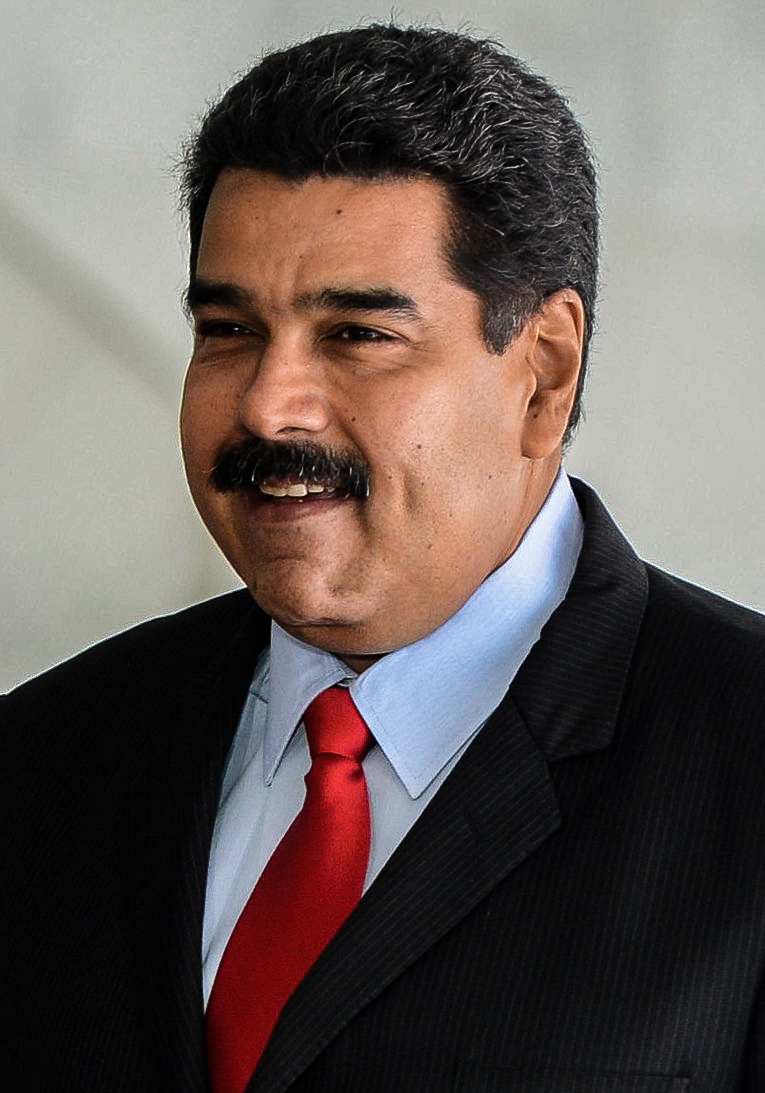
Nicolás Maduro
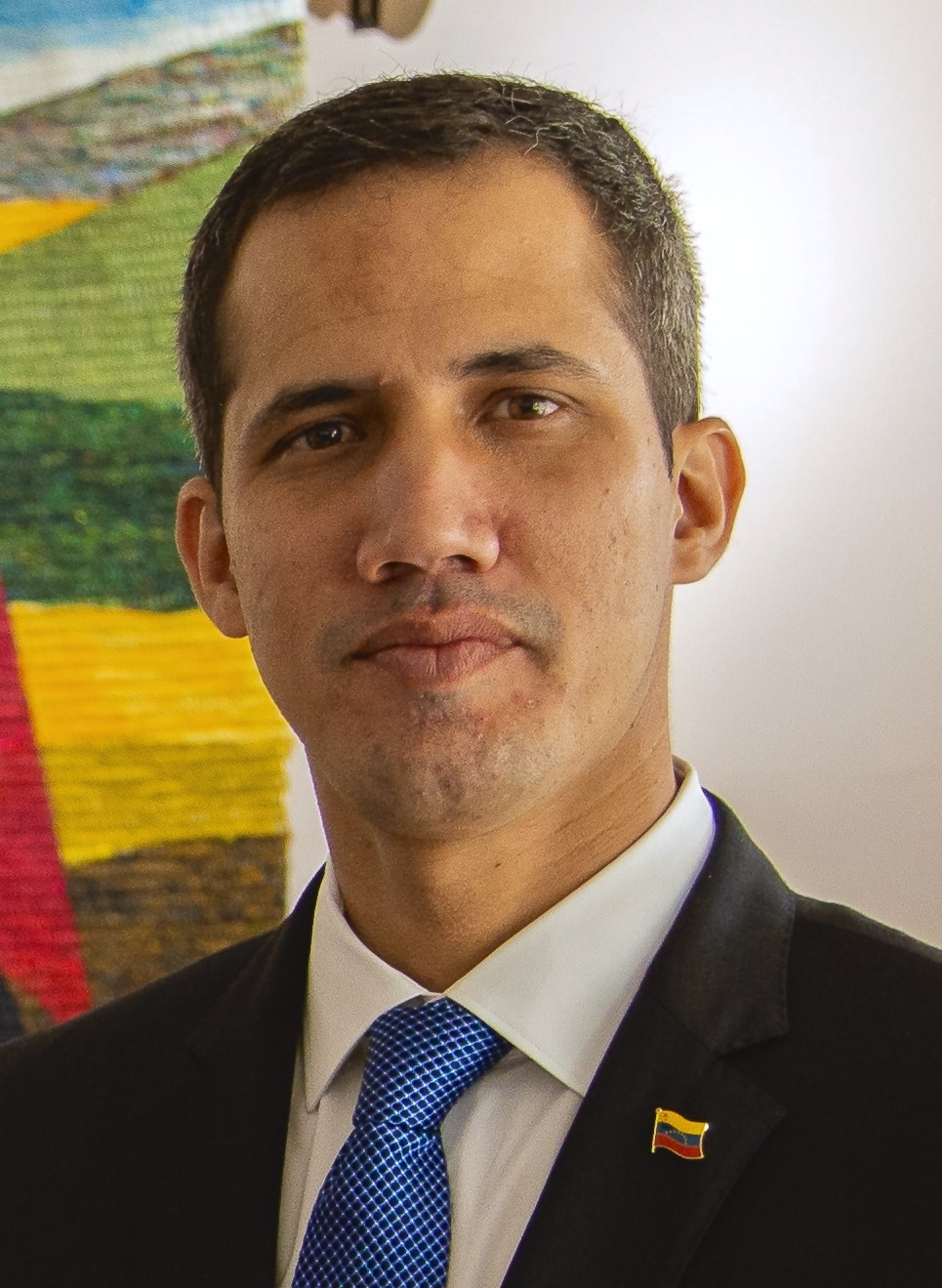
Juan Guaidó
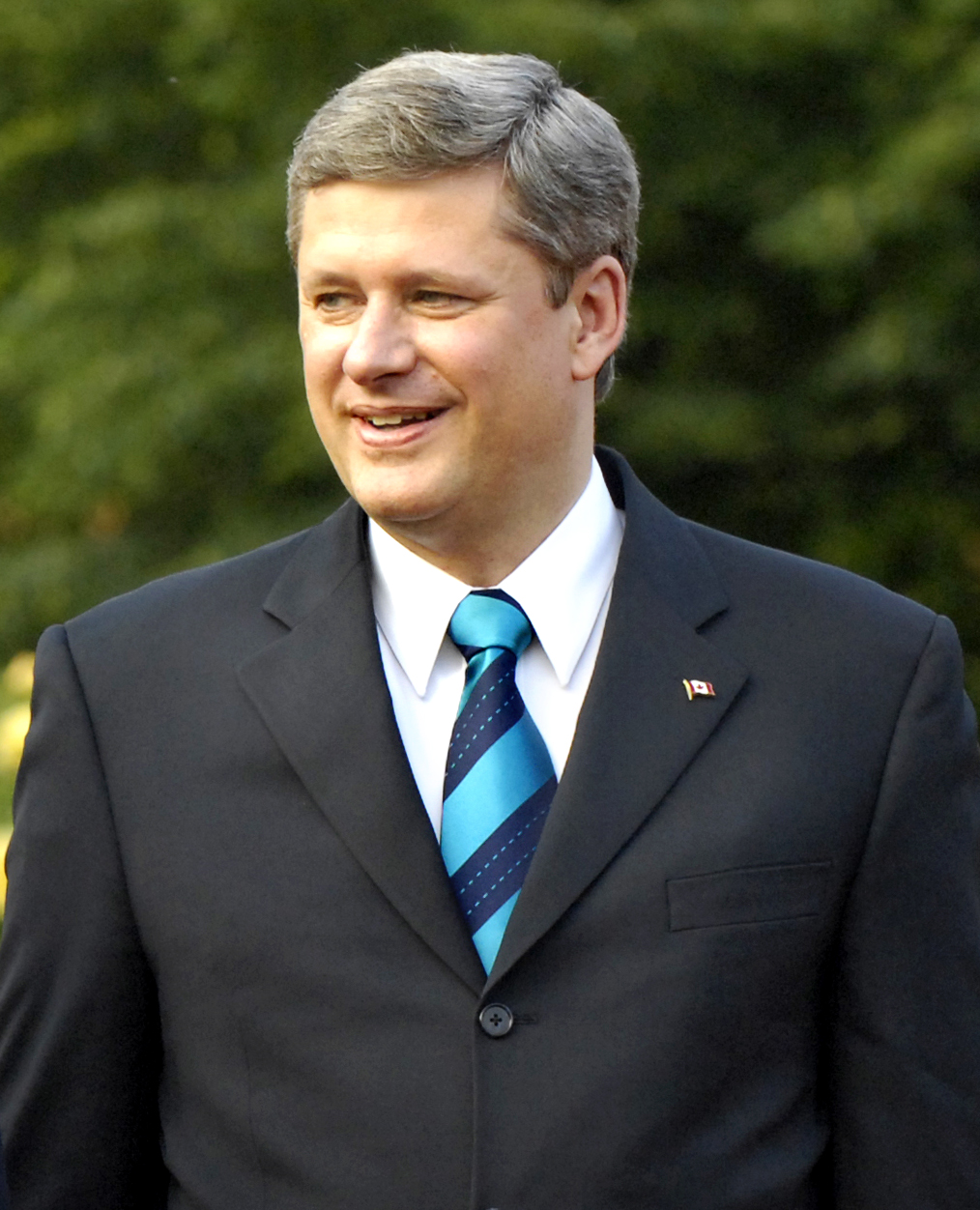
Stephen Harper
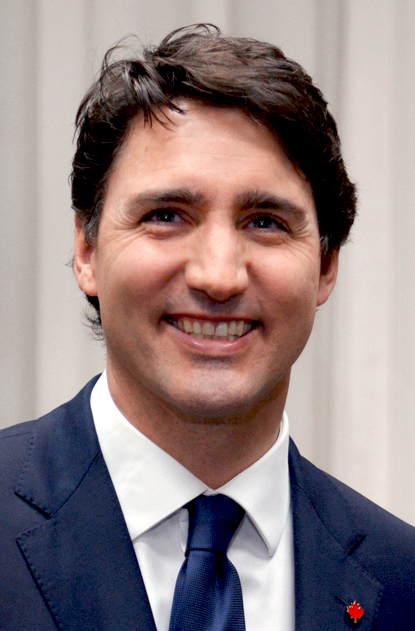
Justin Trudeau

Chefs d'État asiatiques
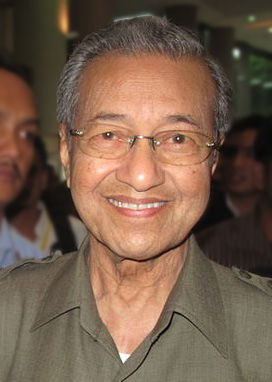
Mahathir Mohamad
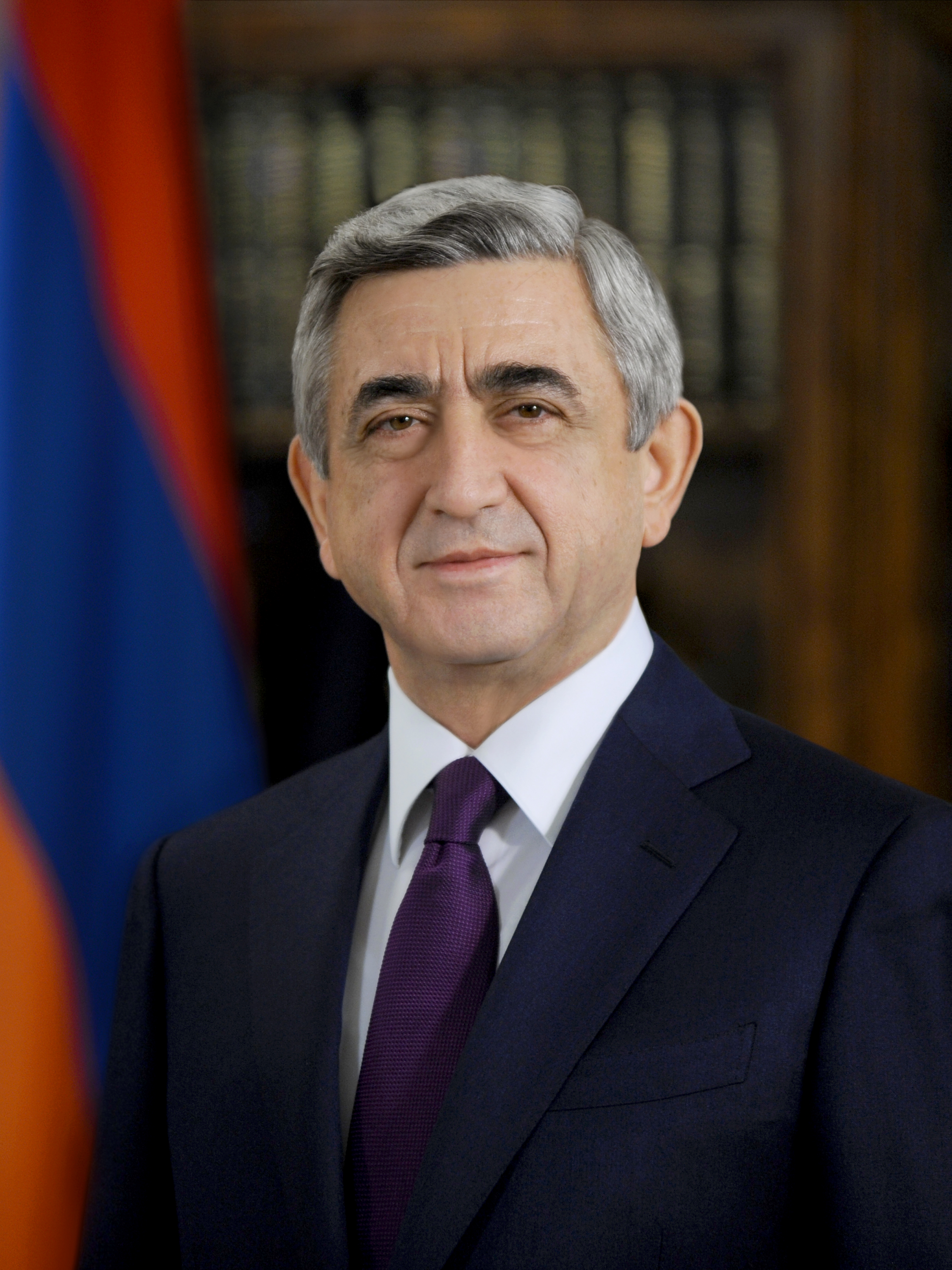
Serzh Sargsyan
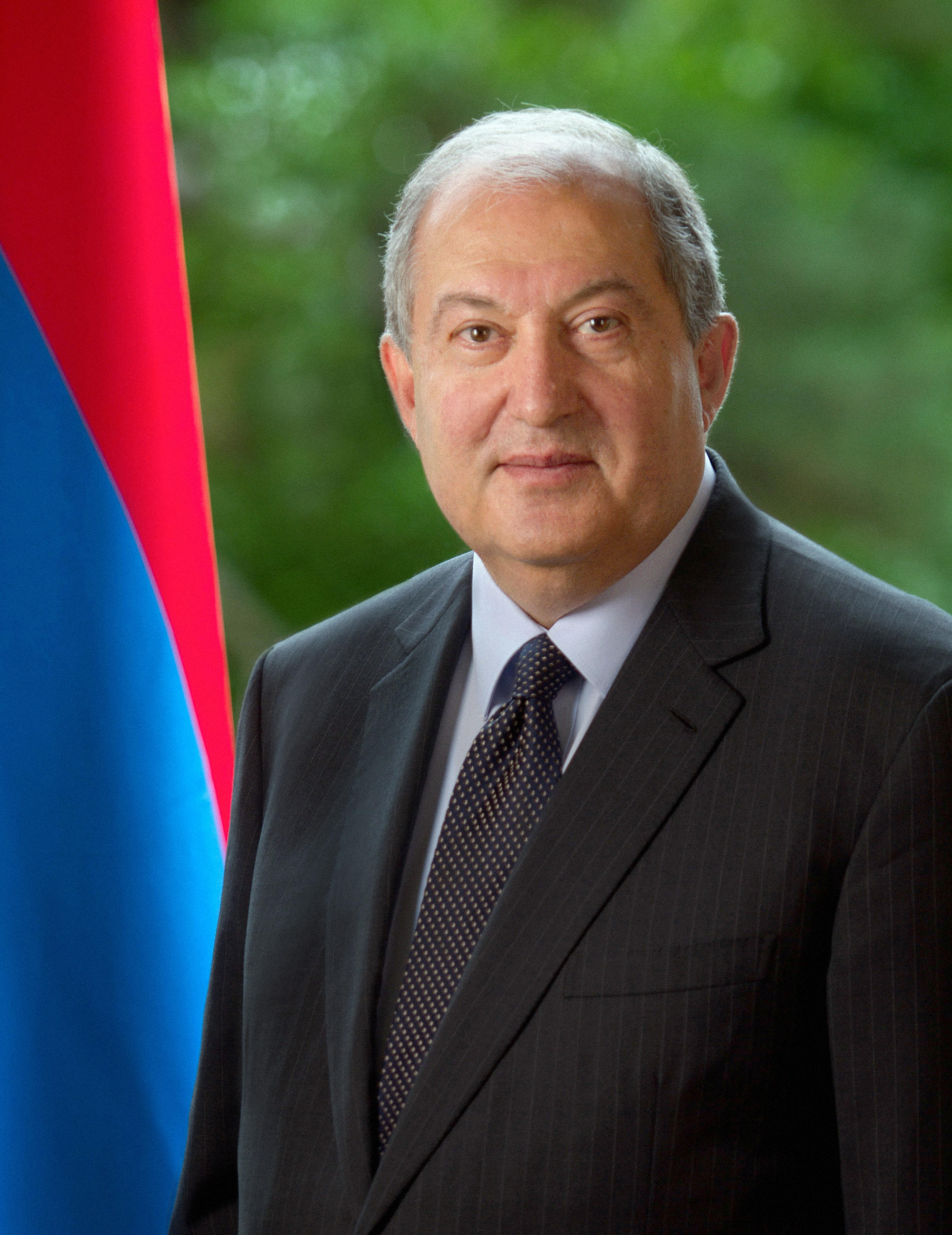
Armen Sarkissian
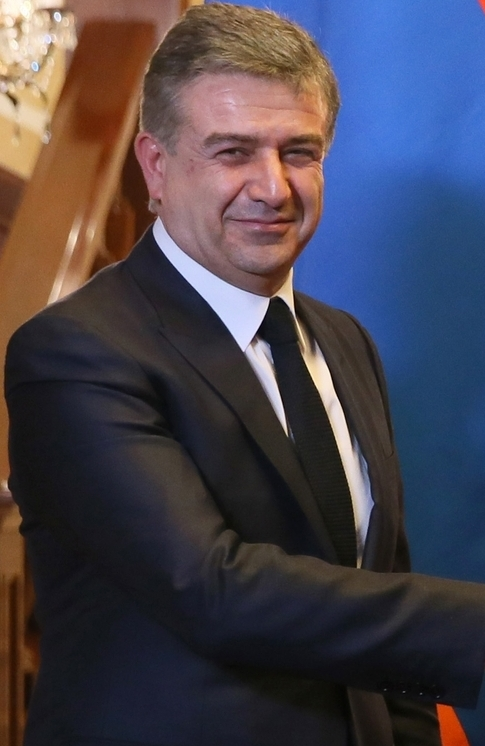
Karen Karapetian
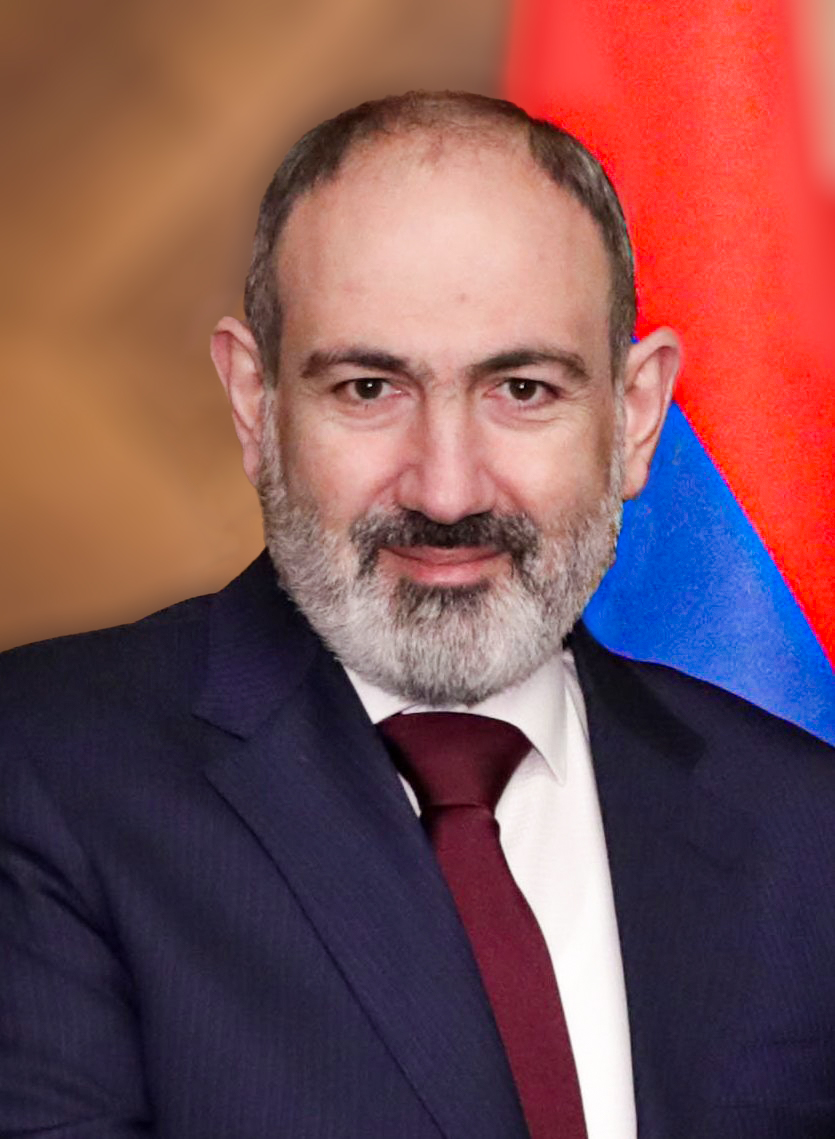
Nikol Pashinyan
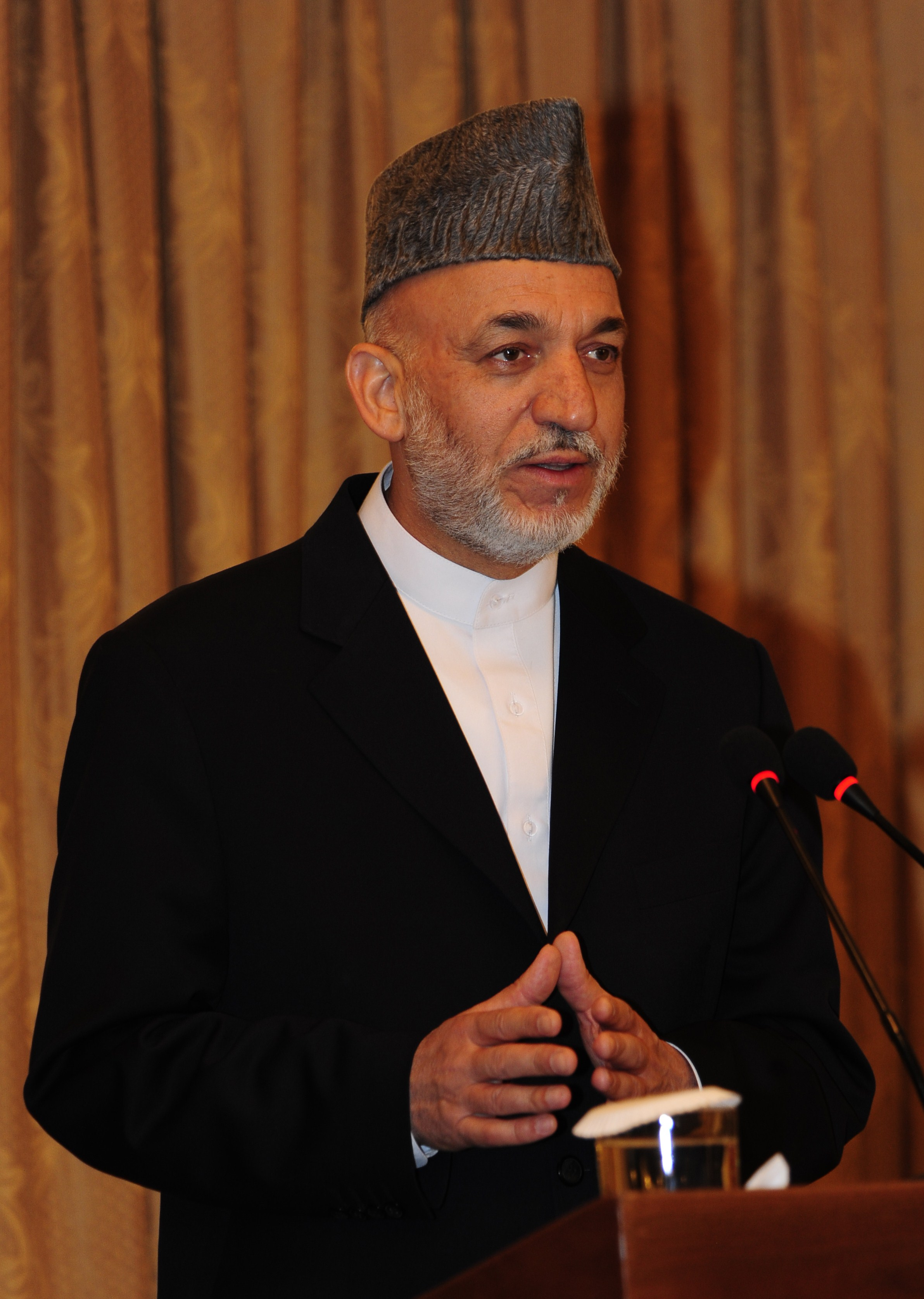
Hamid Karzai
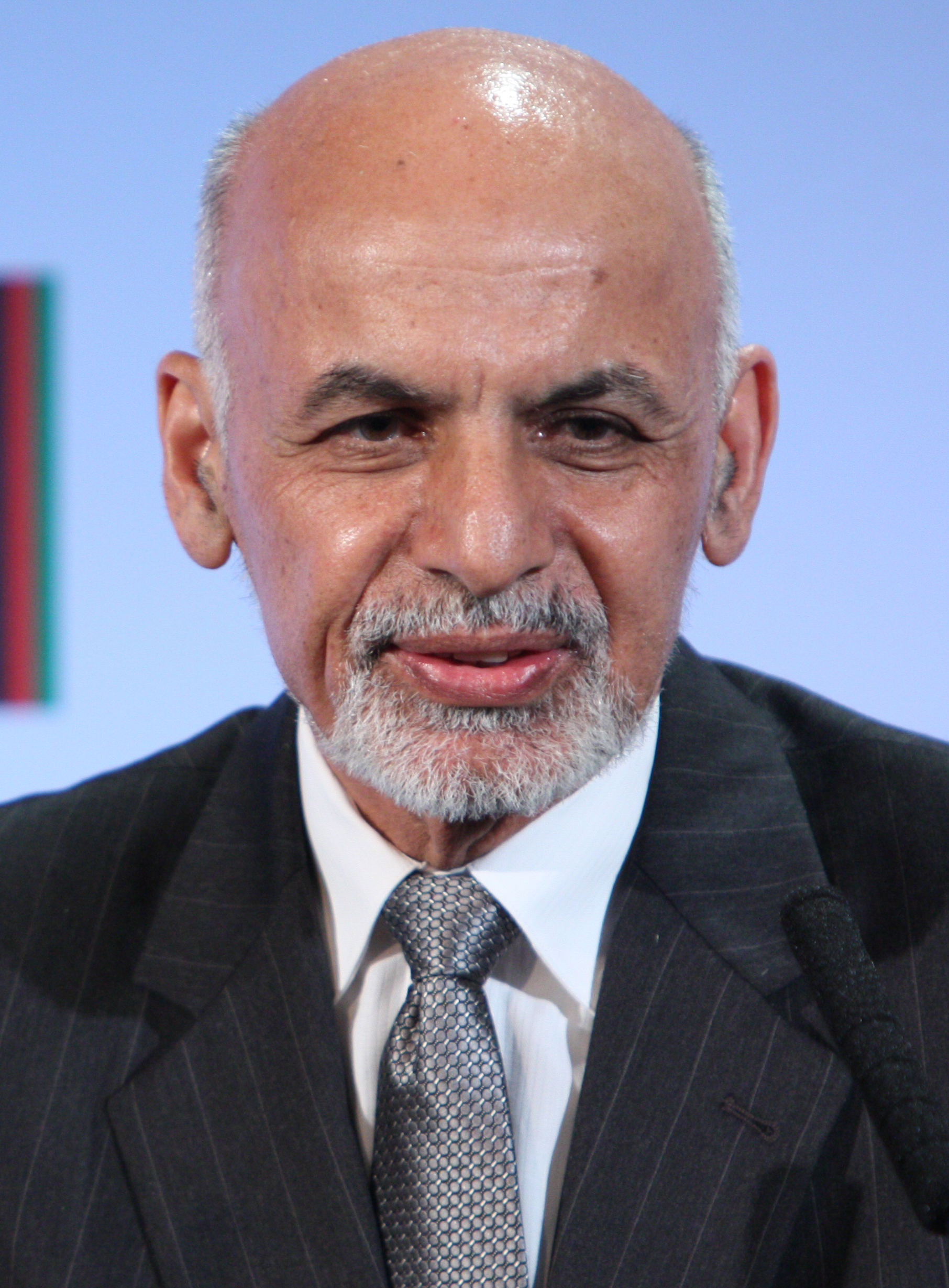
Ashraf Ghani
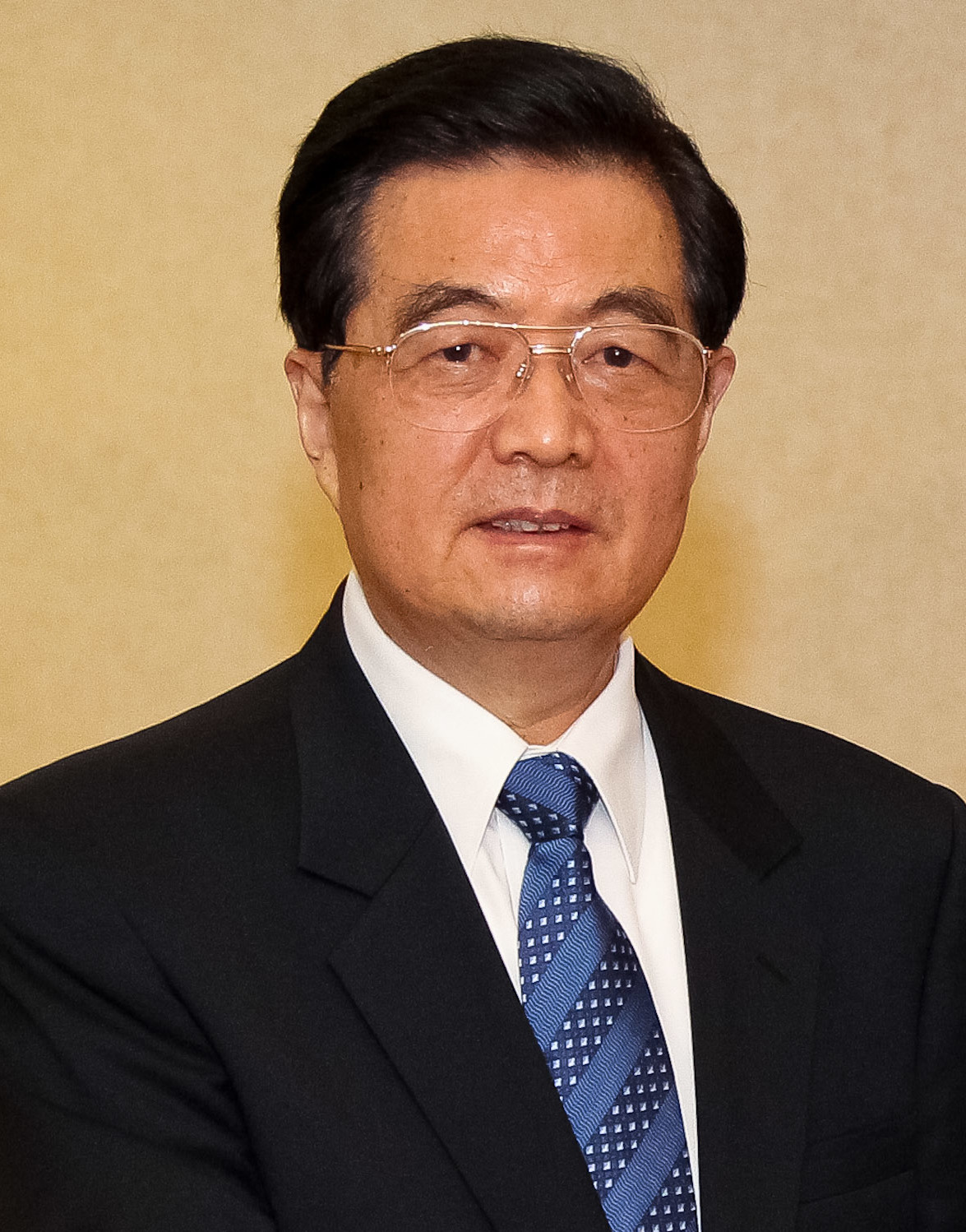
Hu Jintao
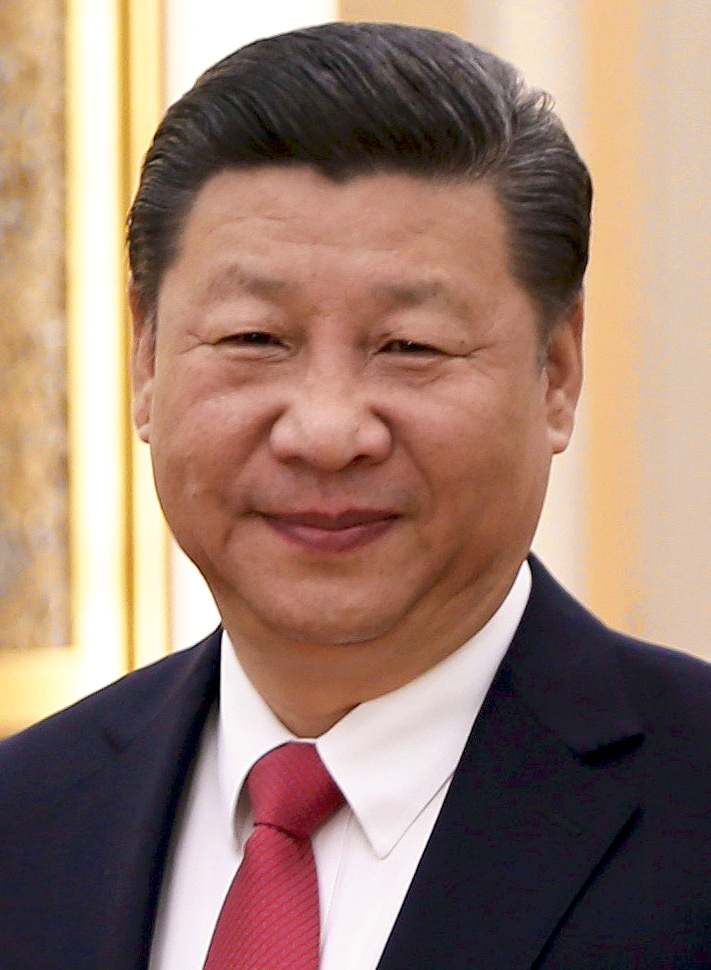
Xi Jinping
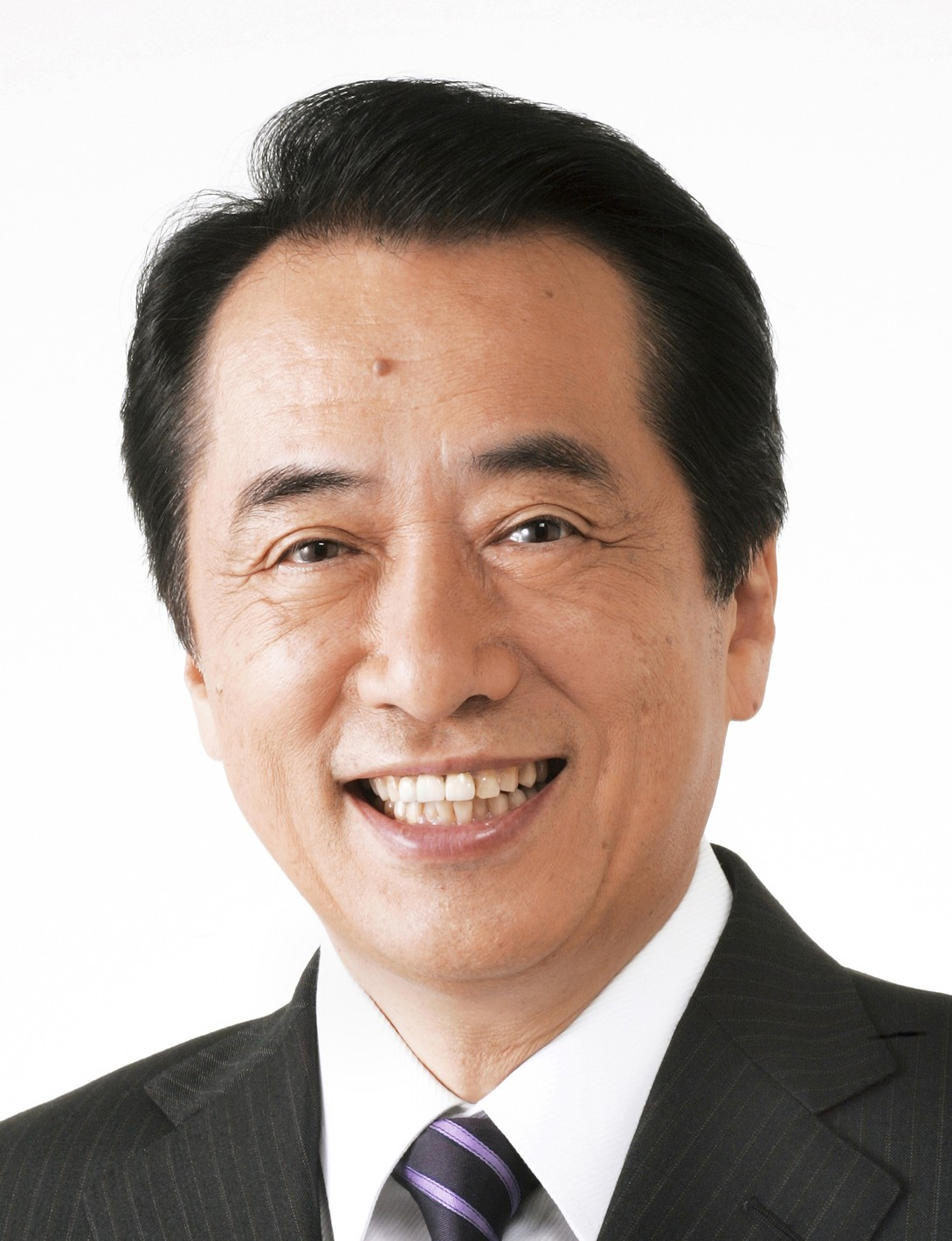
Naoto Kan
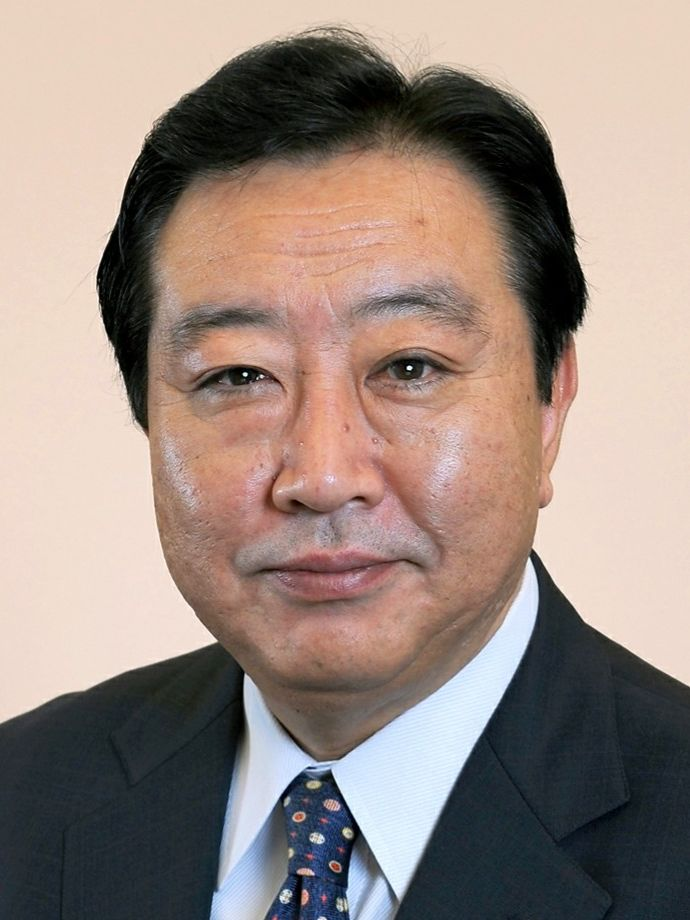
Yoshihiko Noda
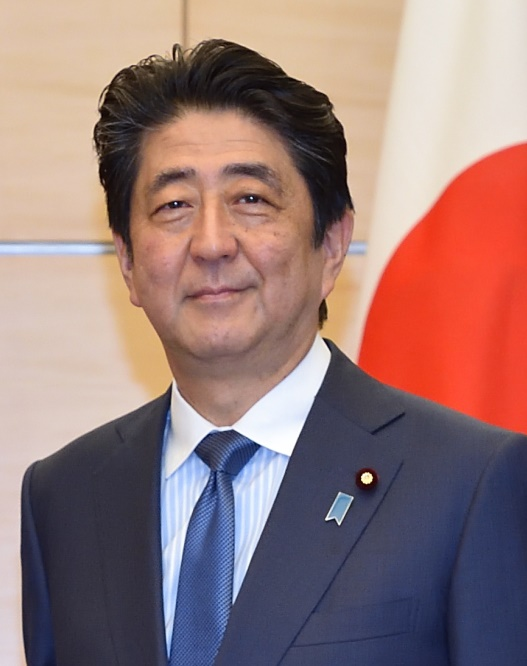
Shinzō Abe
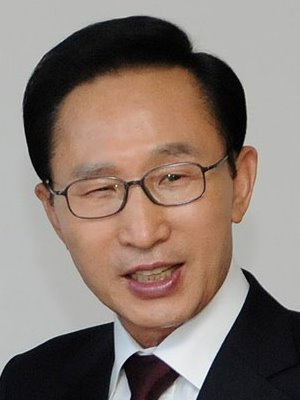
Lee Myung-bak
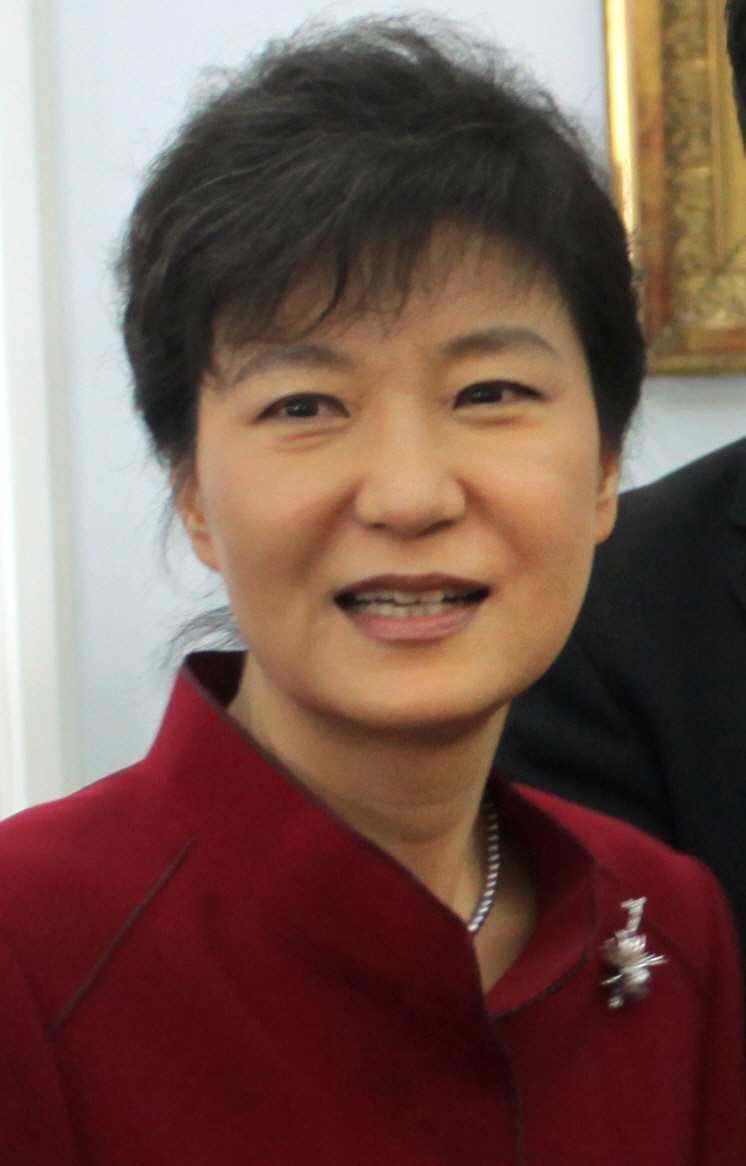
Park Geun-hye
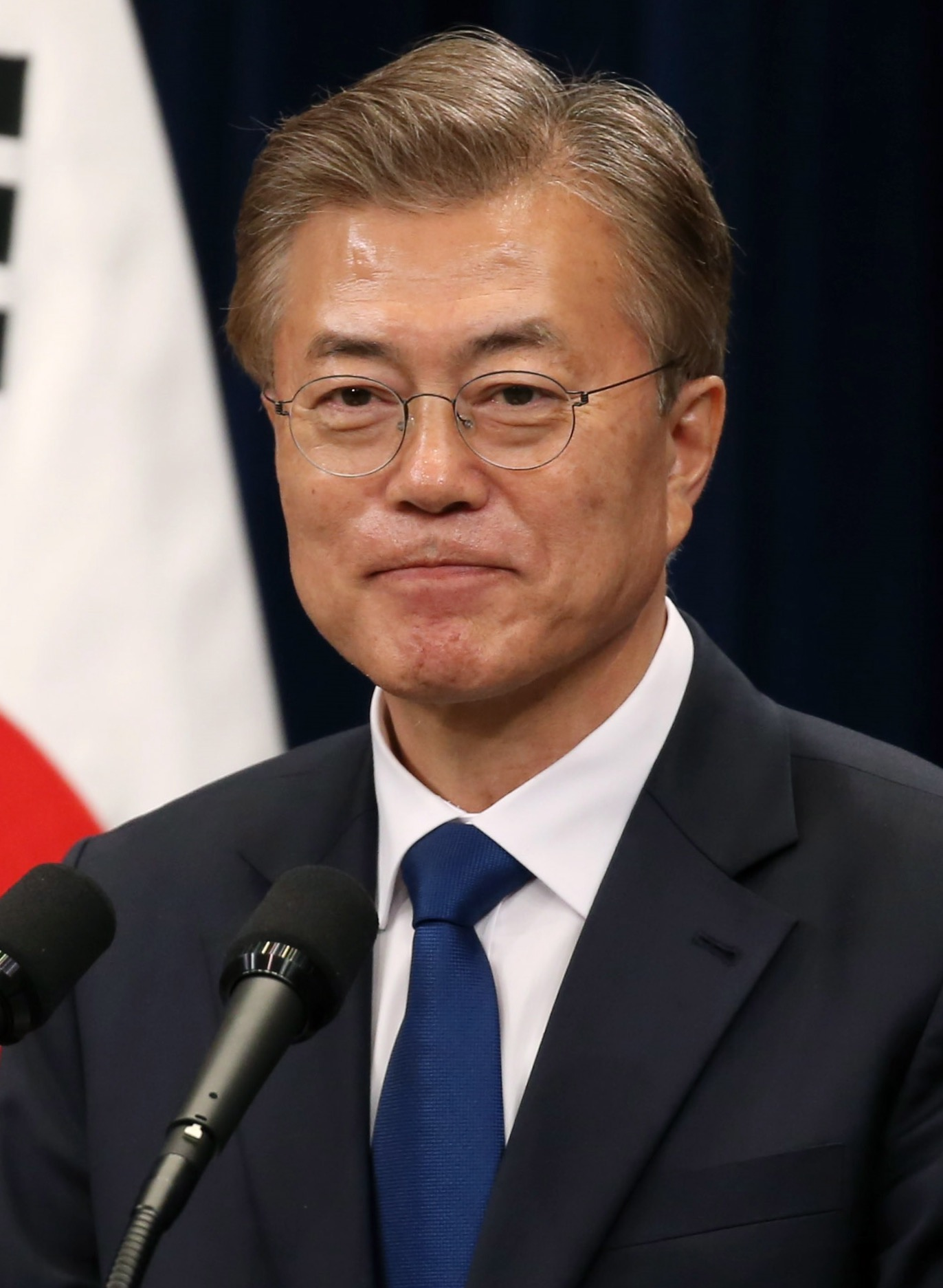
Moon Jae-in
Kim Jong-il
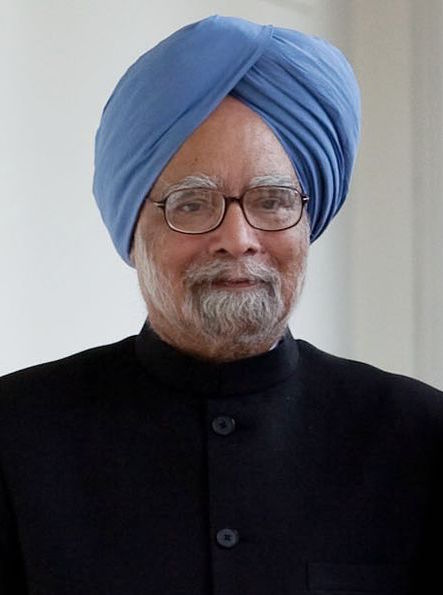
Manmohan Singh
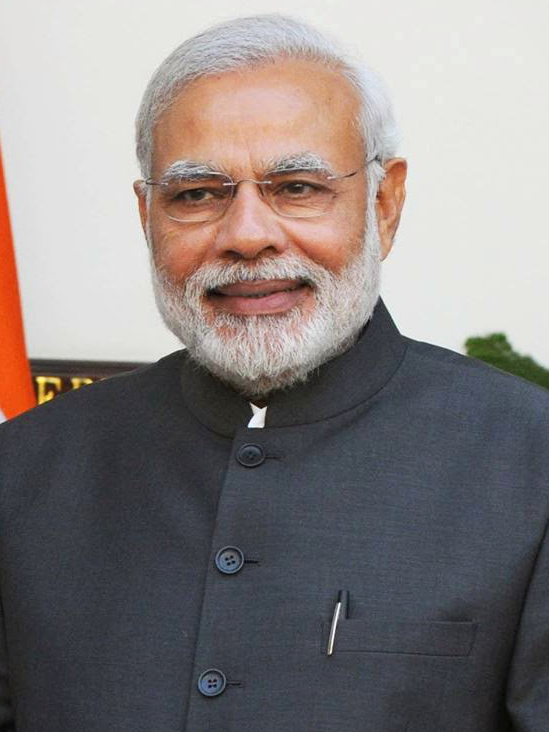
Narendra Modi
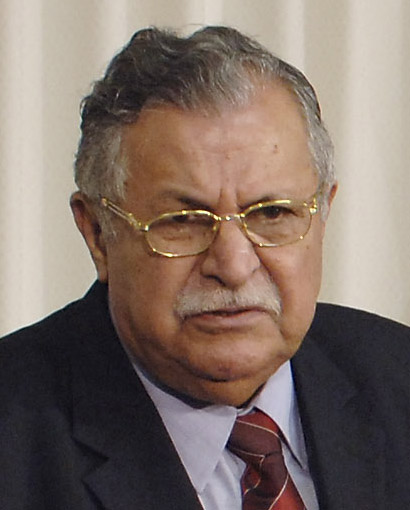
Jalal Talabani
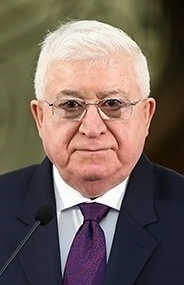
Fouad Massoum
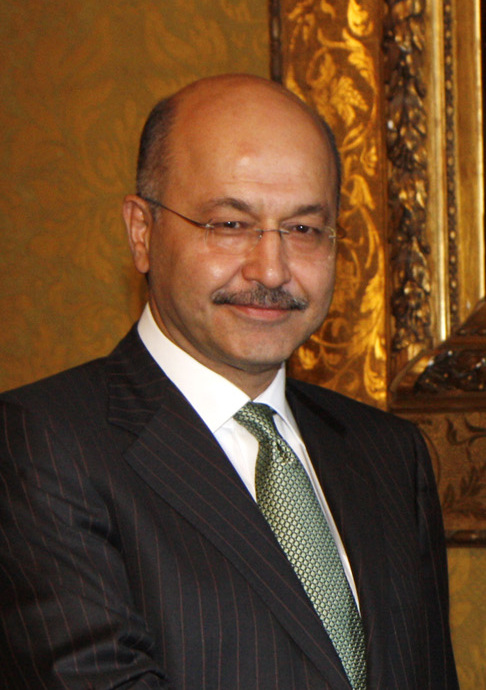
Barham Salih
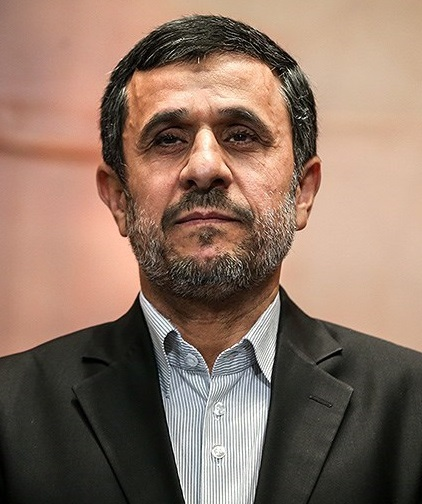
Mahmoud Ahmadinejad
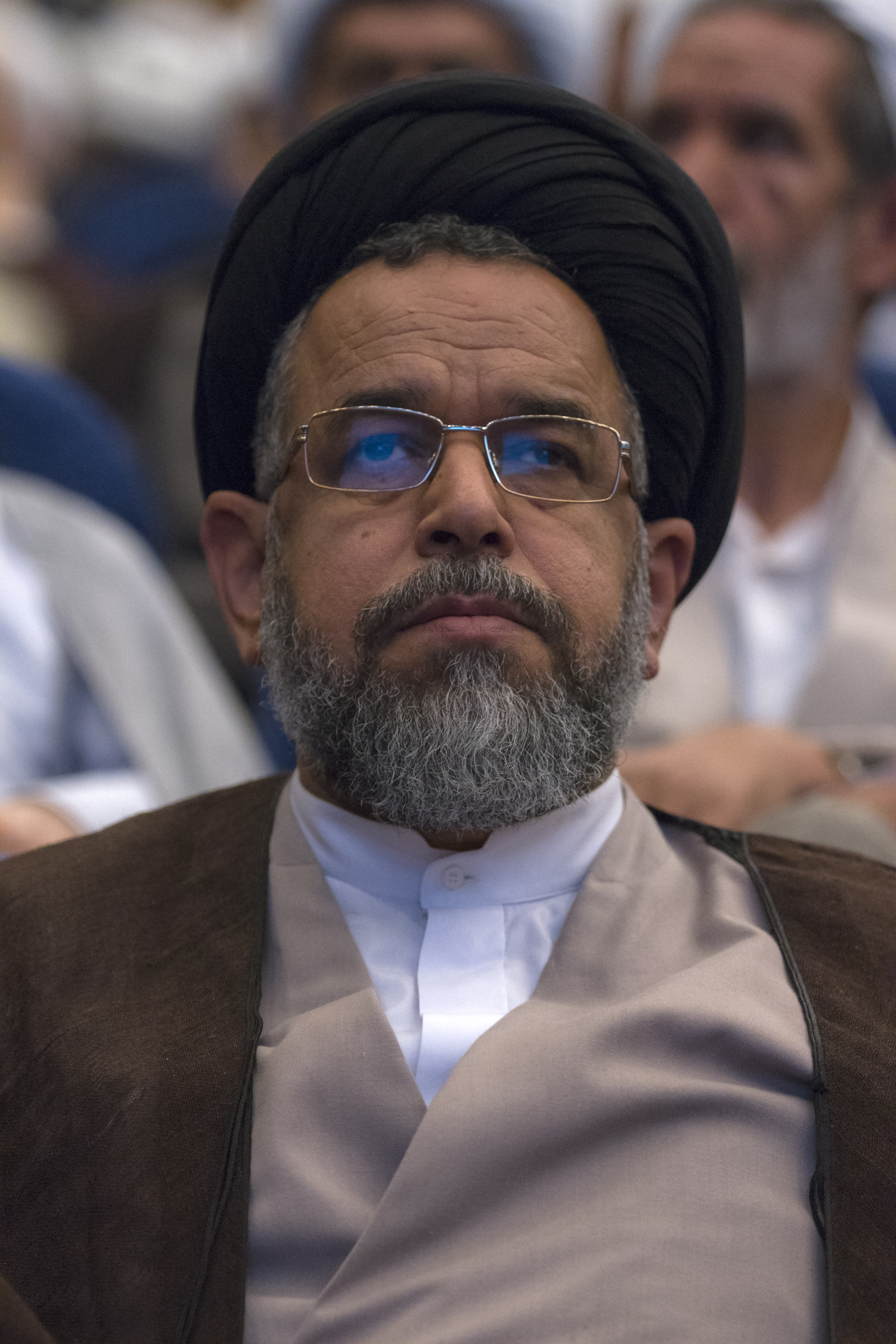
Hassan Rohani
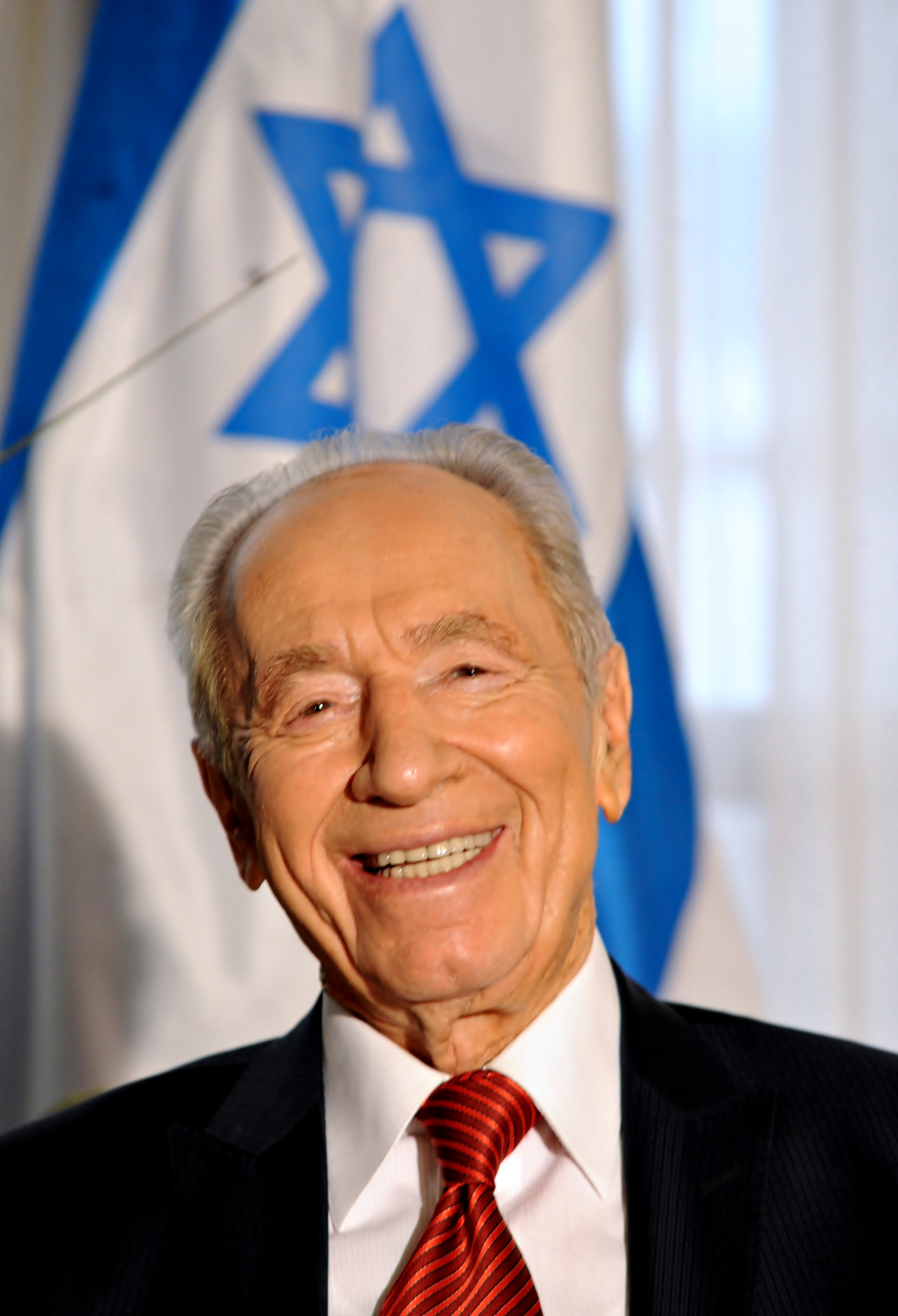
Shimon Peres
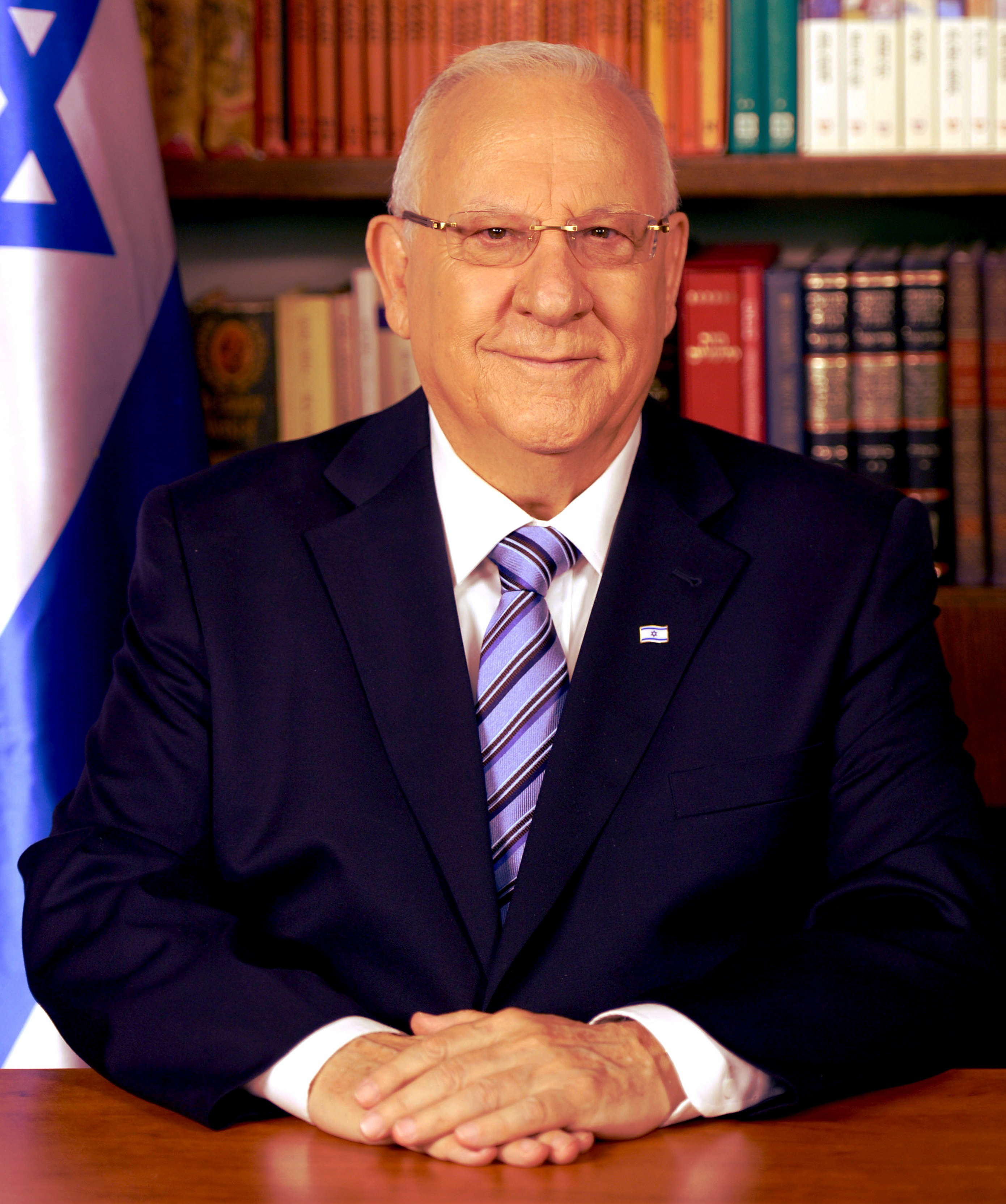
Reuven Rivlin
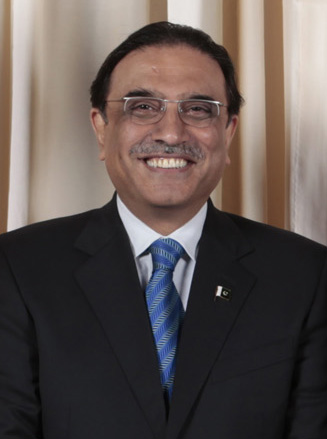
Asif Ali Zardari
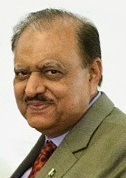
Mamnoon Hussain
Arif Alvi
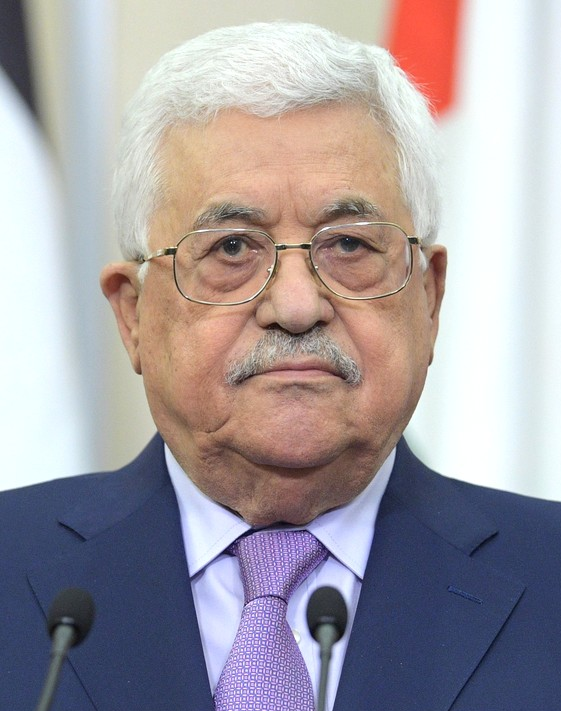
Mahmoud Abbas
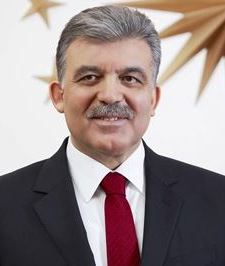
Abdullah Gül
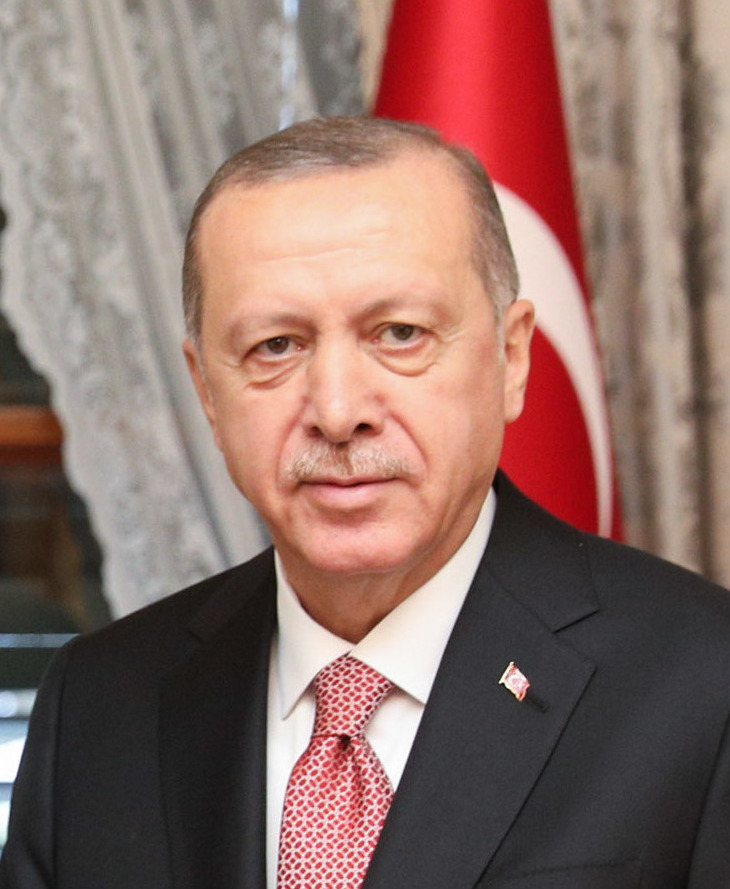
Recep Tayyip Erdoğan
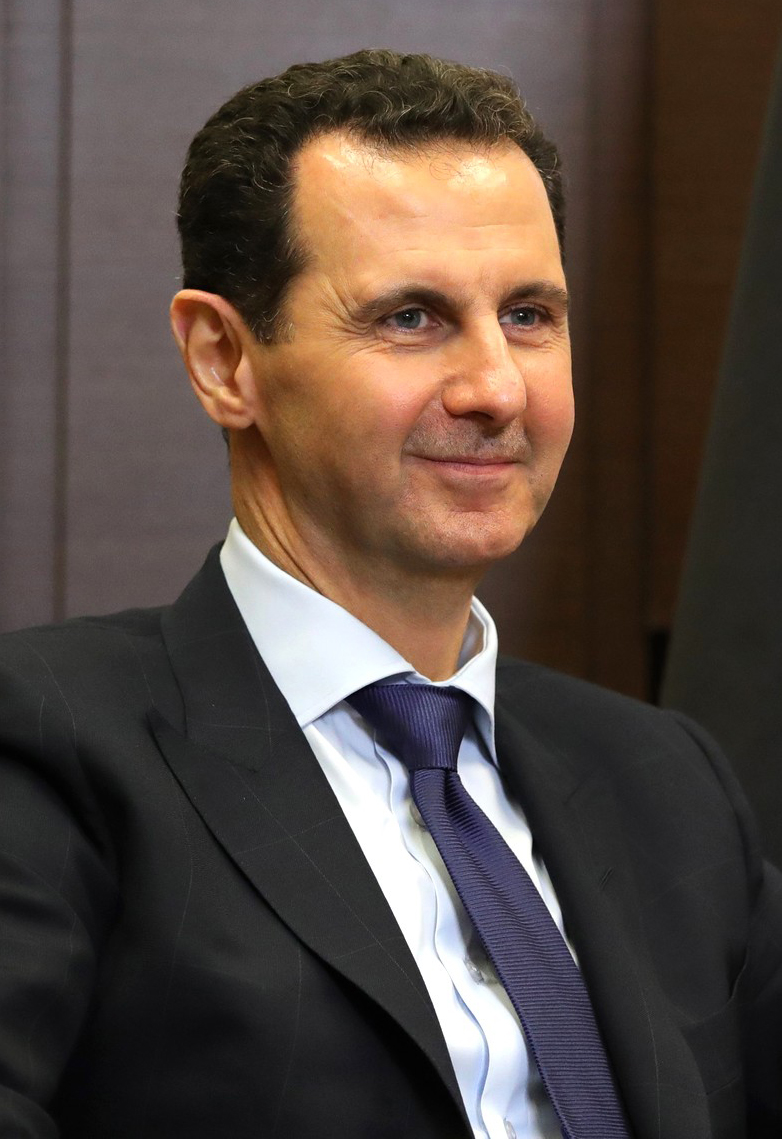
Bachar el-Assad
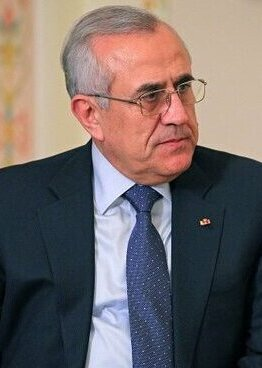
Michel Sleiman
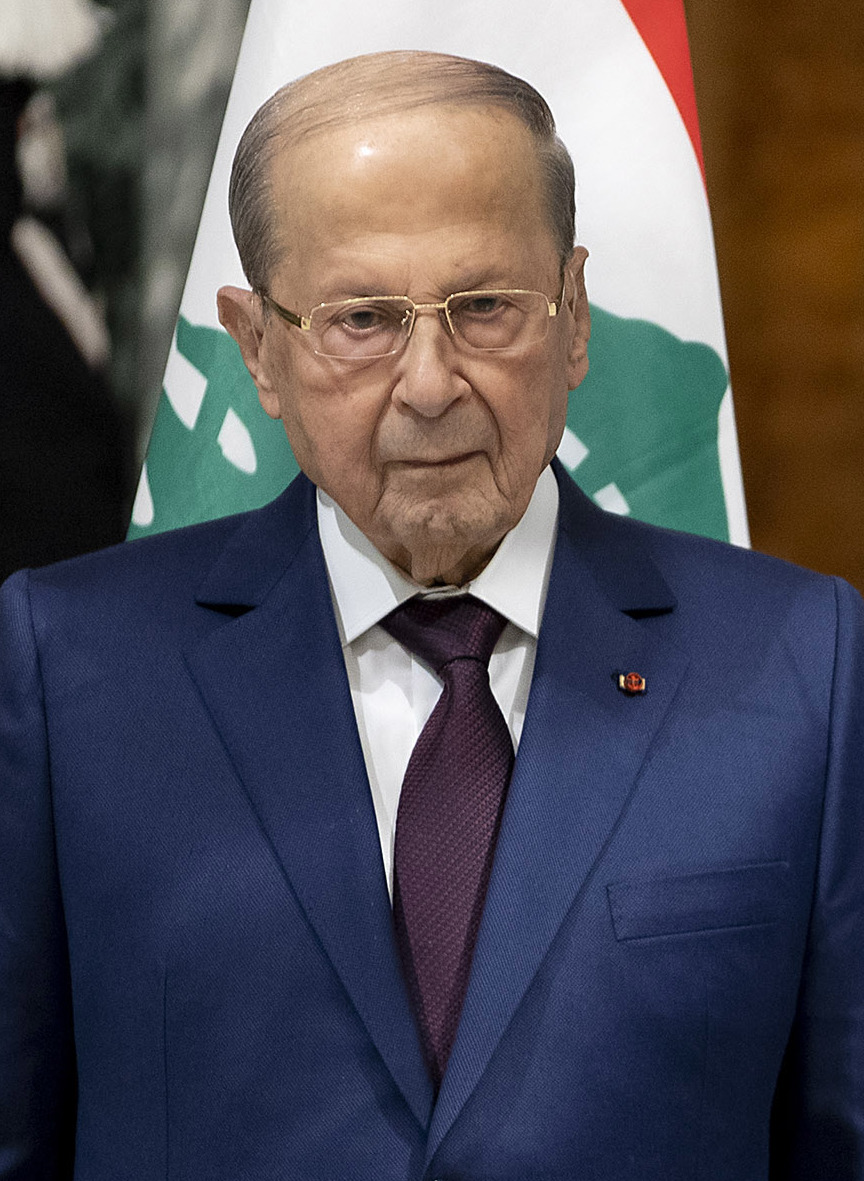
Michel Aoun

Chefs d'État européens
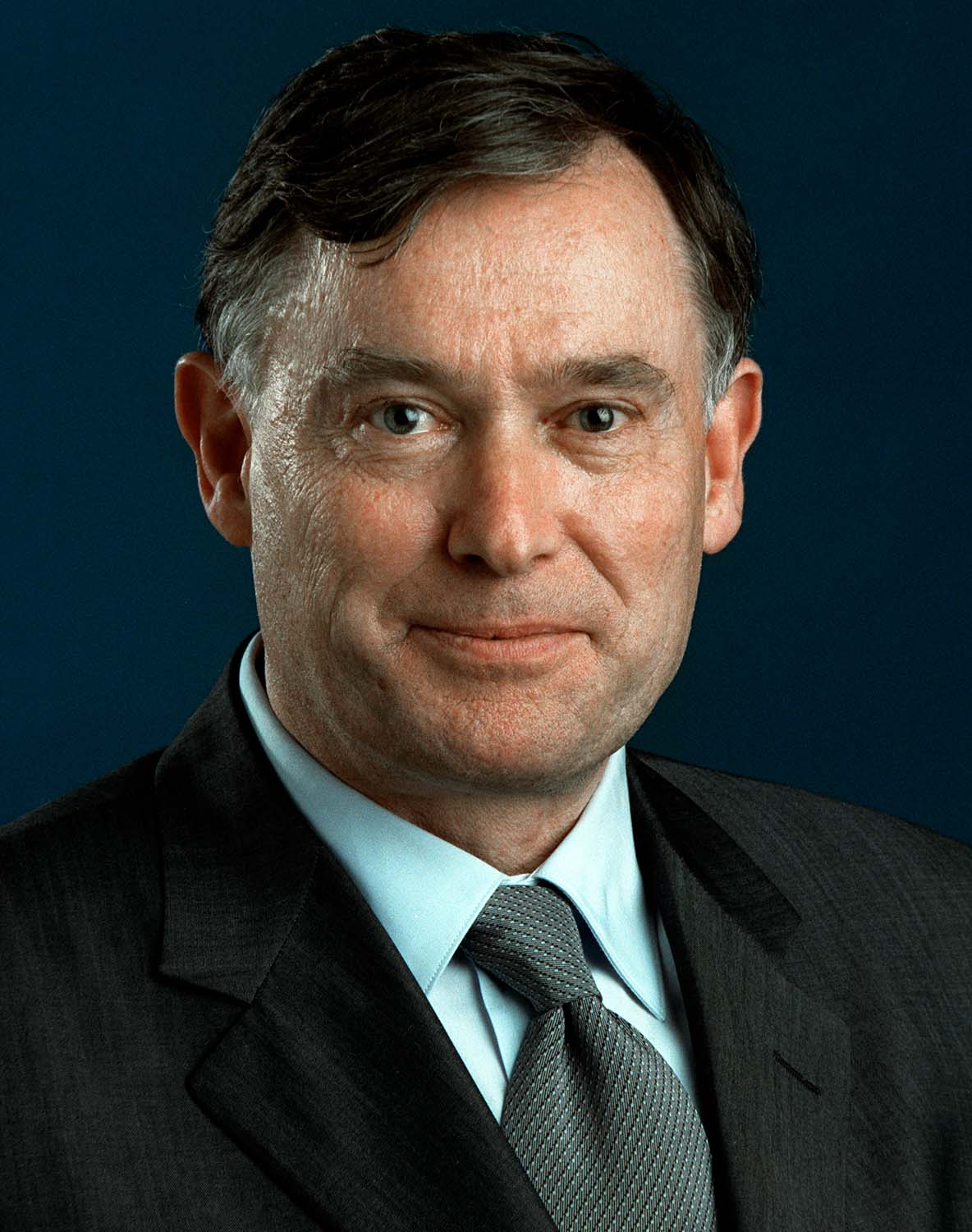
Horst Köhler
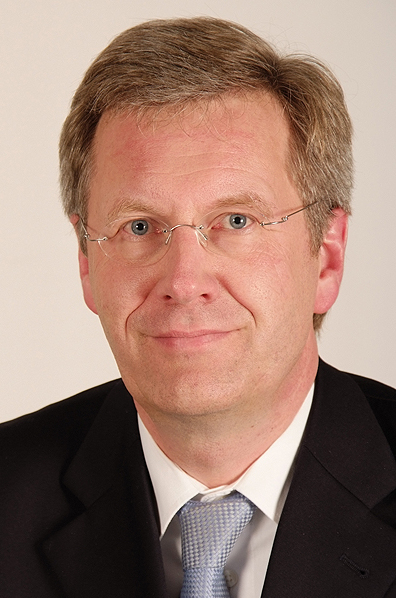
Christian Wulff
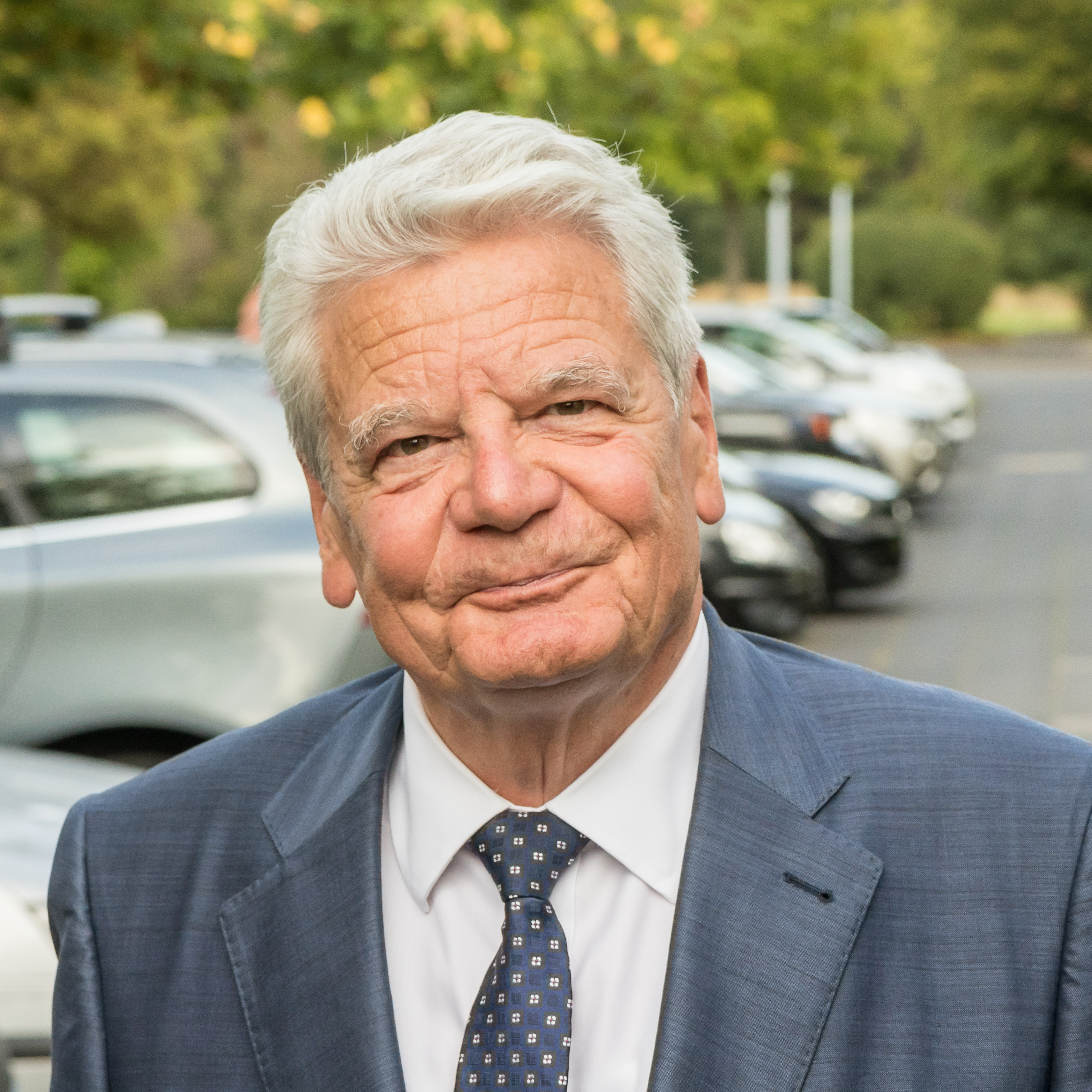
Joachim Gauck
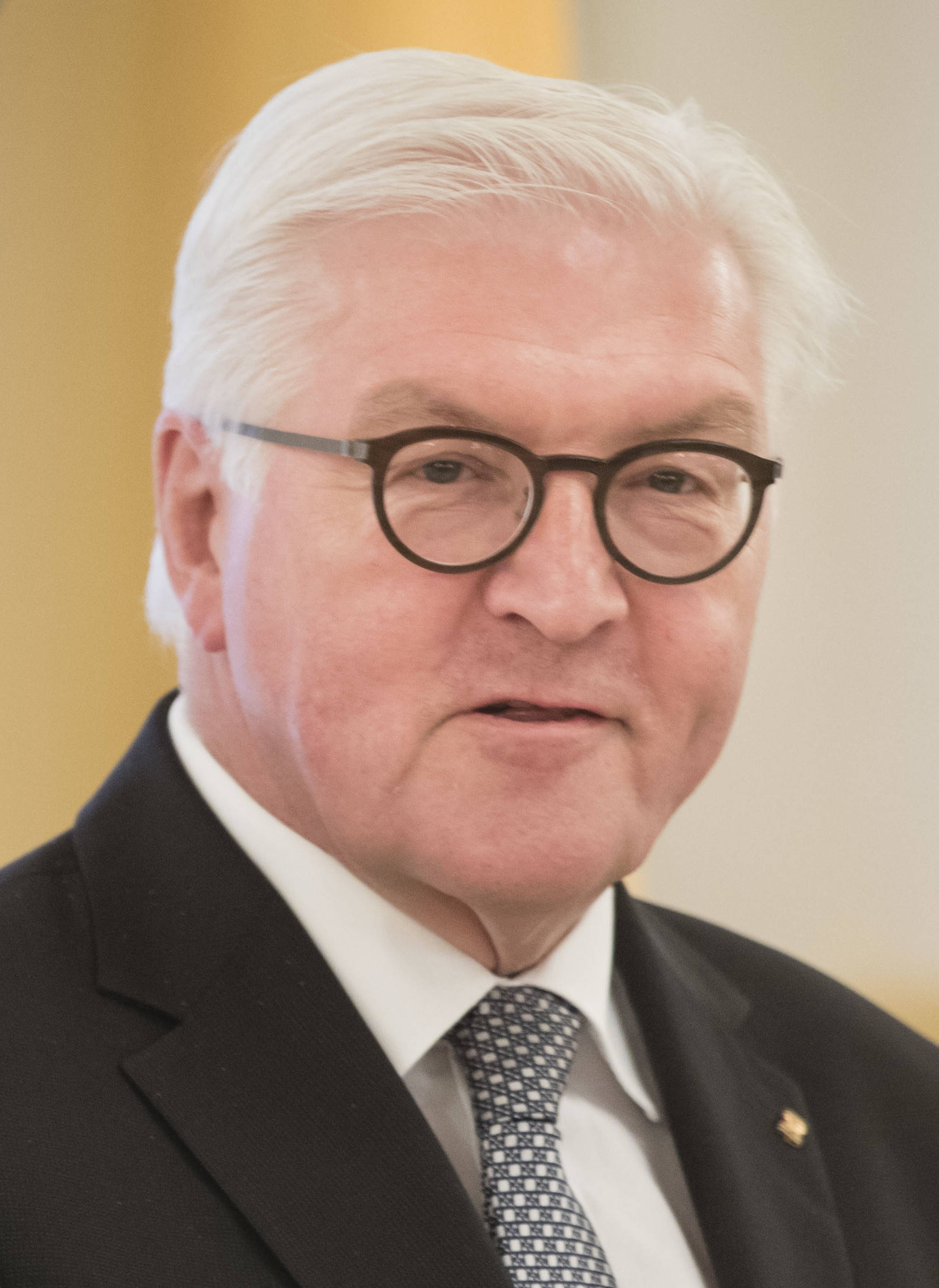
Frank-Walter Steinmeier
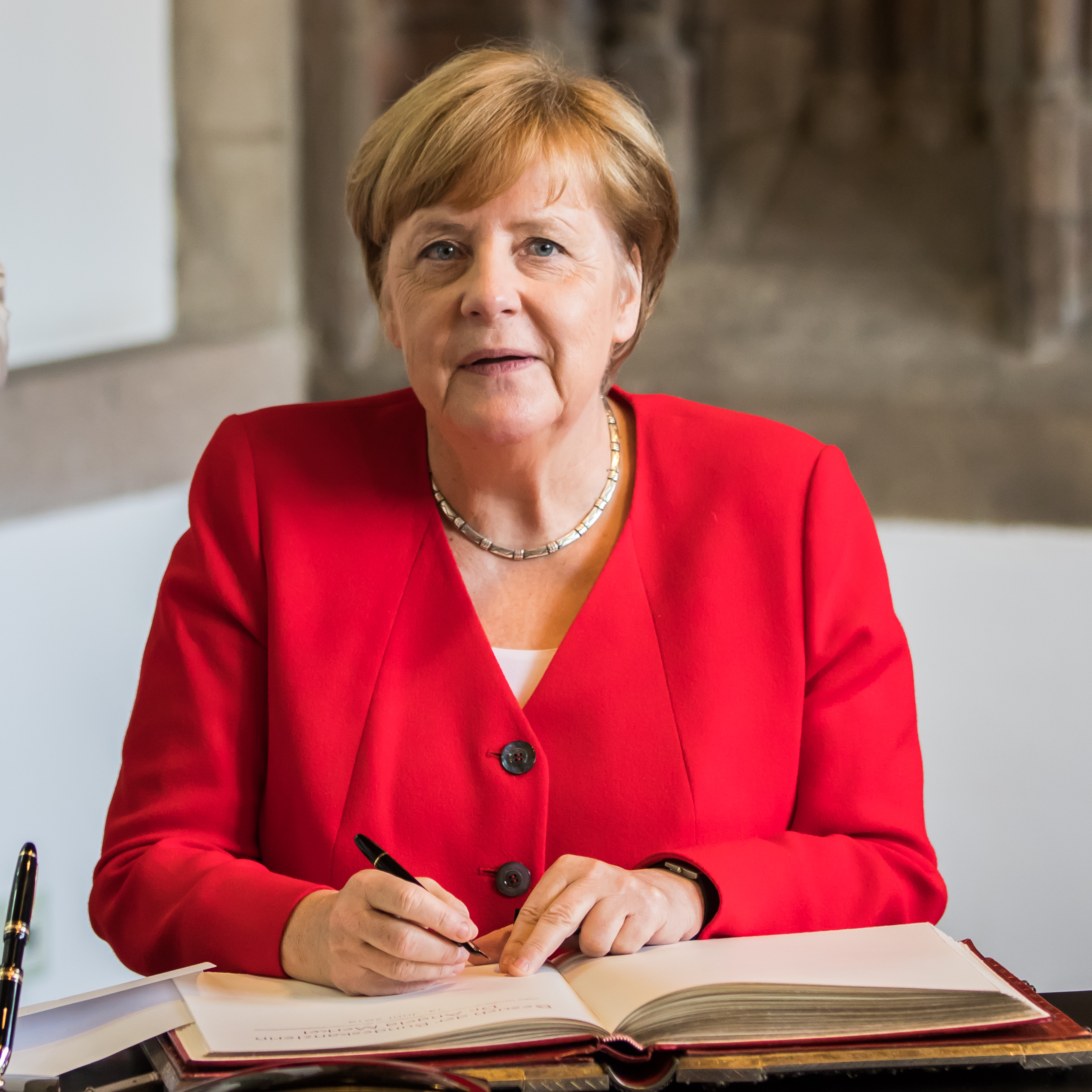
Angela Merkel
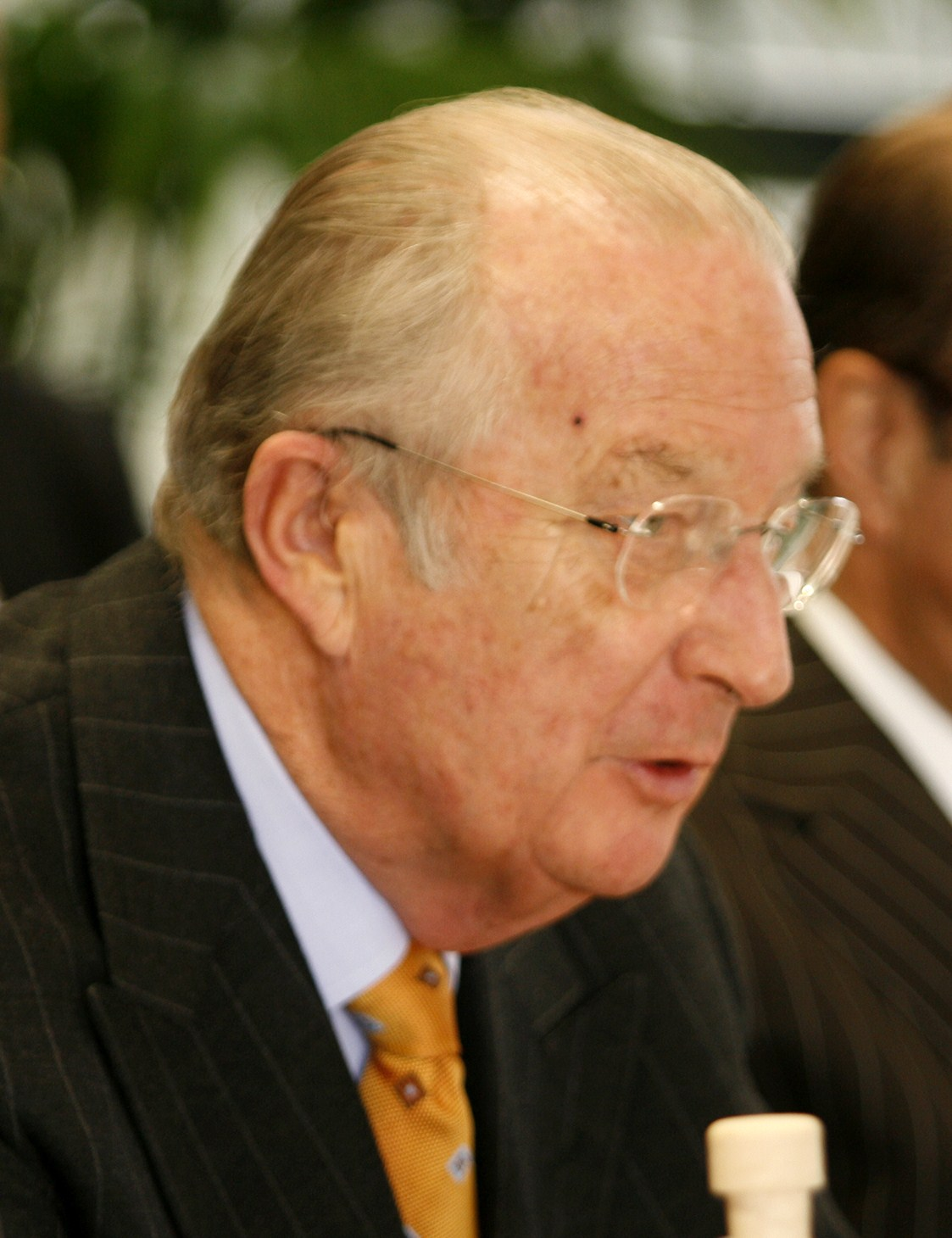
Albert II (roi des Belges)
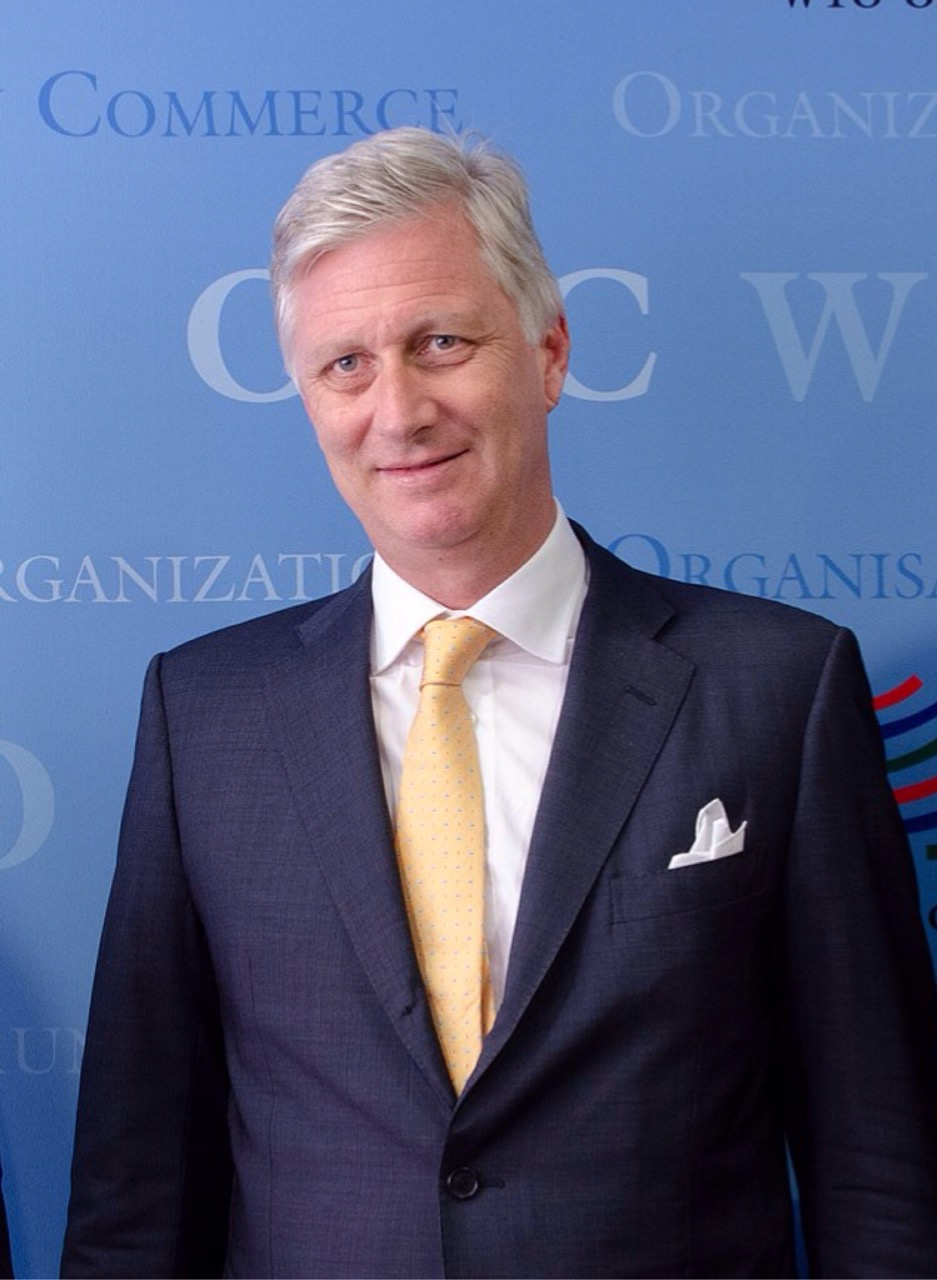
Philippe (roi des Belges)
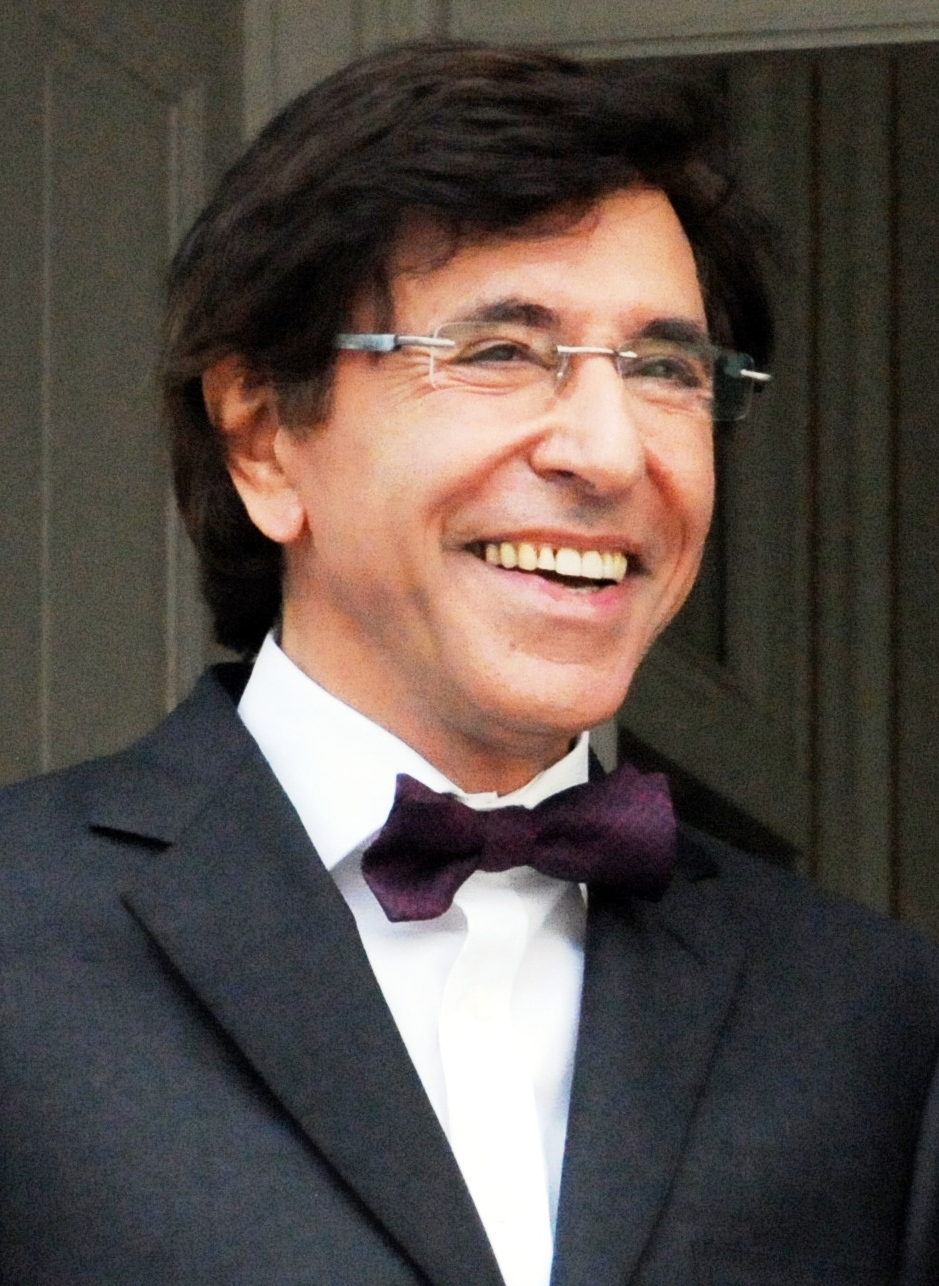
Elio Di Rupo
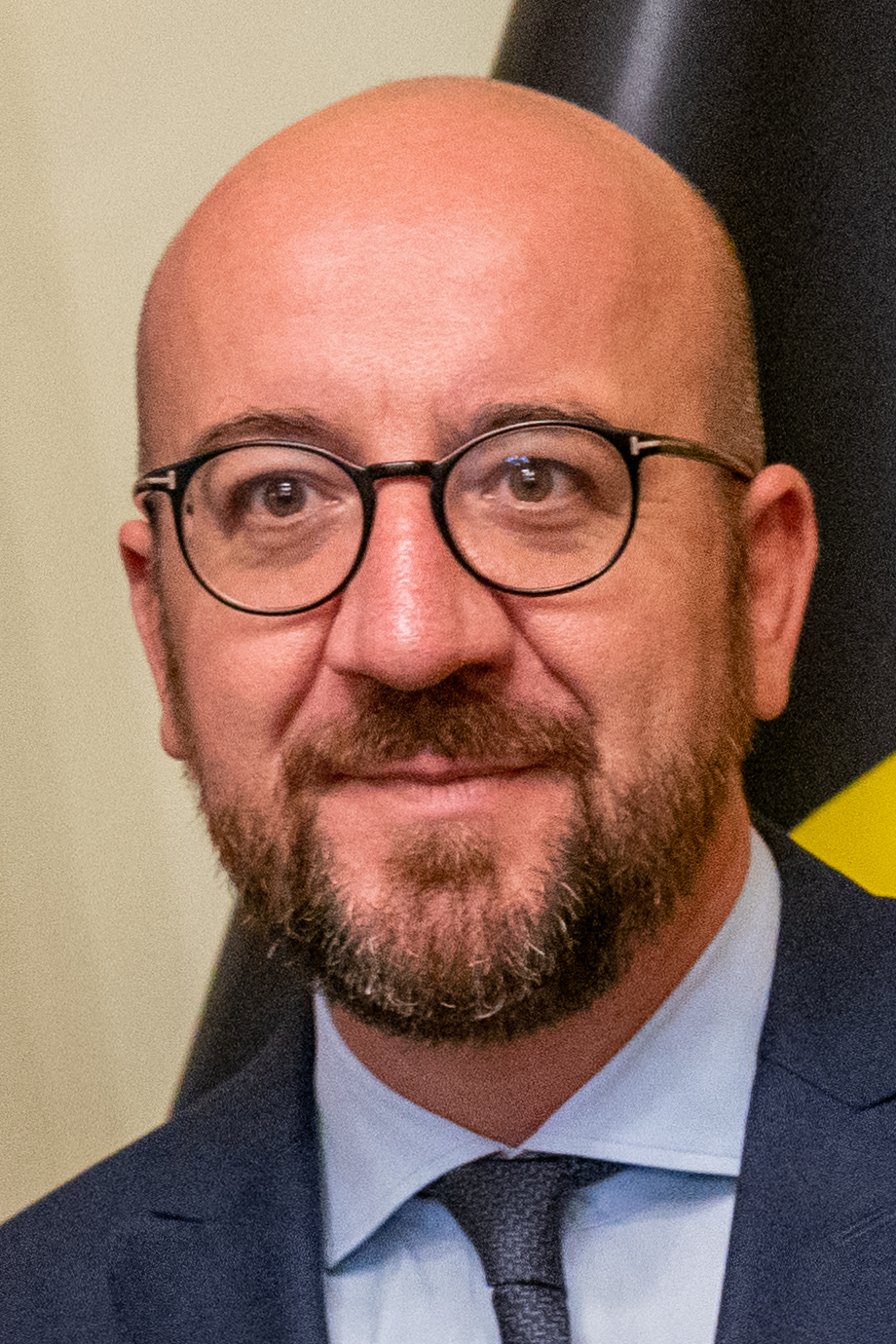
Charles Michel
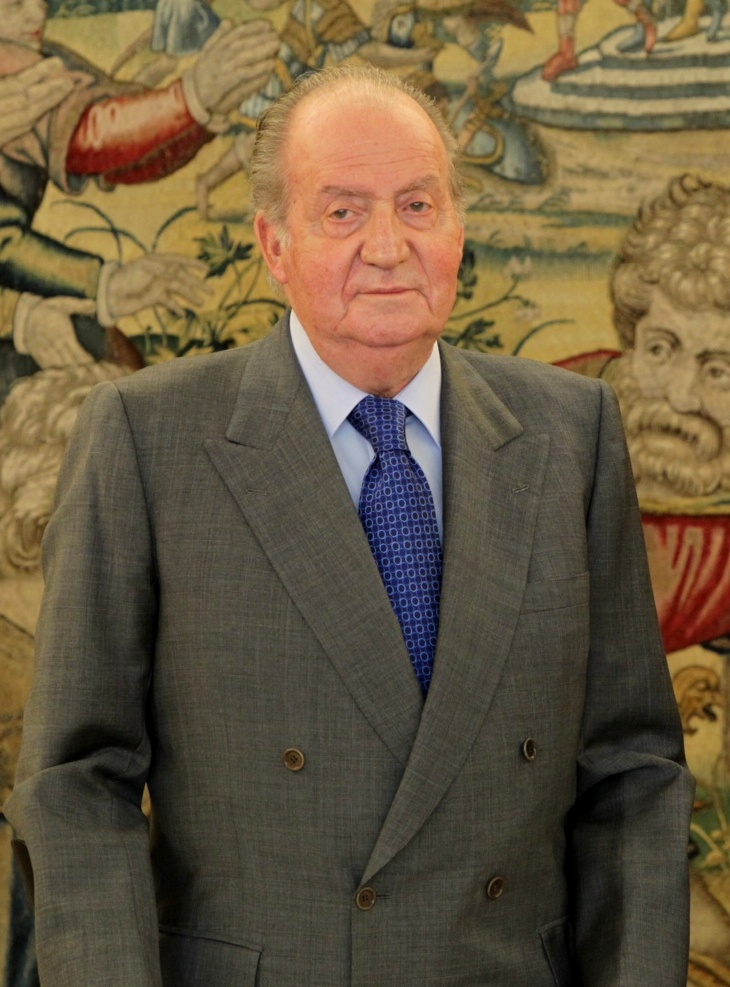
Juan Carlos Ier
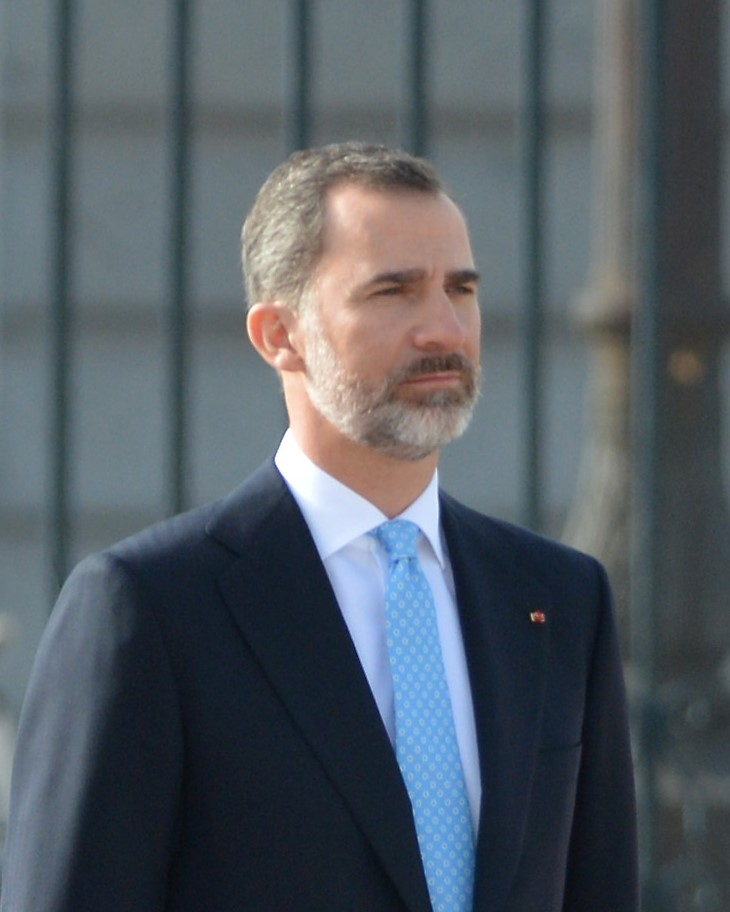
Felipe VI
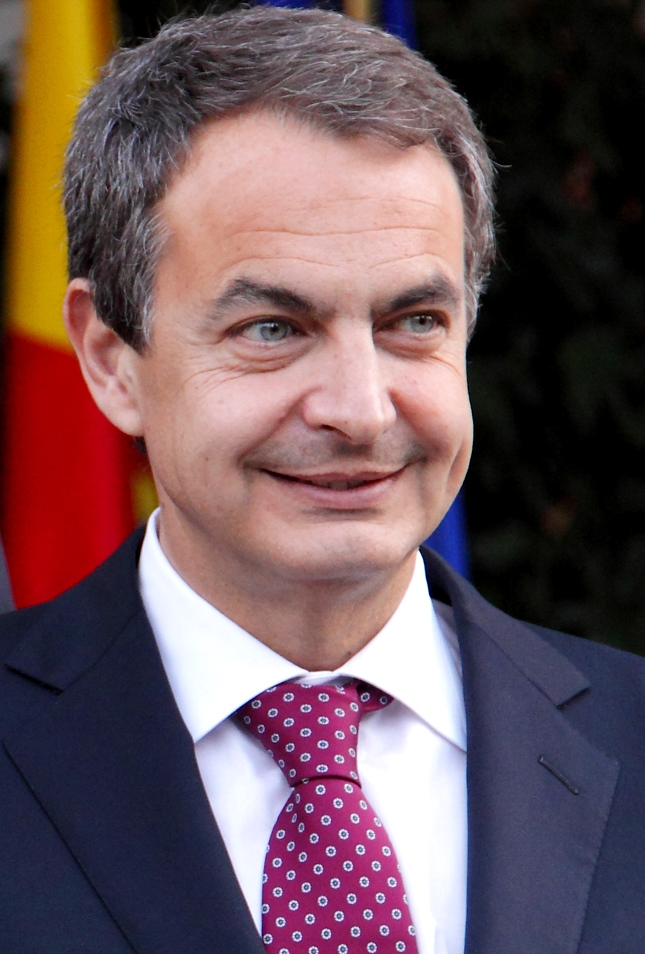
José Luis Rodríguez Zapatero
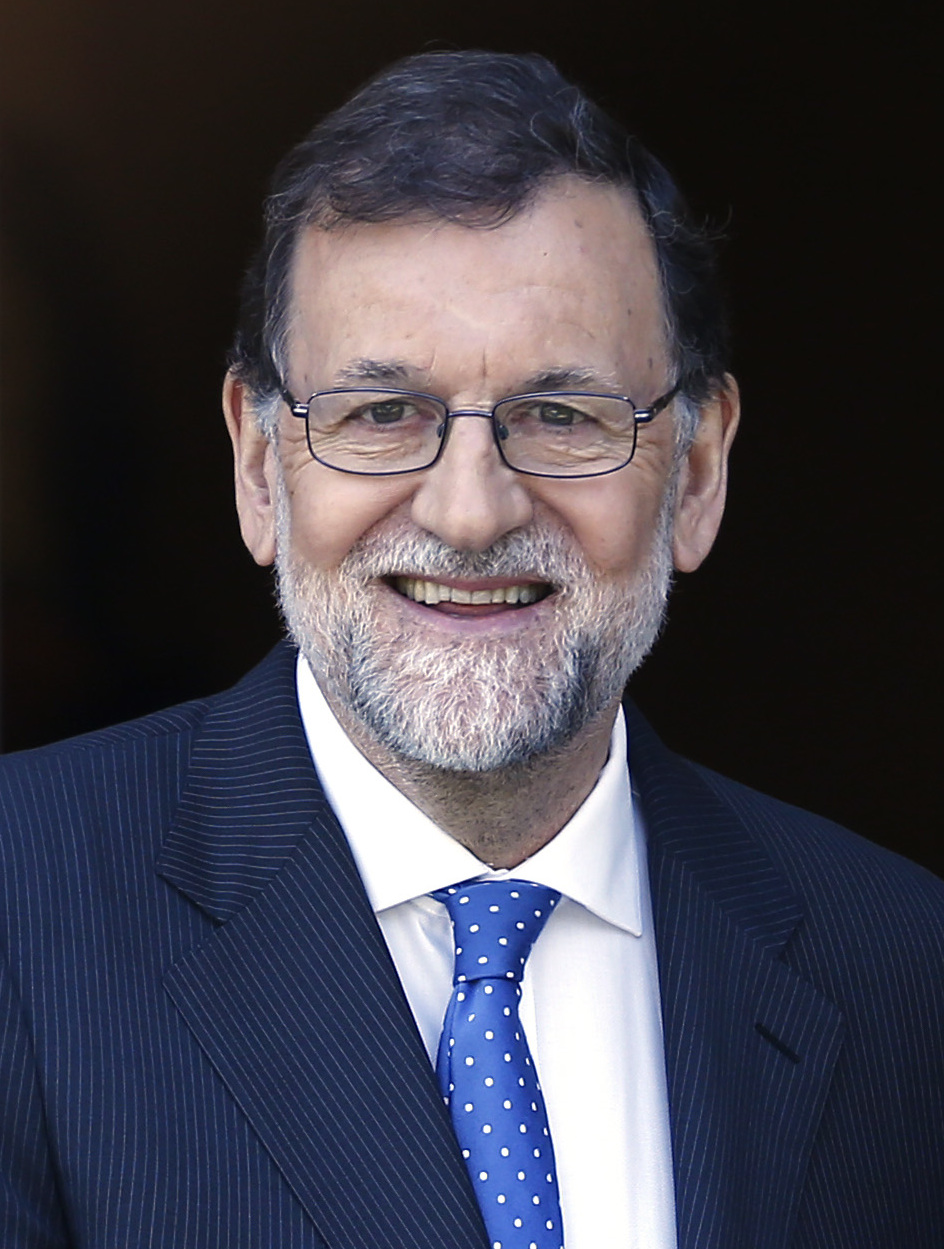
Mariano Rajoy
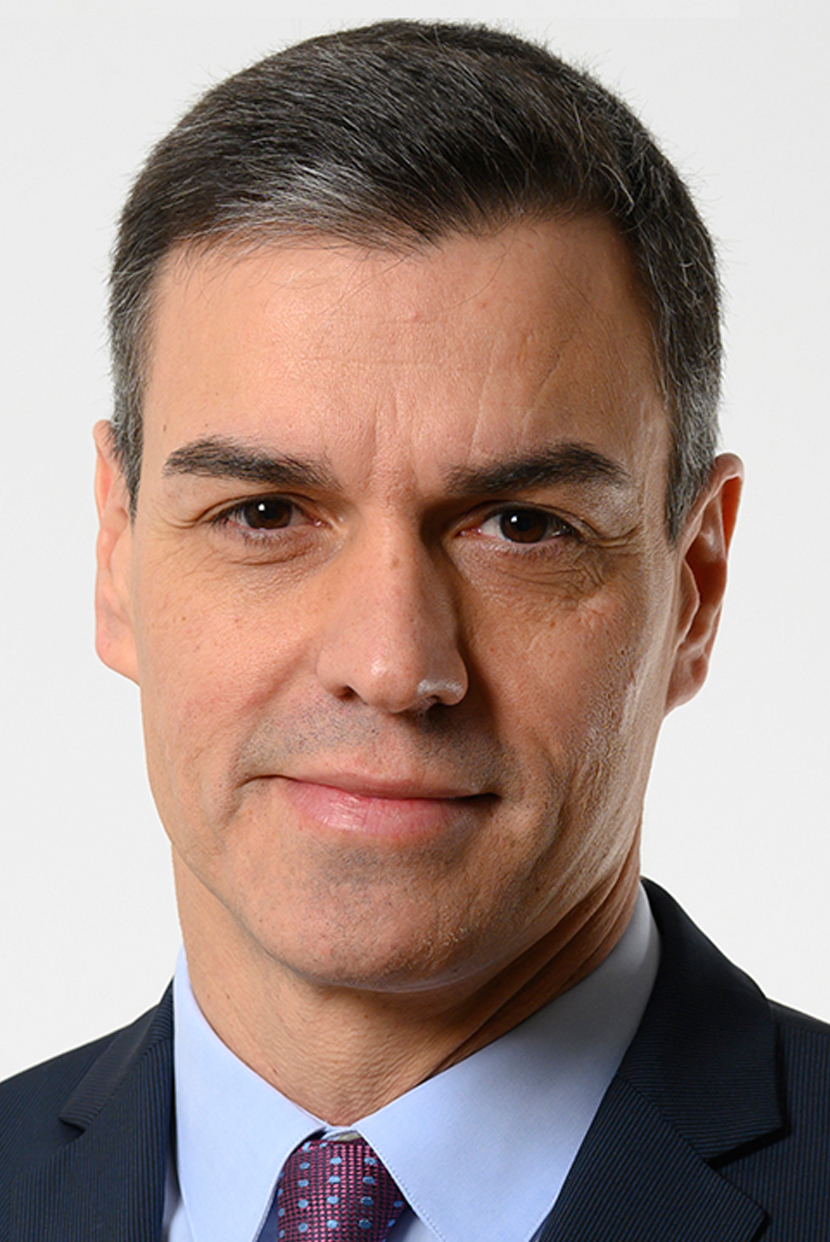
Pedro Sánchez
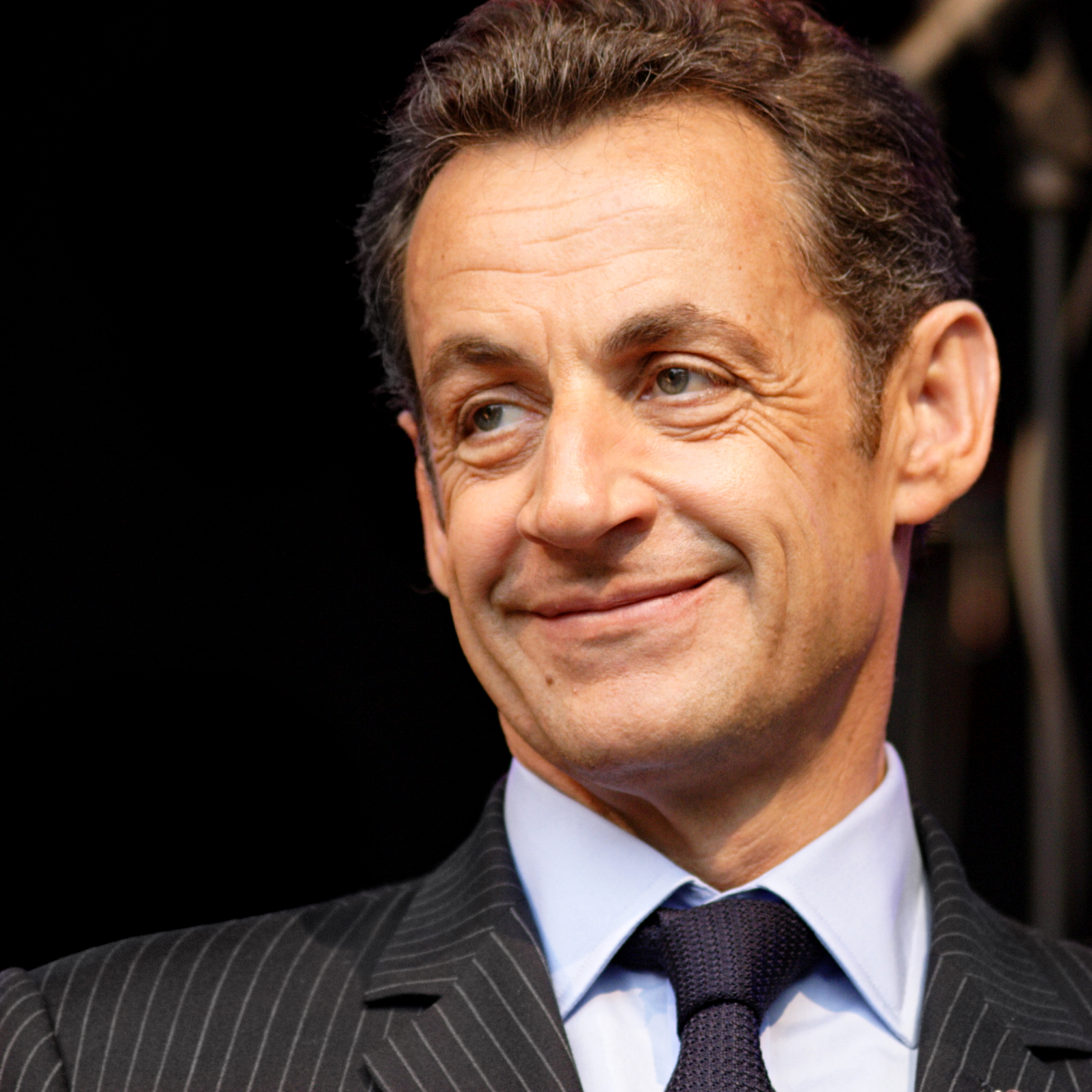
Nicolas Sarkozy
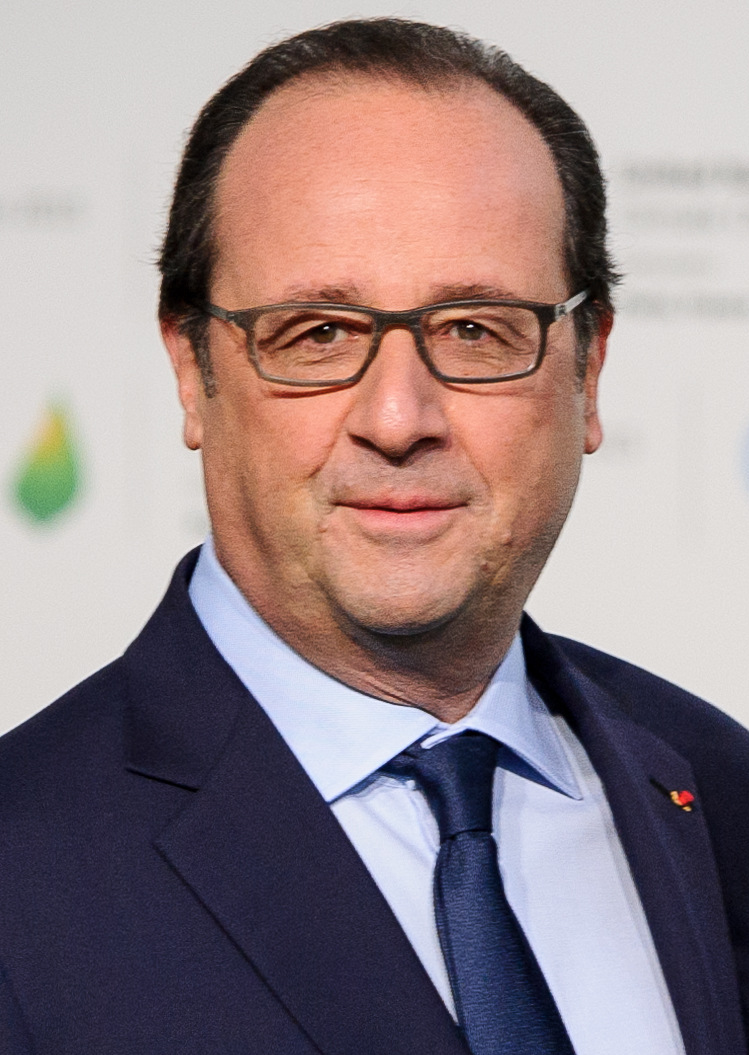
François Hollande
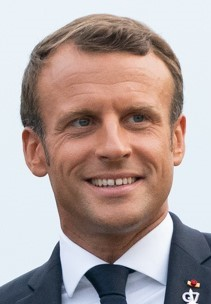
Emmanuel Macron
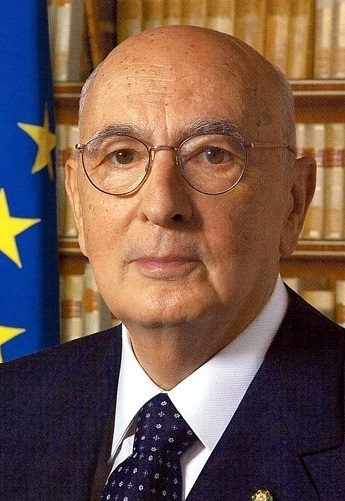
Giorgio Napolitano
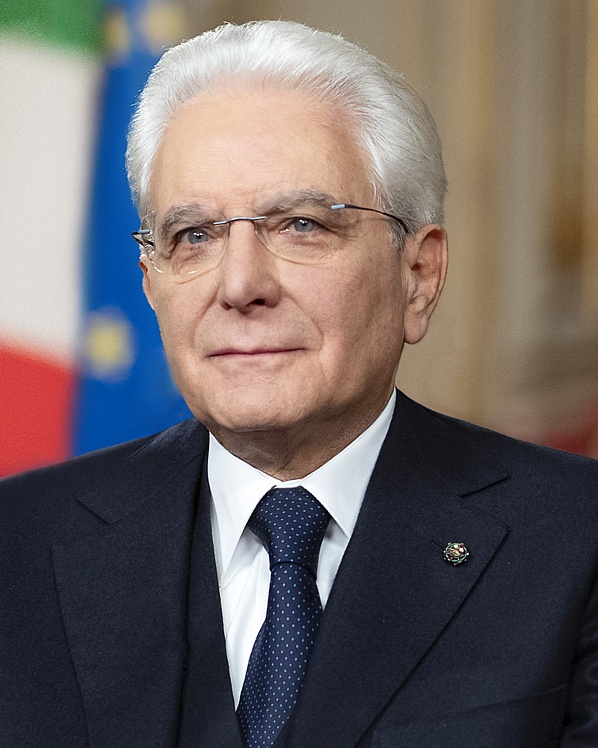
Sergio Mattarella
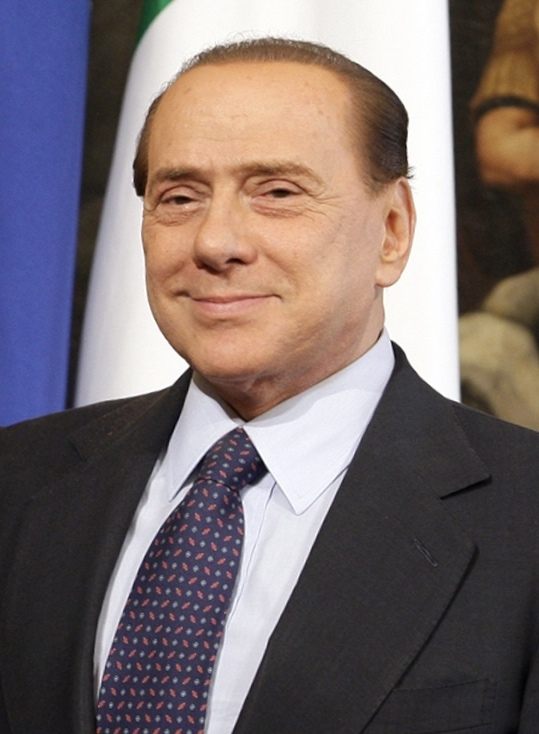
Silvio Berlusconi
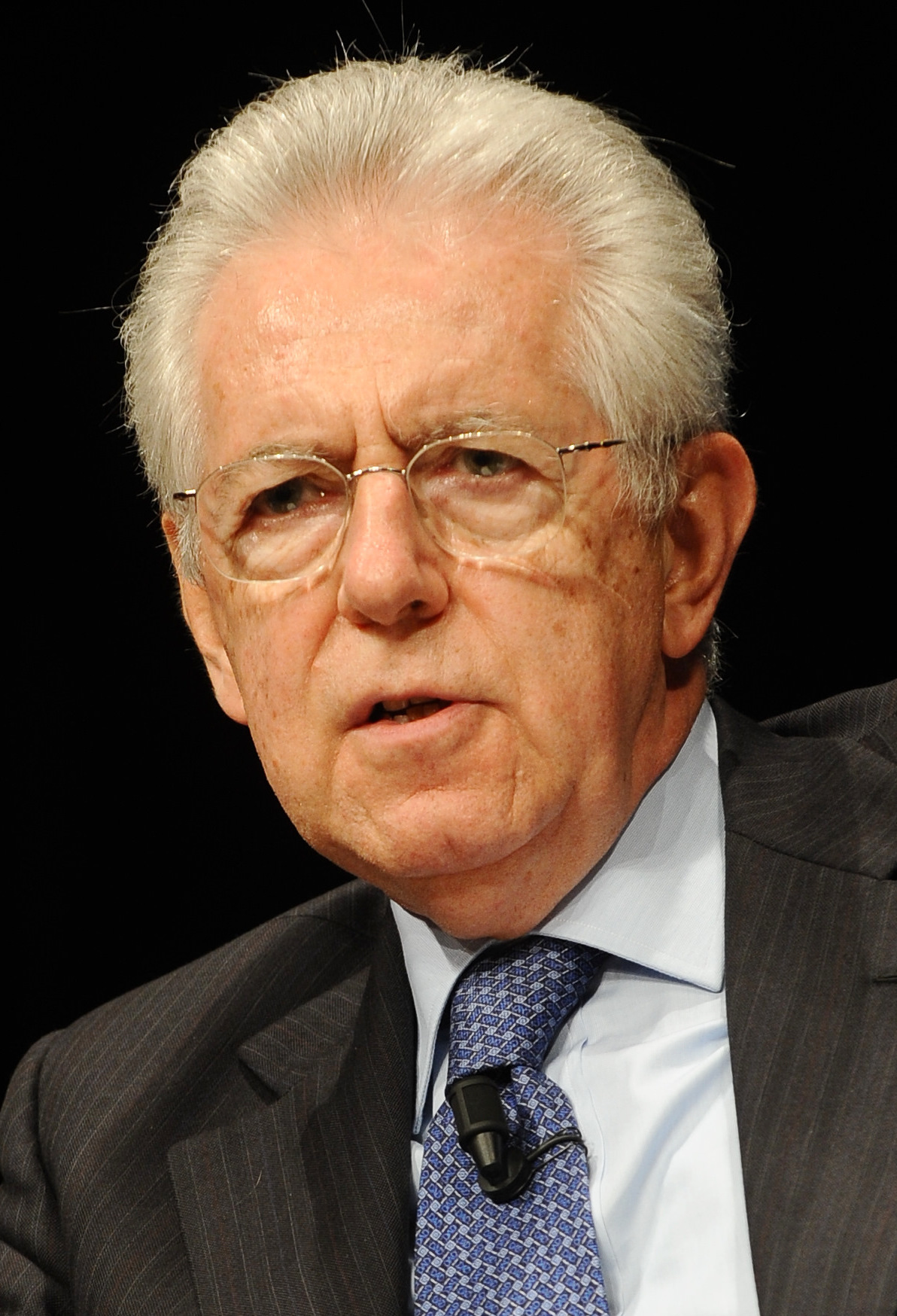
Mario Monti
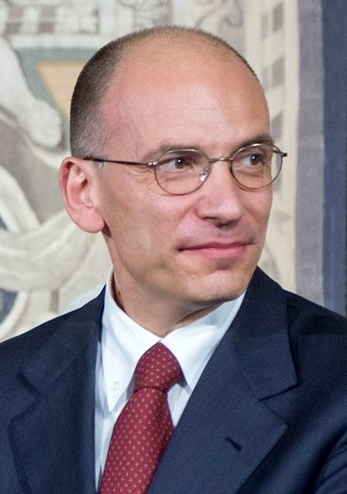
Enrico Letta
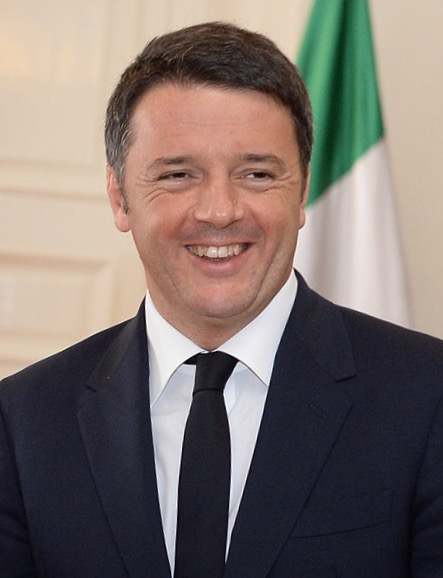
Matteo Renzi
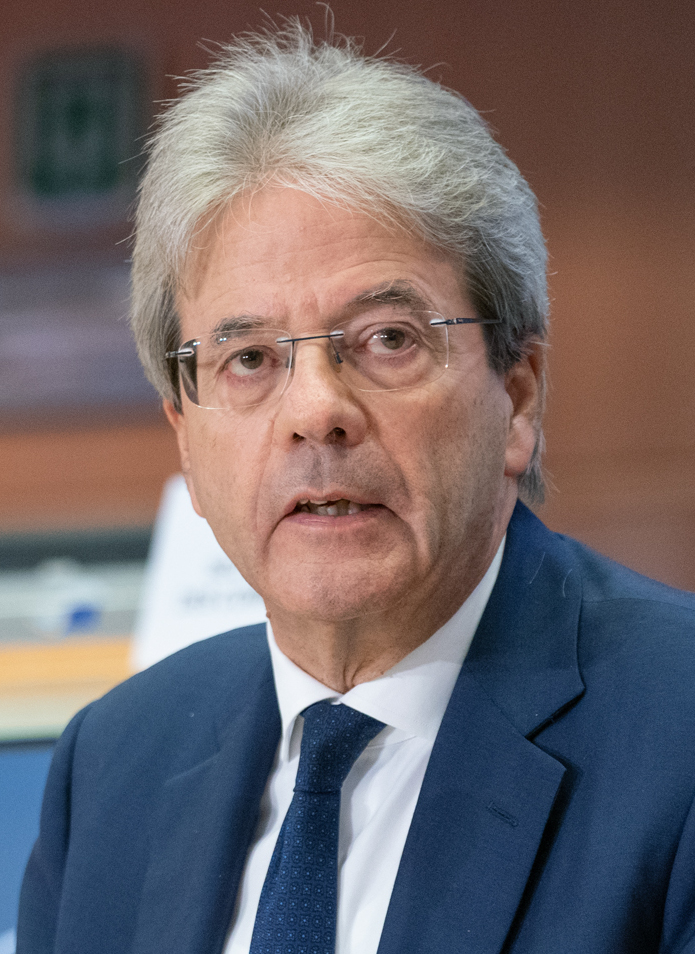
Paolo Gentiloni
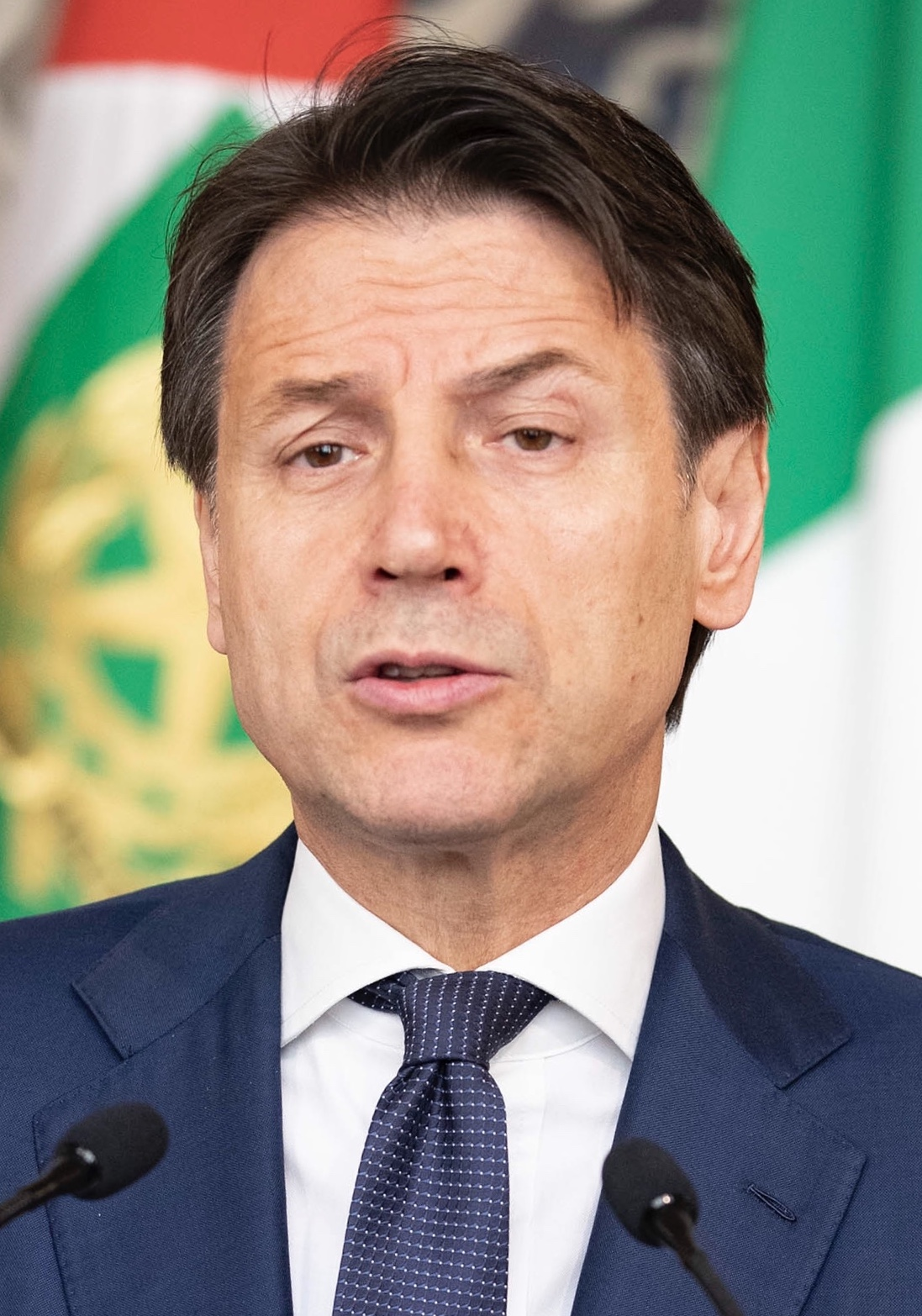
Giuseppe Conte
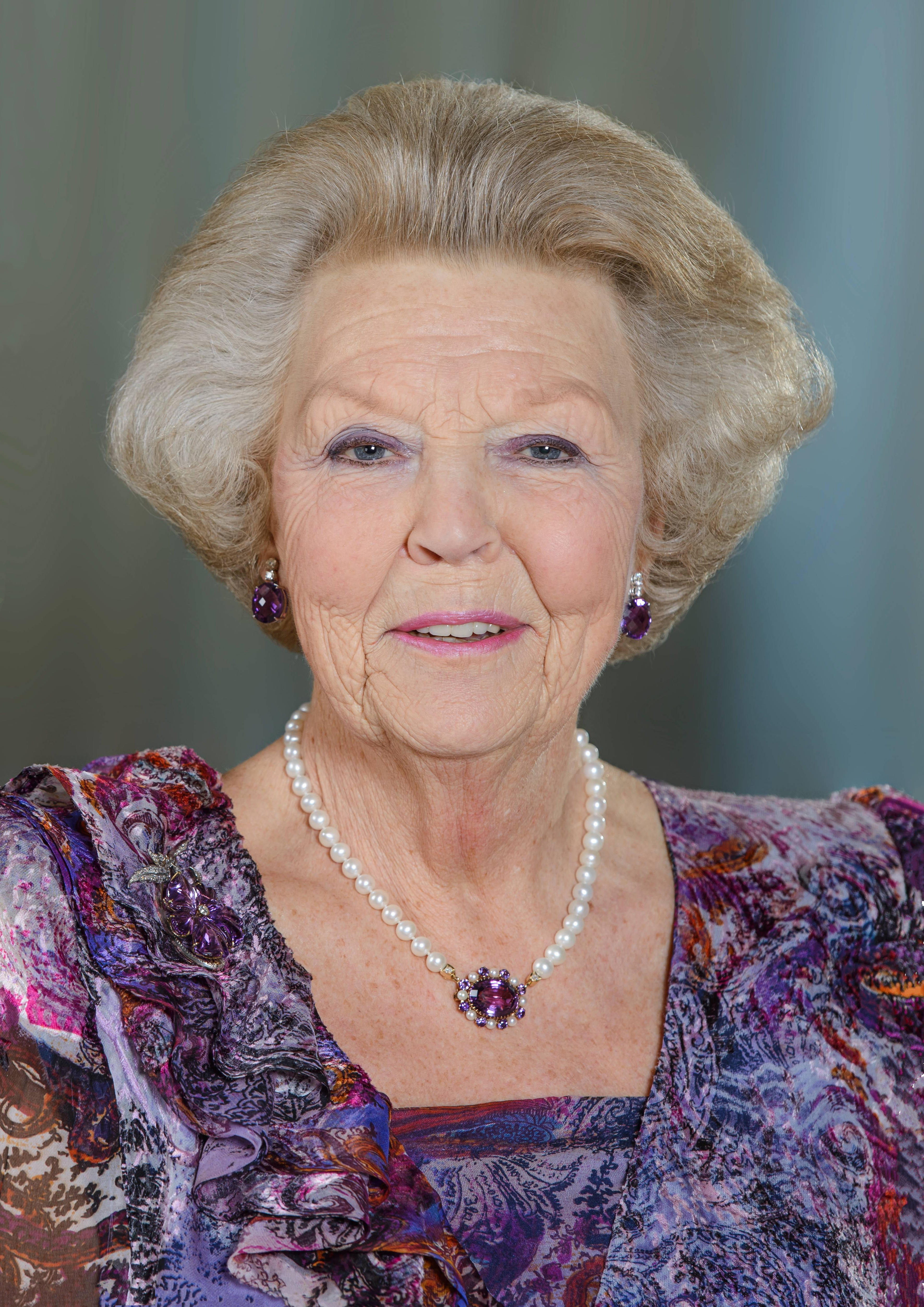
Beatrix (reine des Pays-Bas)
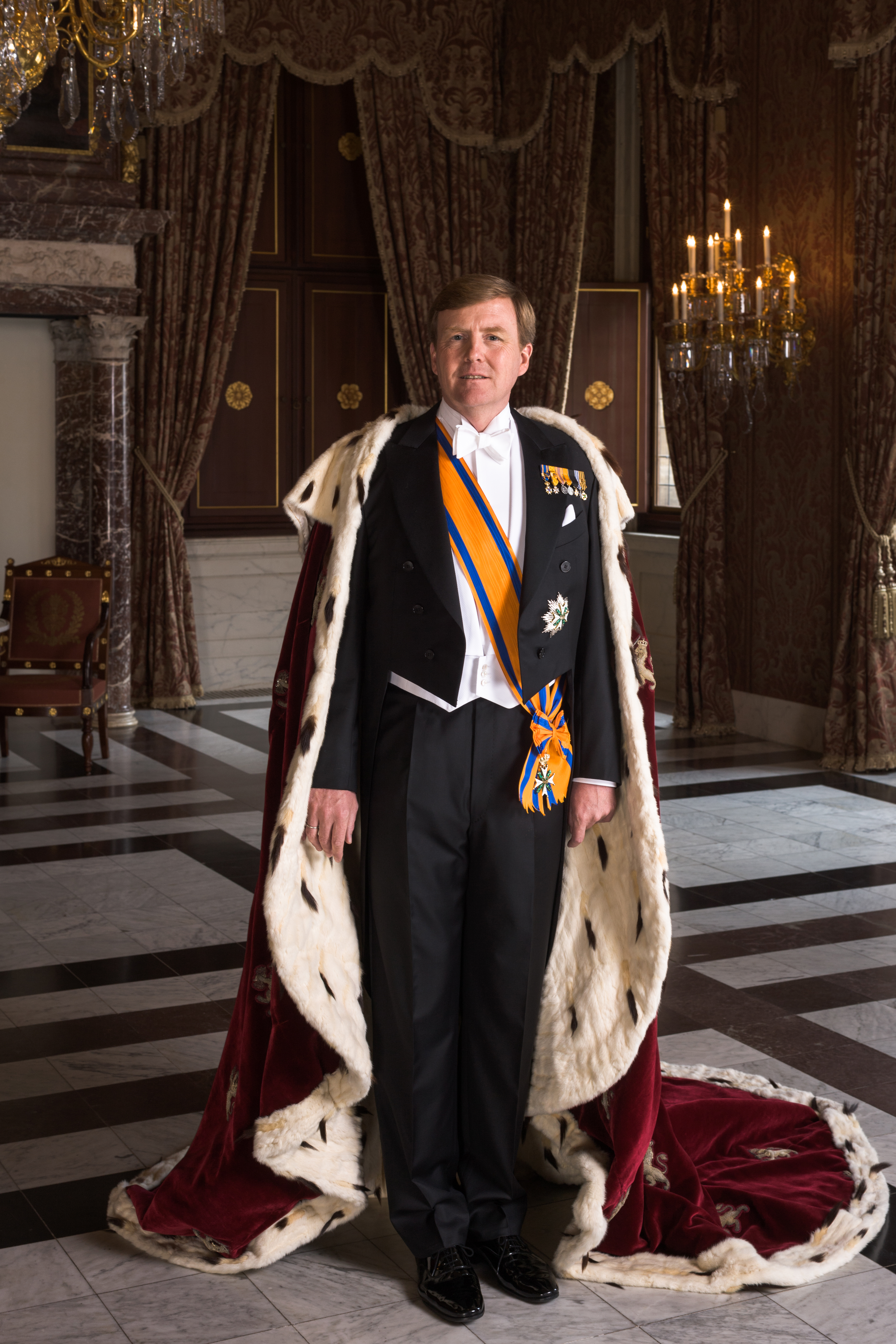
Willem-Alexander
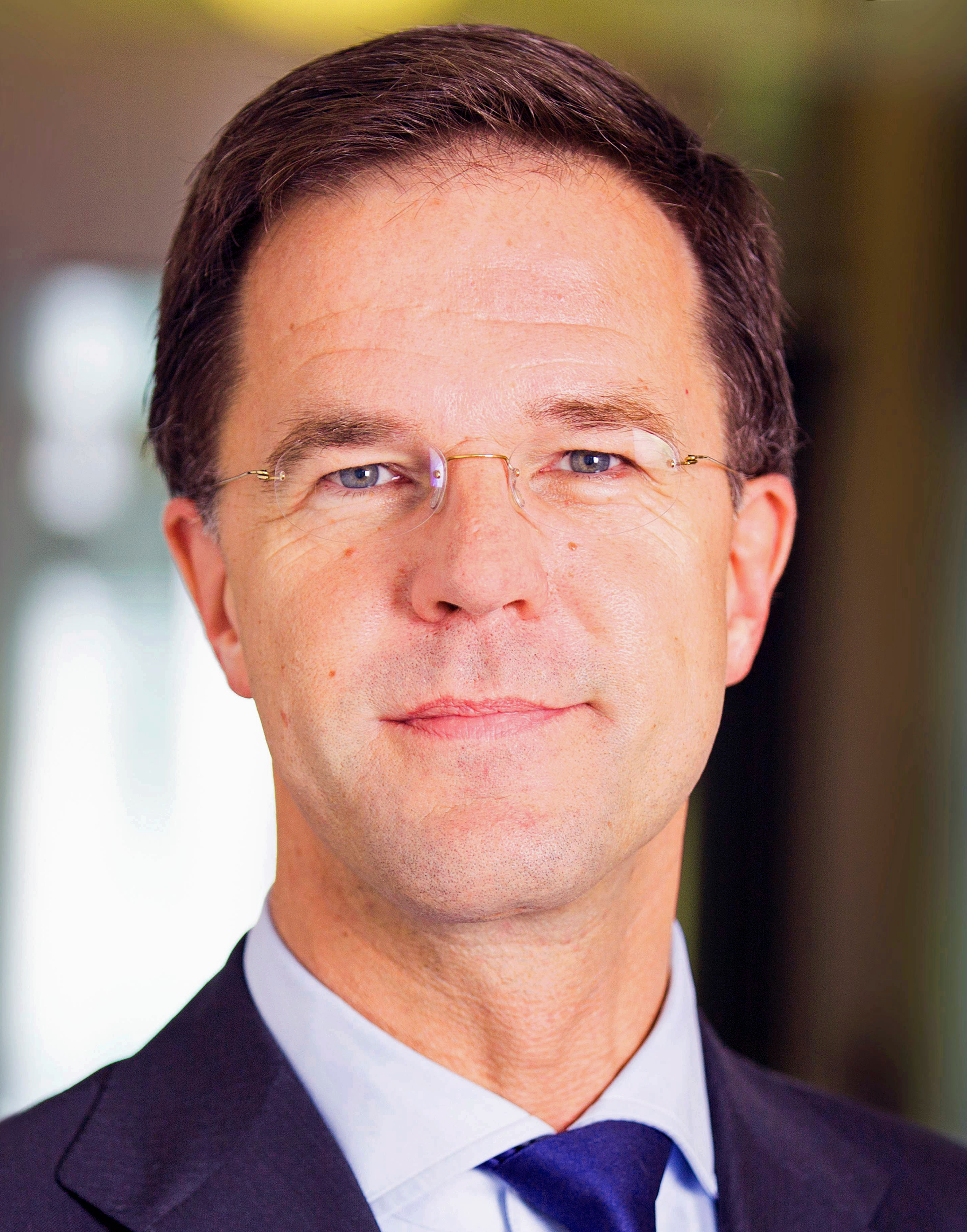
Mark Rutte
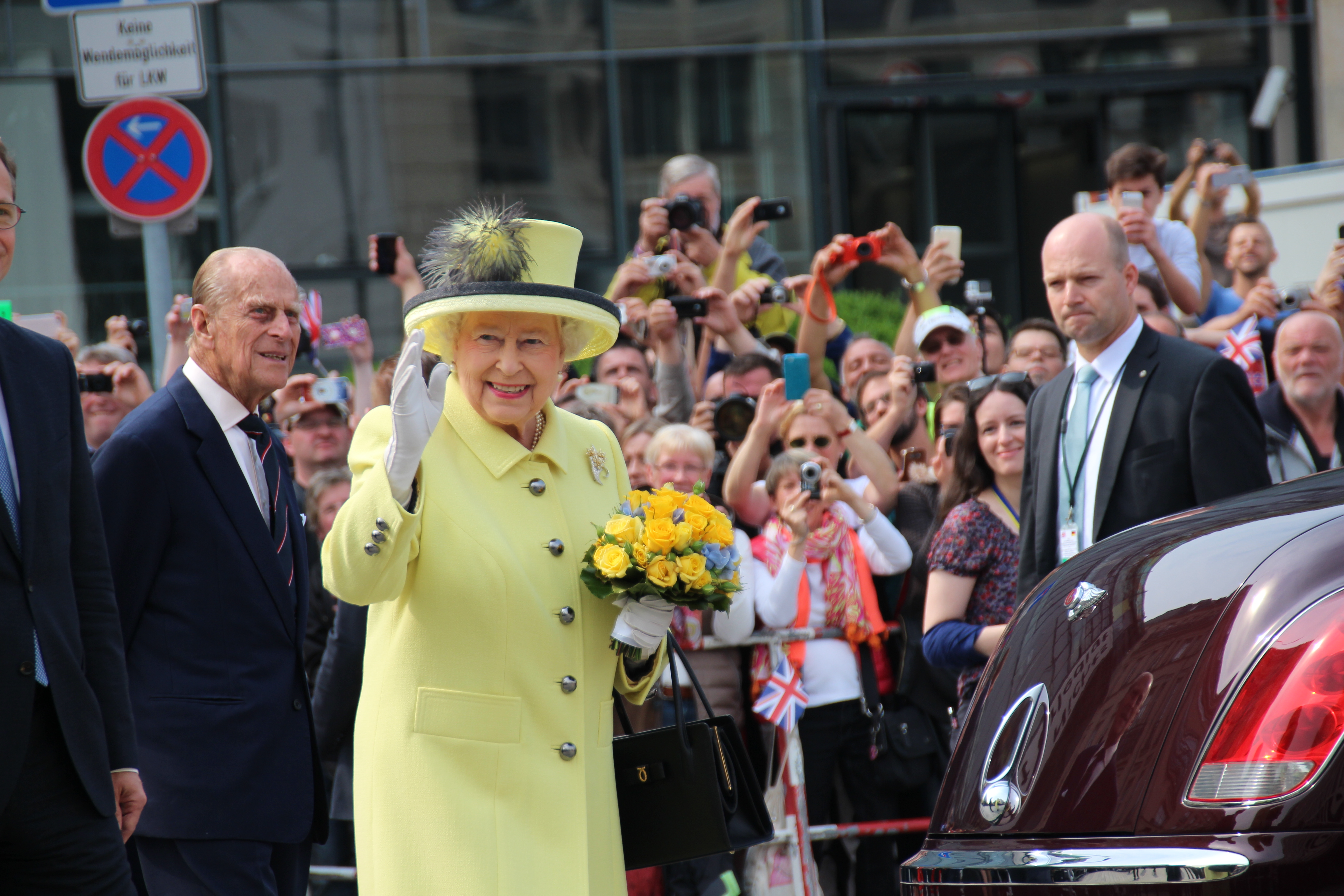
Élisabeth II
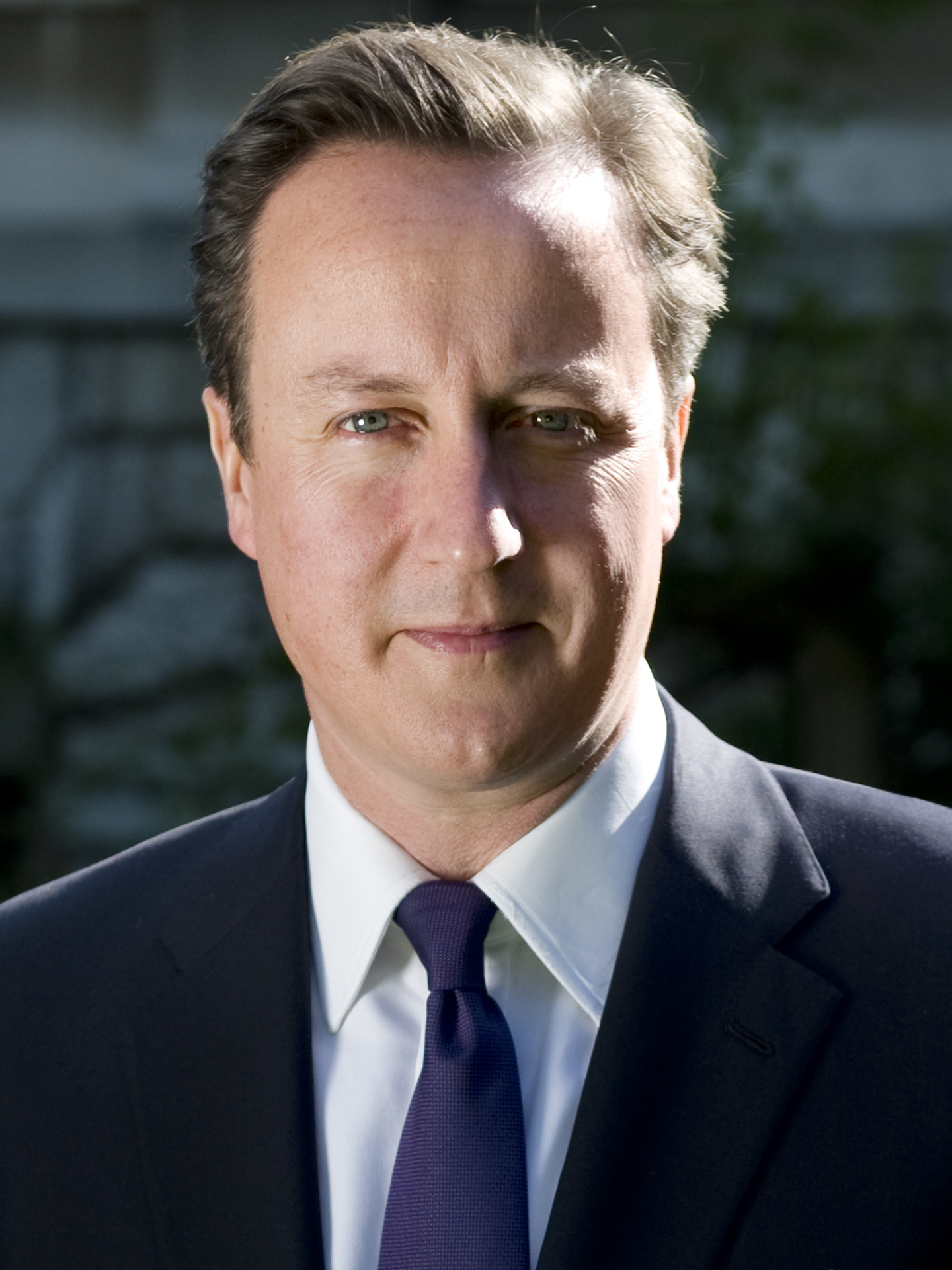
David Cameron
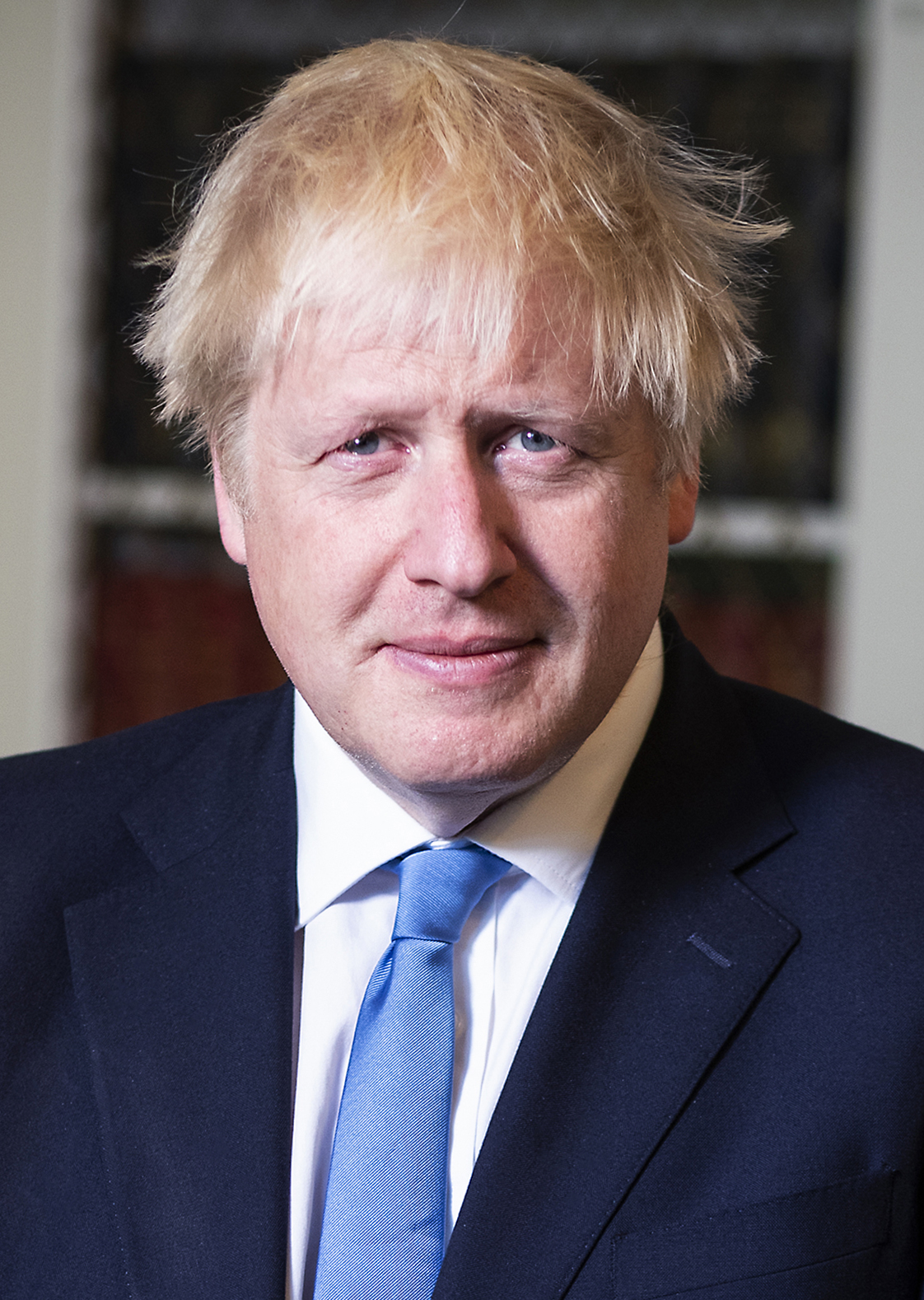
Boris Johnson
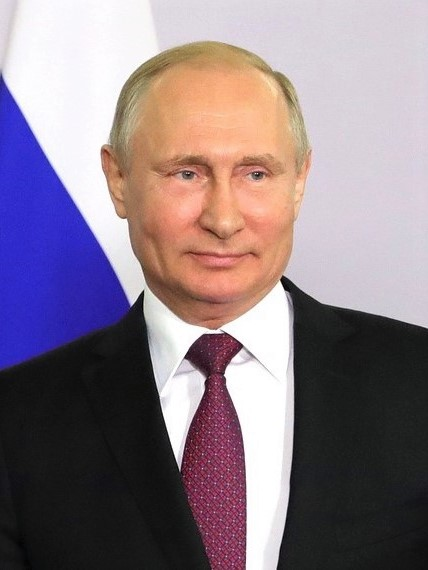
Vladimir Poutine
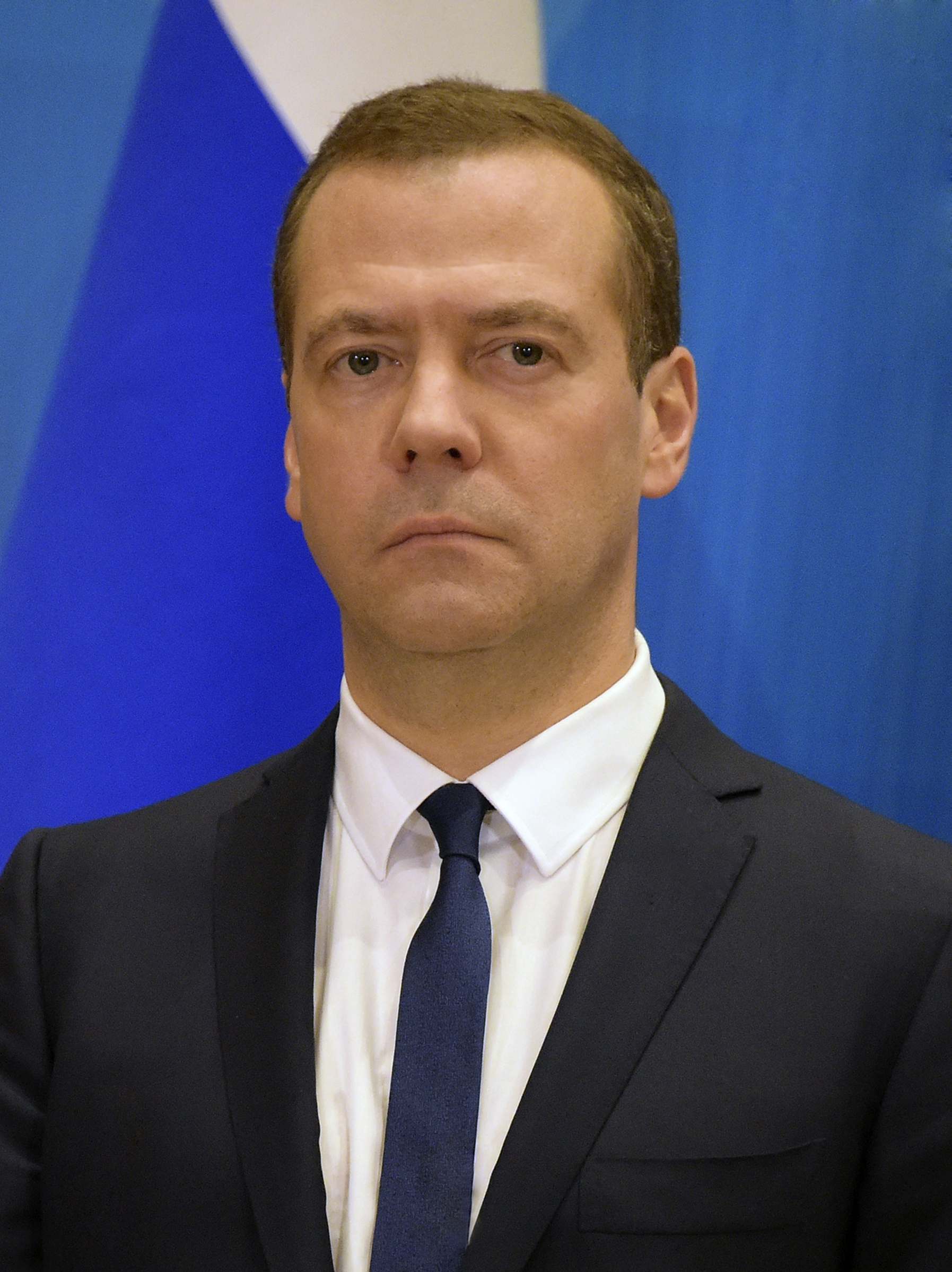
Dmitri Medvedev
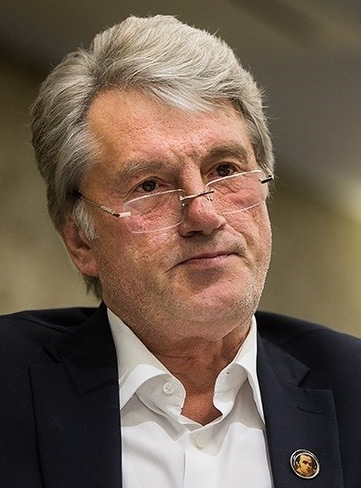
Viktor Iouchtchenko
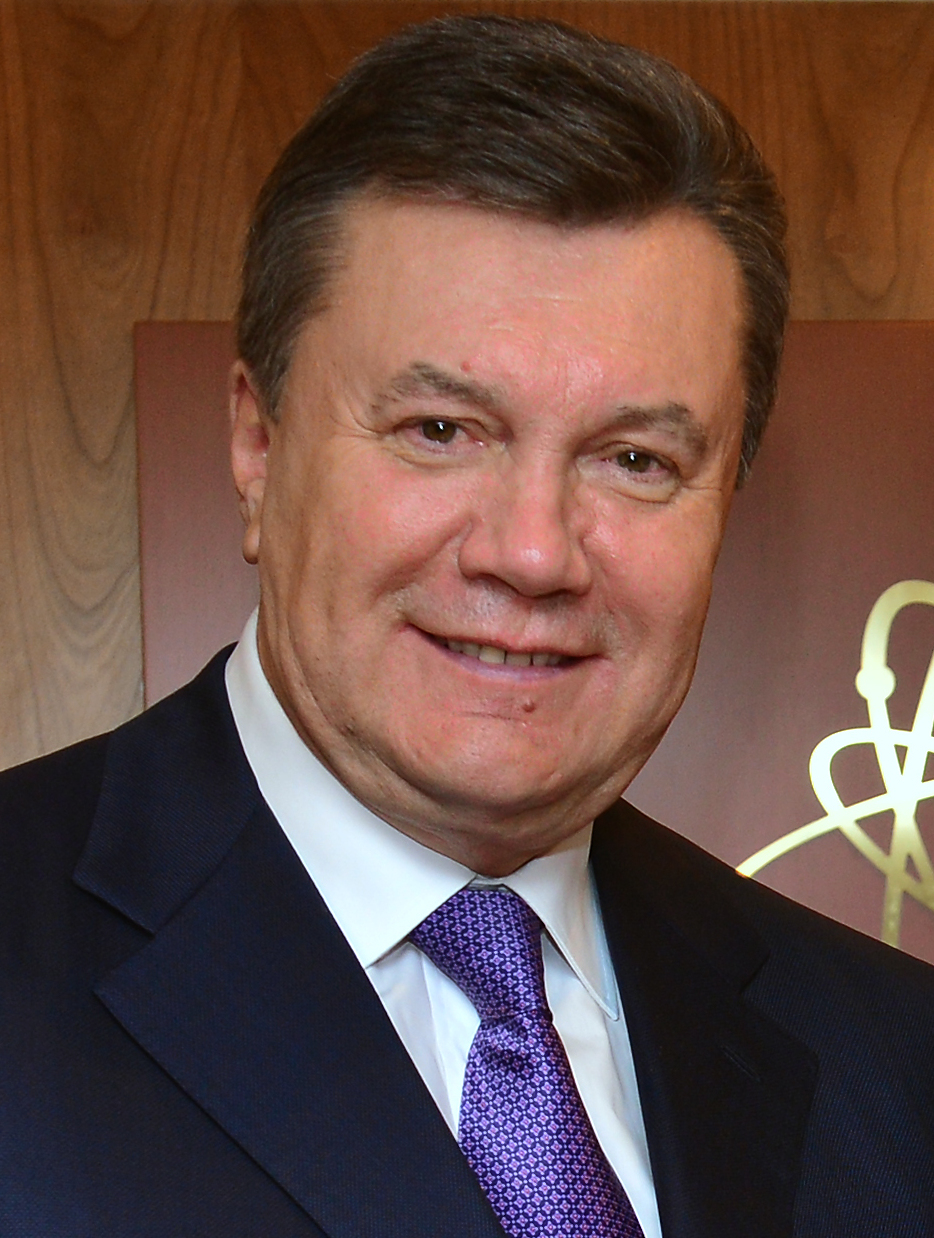
Viktor Ianoukovytch
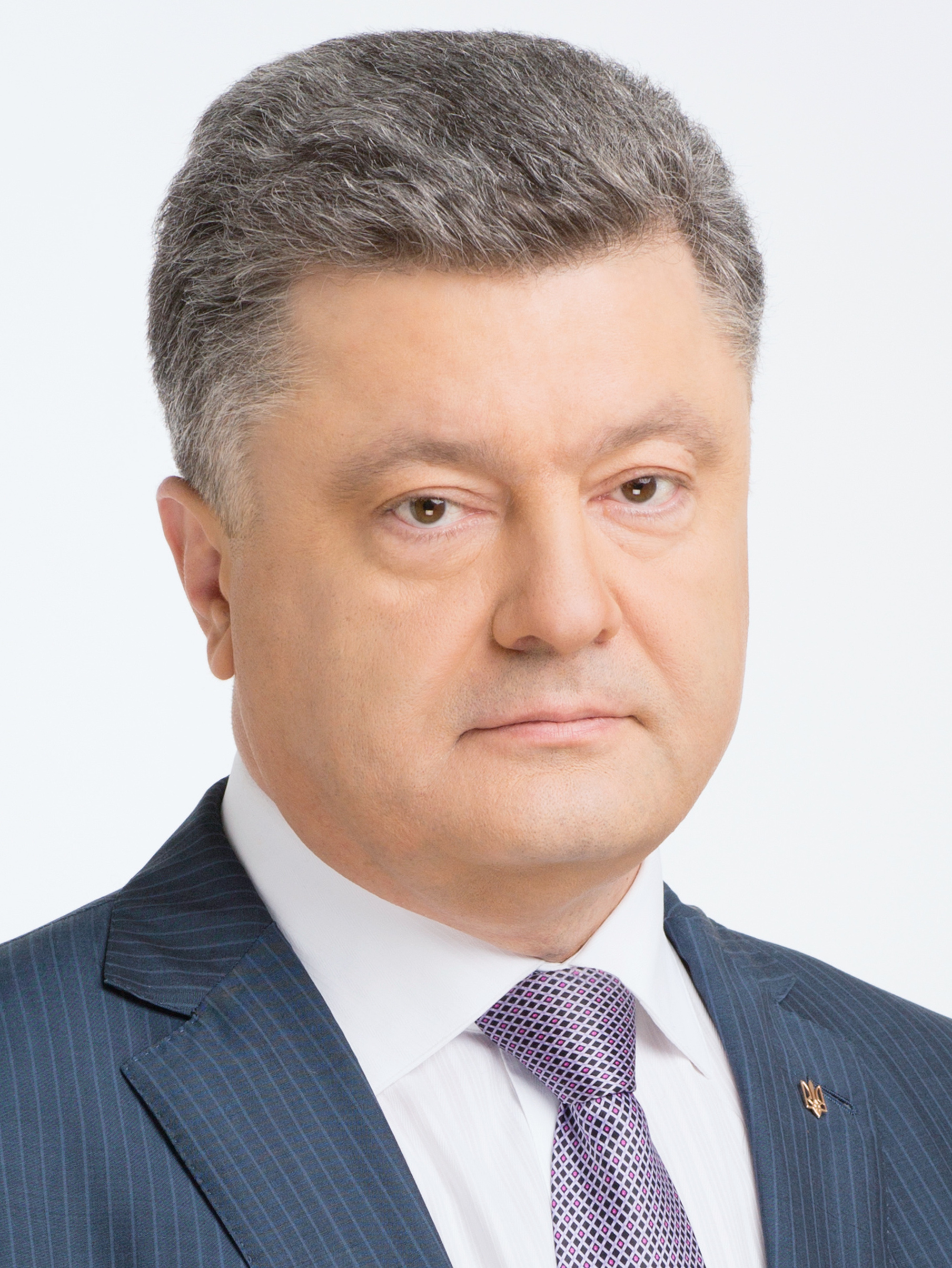
Petro Porochenko
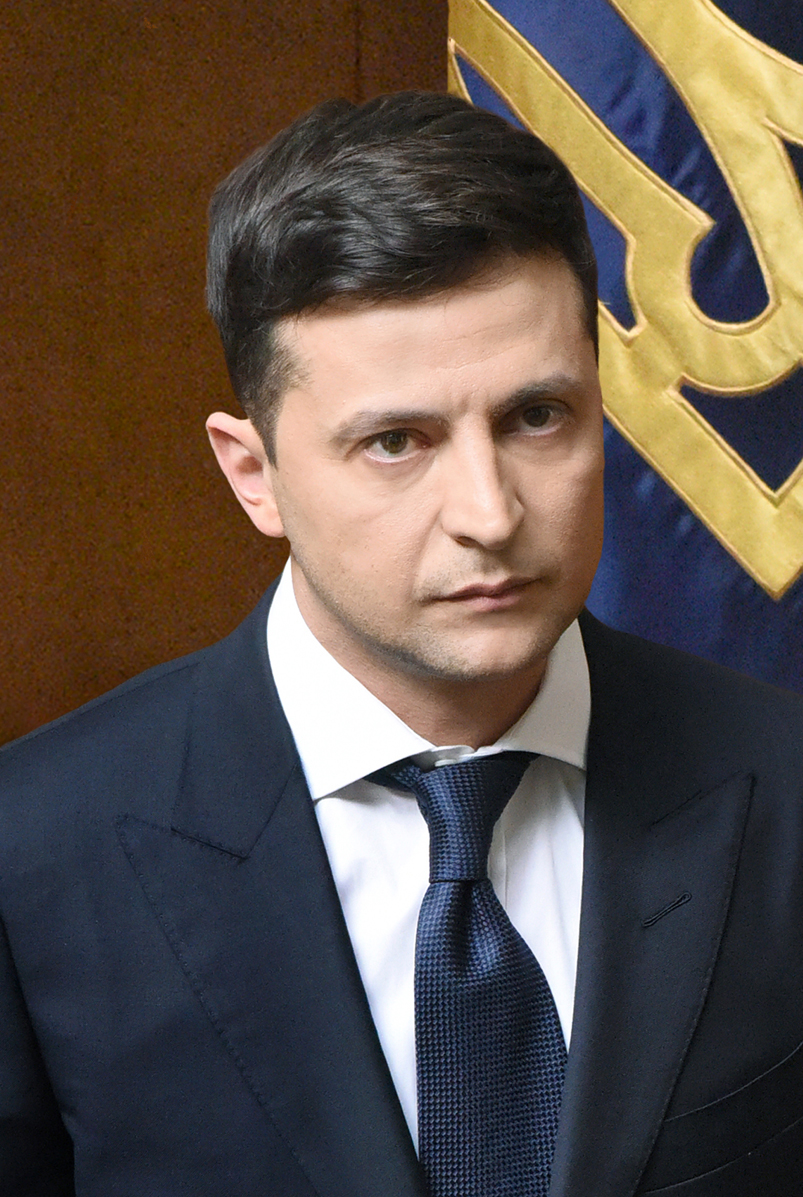
Volodymyr Zelensky
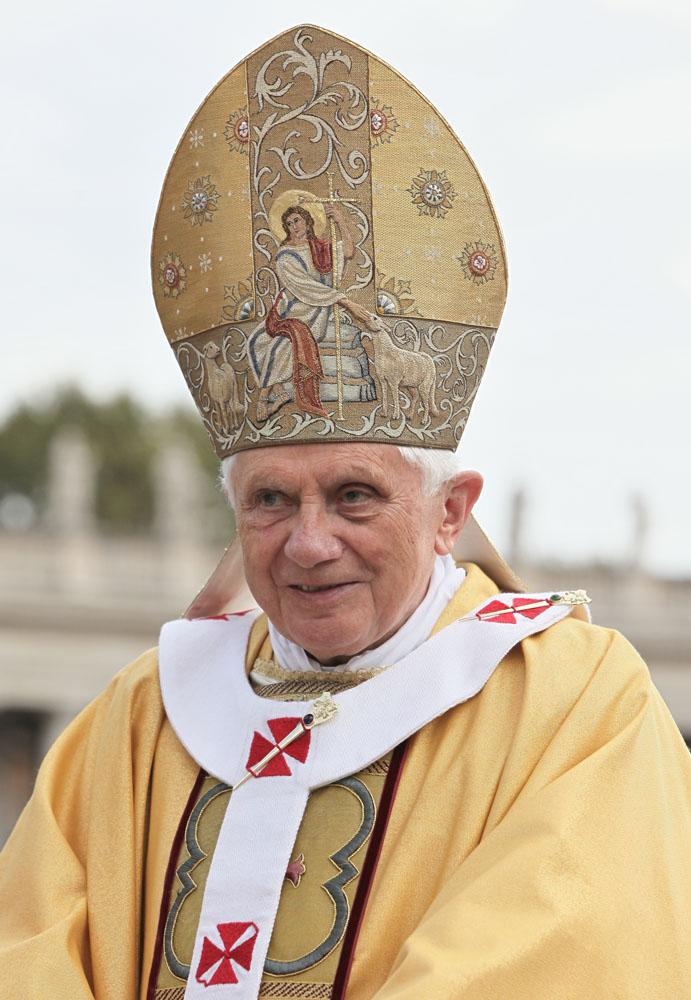
Benoît XVI
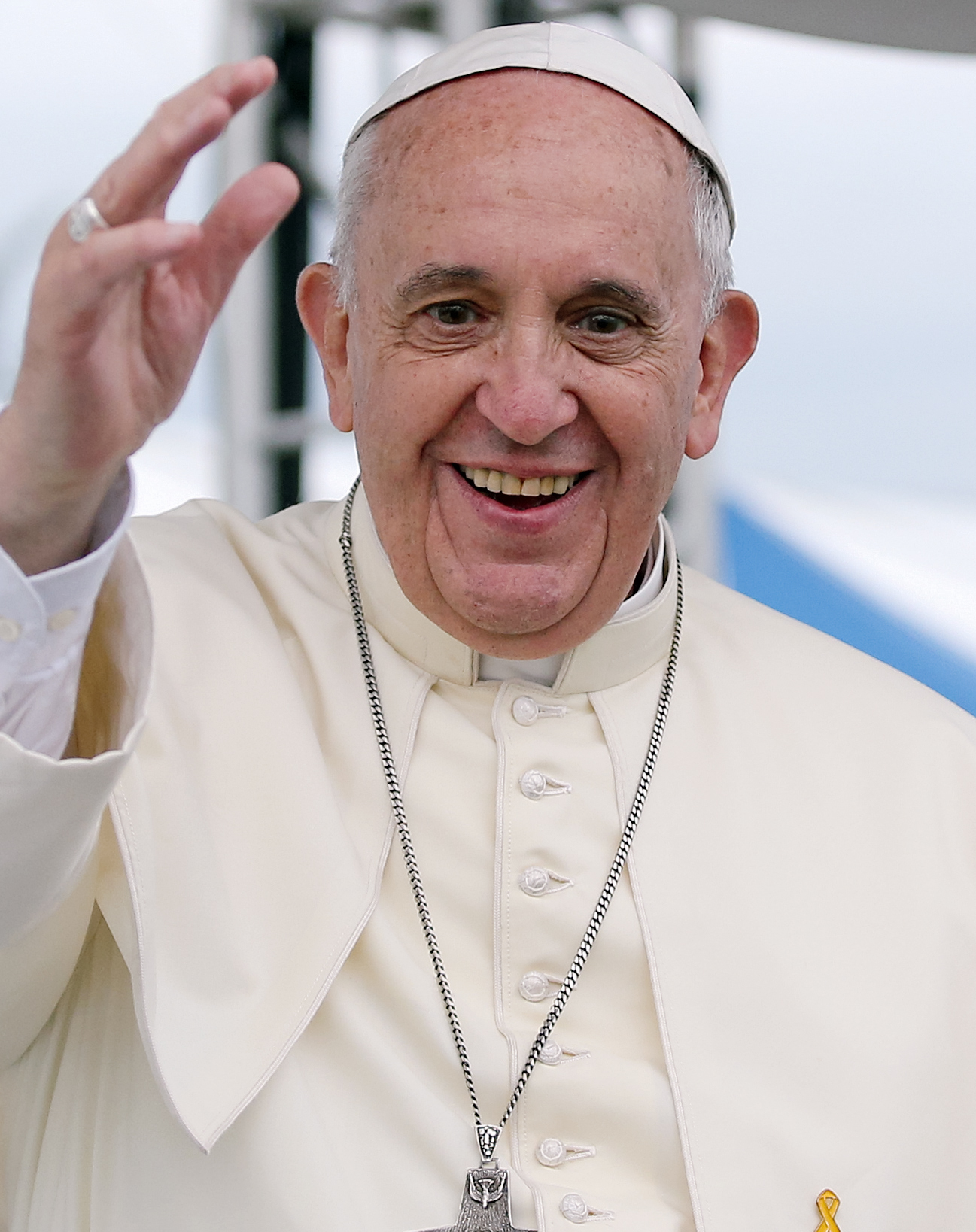
François (pape)